# 16. August
Der 16. August ist der 228. Tag des gregorianischen Kalenders (der 229. in Schaltjahren), somit bleiben noch 137 Tage bis zum Jahresende.

## Ereignisse

### Politik und Weltgeschehen
- 1456: Ausbleibende Soldzahlungen des Deutschen Ordens führen im Dreizehnjährigen Krieg dazu, dass Söldnerhauptleute sechs ihnen verpfändete Burgen, darunter die Ordensburg Marienburg, an den Preußischen Bund und Polens König Kasimir IV. Andreas verkaufen.
- 1513: Im Rahmen der Heiligen Liga, die gegen Frankreich und dessen König Ludwig XII. gerichtet ist, bezwingen Kaiser Maximilian I. und König Heinrich VIII. mit ihren Truppen in der Schlacht bei Guinegate eine französische Streitmacht unter dem Befehl Longuevilles.

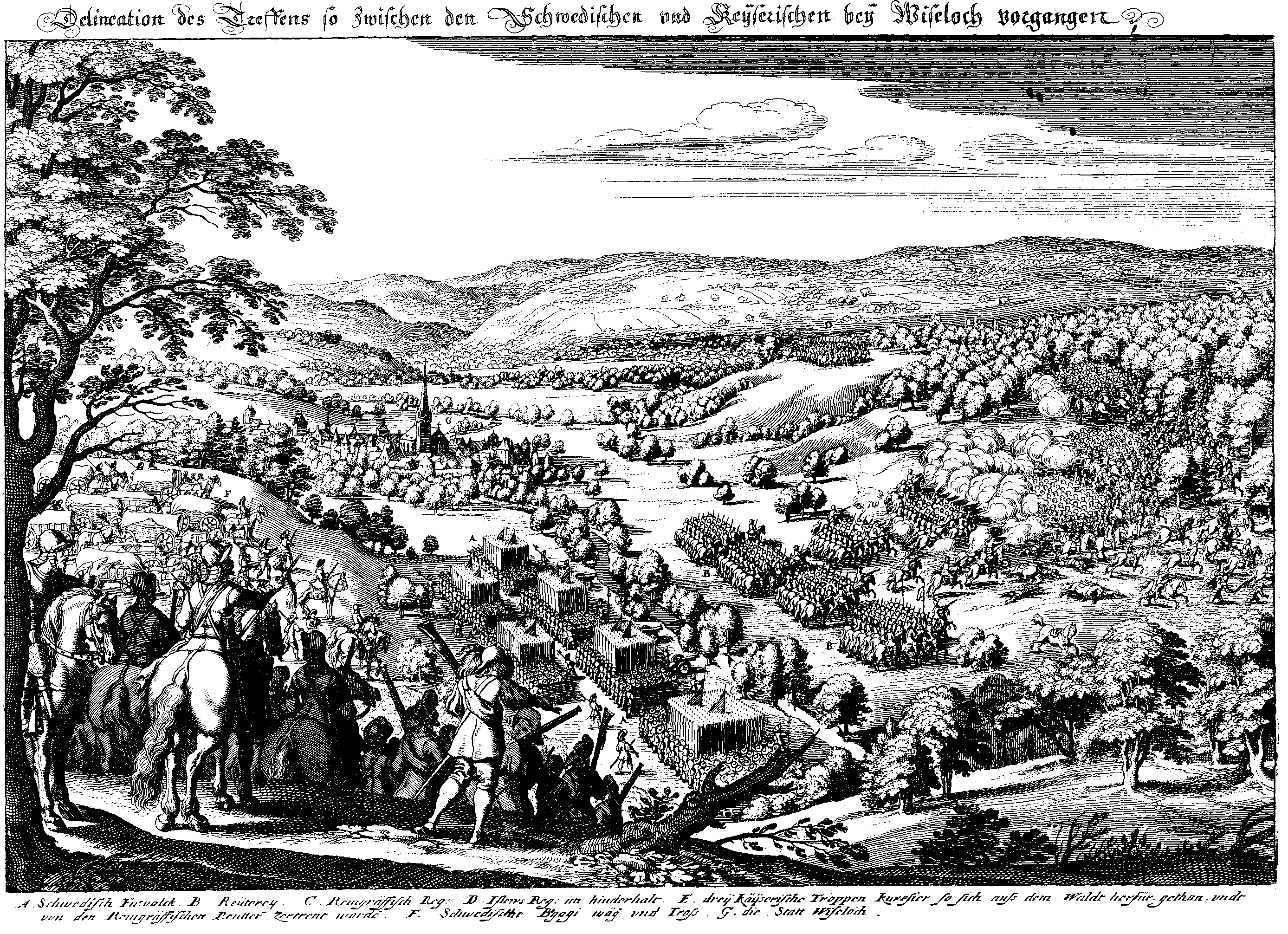
1632: Schlacht bei Wiesloch

- 1632: In der Schlacht bei Wiesloch siegen im Dreißigjährigen Krieg die schwedischen Truppen unter Gustav II. Adolf gegen die Katholische Liga.

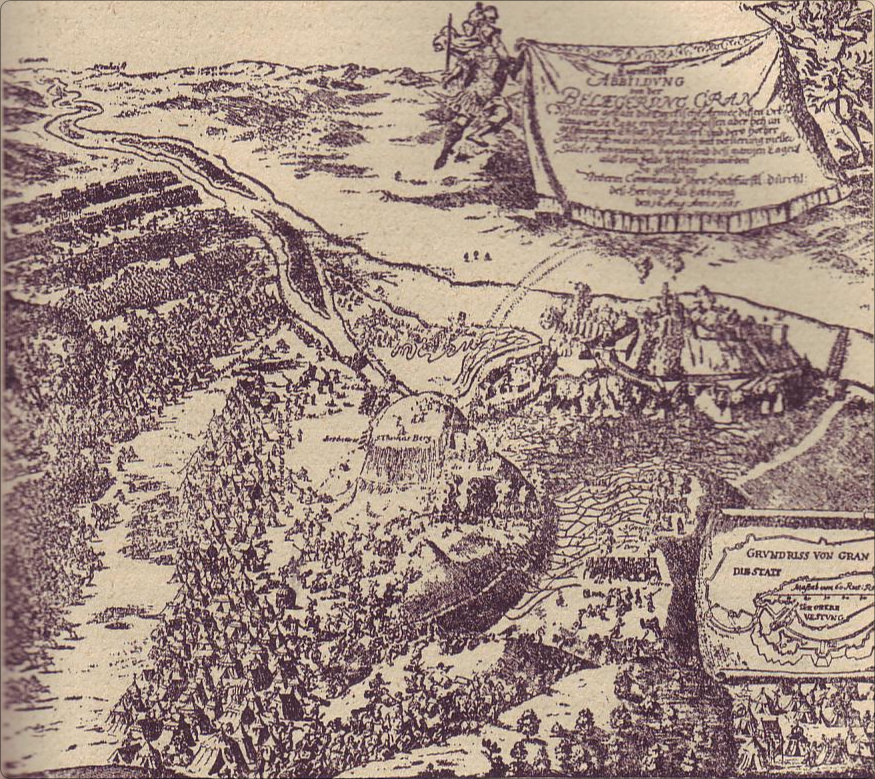
1685: Belagerung von Gran

- 1685: Während des Großen Türkenkrieges gelingt den kaiserlichen Truppen in der Schlacht bei Gran ein Sieg über ein osmanisches Heer.
- 1705: Der französische Feldherr Louis II. Joseph de Bourbon, duc de Vendôme siegt in der Schlacht bei Cassano über die von Prinz Eugen von Savoyen kommandierten Österreicher.
- 1731: Kaiser Karl VI. verbietet den Bauhütten die in der Steinmetzordnung geregelte eigene Gerichtsbarkeit.
- 1731: Der Immerwährende Reichstag verabschiedet das Reichsgewerbegesetz, das die Befugnisse der Zünfte einschränkt und den Zugang zum Handwerk erleichtert.
- 1762: Im Siebenjährigen Krieg besiegen die Preußen unter Friedrich dem Großen die Österreicher unter Leopold Joseph von Daun in der Schlacht bei Reichenbach.
- 1777: In der Schlacht von Bennington während des Amerikanischen Unabhängigkeitskrieges besiegen die amerikanischen Milizen Einheiten der englischen Truppen, darunter hessische Soldaten.
- 1780: Die Schlacht bei Camden während des Amerikanischen Unabhängigkeitskrieges endet mit einem vollständigen Sieg der britischen Truppen unter Charles Cornwallis über eine zahlenmäßig überlegene amerikanische Armee unter Horatio Gates.

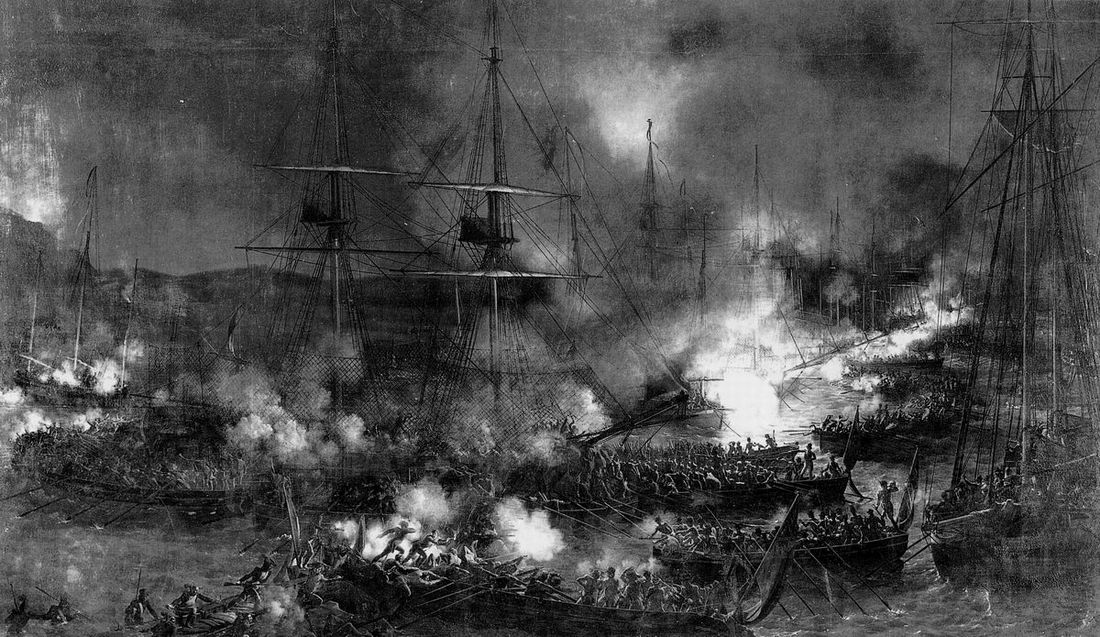
1801: Nelsons Fehlschlag

- 1801: Admiral Horatio Nelson unternimmt mit der englischen Kanalflotte einen vergeblichen Angriff auf französische Schiffe bei Boulogne-sur-Mer.
- 1812: Während des Britisch-Amerikanischen Krieges kapituliert das amerikanische Fort Detroit unter William Hull trotz großer Übermacht ohne nennenswerte Gegenwehr vor den britischen Truppen unter Sir Isaac Brock und Häuptling Tecumseh.
- 1819: Beim Peterloo-Massaker, einer Kavallerieattacke auf eine Protestkundgebung gegen die Corn Laws auf dem St. Peter’s Field bei Manchester, werden elf Personen getötet und über 400 verletzt.
- 1855: Mit der russischen Niederlage unter Fürst Michael Gortschakow in der Schlacht an der Tschernaja scheitert der Versuch, das im Krimkrieg belagerte Sewastopol zu entsetzen.
- 1870: In der Schlacht bei Mars-la-Tour zwingen im Deutsch-Französischen Krieg zwei preußische Korps die französische Rheinarmee zum Rückzug in die Festung Metz.
- 1884: Zu den Burenrepubliken in Südafrika kommt die von Söldnern proklamierte Nieuwe Republiek hinzu.
- 1888: Der Vertrag zwischen der Deutsch-Ostafrikanischen Gesellschaft und dem Sultan von Sansibar über die Gewährung von Souveränitätsrechten auf dem Gebiet des heutigen Tansania tritt in Kraft und führt zum Aufstand der ostafrikanischen Küstenbevölkerung.
- 1914: Eine in serbisches Gebiet eindringende österreich-ungarische Armee löst die Schlacht von Cer im Ersten Weltkrieg aus.
- 1919: Im Vorfeld der für 1921 vorgesehenen Volksabstimmung beginnt in Oberschlesien unter der Führung von Alfons Zgrzebniok ein Aufstand mit dem Ziel des Anschlusses an den neu geschaffenen polnischen Staat.
- 1921: Nach dem Tod von König Peter I. wird sein Sohn Alexander I. neuer Herrscher im Königreich der Serben, Kroaten und Slowenen.
- 1924: In London wird der Dawes-Plan unterzeichnet, der die Reparationszahlungen des Deutschen Reichs auf eine neue Grundlage stellen soll.
- 1936: Republikanische Truppen landen während des Spanischen Bürgerkriegs auf Mallorca, um die Baleareninsel zurückzuerobern. Die Schlacht um Mallorca beginnt.
- 1943: Die Rote Armee beginnt am Südabschnitt der Ostfront die Donezbecken-Operation, die sie binnen weniger Wochen bis an den Dnepr führt.
- 1945: Polen tritt in Moskau der Sowjetunion etwa 46 Prozent seines früheren Staatsgebietes ab.
- 1946: Von Vertretern der „kurdischen Intelligenz“ und dem städtischen Kleinbürgertum wird die Demokratische Partei Kurdistans (KDP) gegründet, Mustafa Barzani wird in Abwesenheit zum Vorsitzenden gewählt.
- 1951: Die erste Einheit der Bayerischen Bereitschaftspolizei wird im Kloster Rebdorf bei Eichstätt aufgestellt.
- 1953: Schah Mohammad Reza Pahlavi verlässt den Iran. Mohammad Mossadegh weigert sich, seine Entlassung aus dem Amt des Premierministers anzuerkennen.

1960: Flagge der Republik Zypern

- 1960: Zypern erlangt auf Grund des Zürcher und Londoner Abkommens zwischen Großbritannien, Griechenland und der Türkei als Republik Zypern die Unabhängigkeit von Großbritannien.
- 1962: Das französische Parlament ratifiziert den Vertrag über die Abtretung Französisch-Indiens an die Indische Union. Der bereits 1954 de facto vollzogene Anschluss von Puducherry, Karaikal, Mahe und Yanam an Indien vollzogen, tritt damit auch de jure in Kraft.
- 1964: In einem unblutigen Staatsstreich in Südvietnam wird Staatspräsident Dương Văn Minh von General Nguyễn Khánh entmachtet, der ihm „neutralistische Tendenzen“ vorwirft.
- 1969: Die Präsidentschaftswahl in Indien gewinnt V. V. Giri, der Kandidat von Premierministerin Indira Gandhi sehr knapp. Die Wahl hatte sich weitgehend als Machtkampf zwischen Indira Gandhi und den alten Machteliten der Kongresspartei dargestellt.
- 1972: In Rabat putschen Offiziere gegen König Hassan II. und rufen die Republik Marokko aus. Der Aufstand scheitert, Innenminister Mohammed Oufkir begeht nach offizieller Darstellung Suizid.
- 2017: Das Minamata-Übereinkommen tritt in Kraft.

### Wirtschaft
- 1866: Zwischen Hamburg und Wandsbek nimmt die Pferdebahn ihren Betrieb auf.
- 1896: George Carmack findet Gold am Klondike River in Kanadas Yukon-Territorium. Die Nachricht löst knapp ein Jahr später einen Goldrausch aus.
- 1945: In Berlin wird der Aufbau Verlag gegründet. Er wächst bald zum größten belletristischen Verlag der DDR heran. Zu Beginn spezialisiert er sich auf kommunistische und antifaschistische Literatur sowie russische Bücher und Klassikerausgaben.
- 1954: In den Vereinigten Staaten erscheint die Erstausgabe des Sportmagazins Sports Illustrated.

### Wissenschaft und Technik
- 1784: Das Allgemeine Krankenhaus in Wien wird eröffnet.

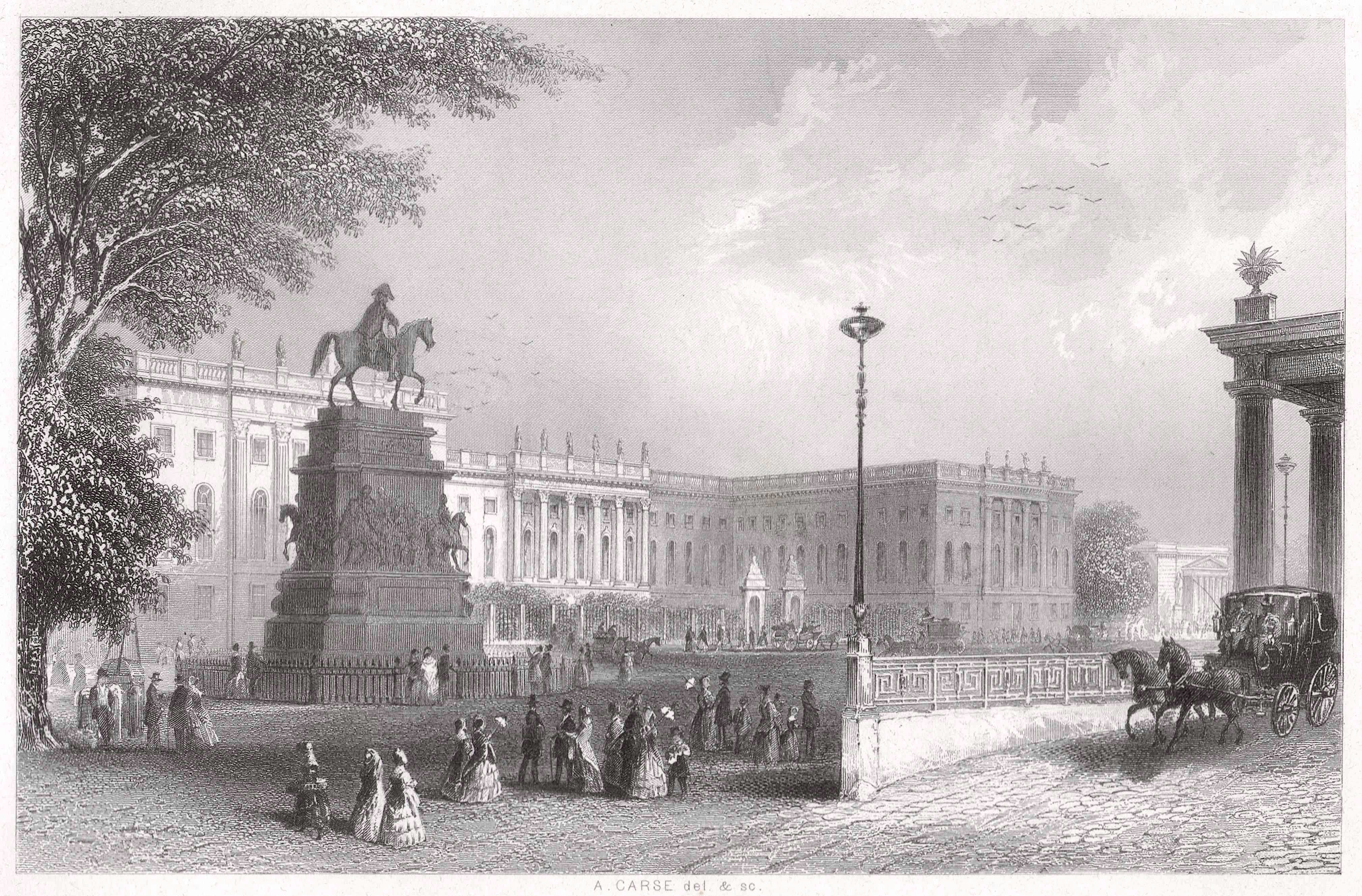
1809: Berliner Humboldt-Universität

- 1809: Auf Initiative Wilhelm von Humboldts wird die, später nach ihm benannte, Universität zu Berlin gegründet.
- 1858: Die britische Königin Victoria sendet dem US-Präsidenten James Buchanan eine Grußbotschaft über das erste transatlantische Telegraphenkabel.
- 1897: Unter der Leitung von Adrien de Gerlache de Gomery bricht das belgische Dampfschiff Belgica von Antwerpen aus zu einer dreijährigen Expedition auf, die bis heute als eine der wichtigsten Expeditionen in die Antarktis gilt. An Bord befinden sich unter anderem die Wissenschaftler Henryk Arctowski und Emil Racoviță sowie der noch völlig unbekannte Roald Amundsen.
- 1935: Auf der Berliner Funkausstellung wird das Magnetophon, ein Magnetton-Aufzeichnungs- und Wiedergabegerät, vorgestellt.
- 1993: Das Debian-Projekt wird durch Ian Murdock ins Leben gerufen.
- 2004: Die Raumsonde Cassini-Huygens entdeckt zwei Saturnmonde.

### Kultur
- 1857: Giuseppe Verdis Oper Aroldo mit dem Libretto von Francesco Maria Piave wird am Teatro Nuovo in Rimini mit Erfolg uraufgeführt. Es handelt sich um die umgearbeitete und völlig neu konzipierte Oper Stiffelio, die auf Druck der Zensur nur in entstellter Form in Italien aufgeführt werden darf.
- 1876: Im Bayreuther Festspielhaus findet unter der Leitung von Hans Richter die Uraufführung der Oper Siegfried, des zweiten Tages der Tetralogie Der Ring des Nibelungen von Richard Wagner, statt.
- 1930: Nachdem er die Disney-Studios verlassen hat, veröffentlicht Ub Iwerks mit Fiddlesticks den ersten farbigen Ton-Zeichentrickfilm.
- 1952: Im Kalkbergstadion in Bad Segeberg beginnen die ersten Winnetou-Festspiele, ab 1954 als Karl-May-Spiele bekannt.
- 1952: Schwein oder Nichtschwein, ein weiterer Roman von P. G. Wodehouse mit dem zerstreuten Lord Emsworth als Protagonisten, erscheint erstmals als Fortsetzungsgeschichte im US-amerikanischen Magazin Collier’s.
- 1956: Die Verfilmung von Carl Zuckmayers Drama Der Hauptmann von Köpenick mit Heinz Rühmann in der Titelrolle wird in Köln uraufgeführt.

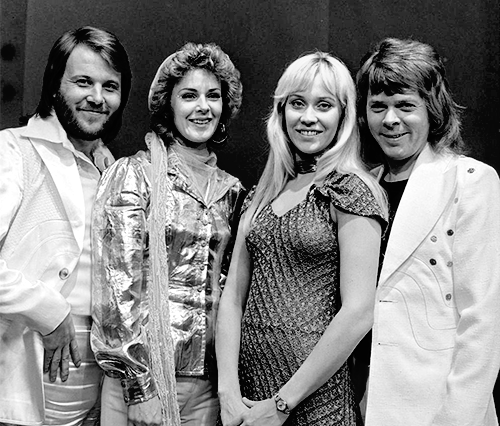
1976: ABBA

- 1976: Dancing Queen, Nummer-1-Hit in den USA und vielen anderen Ländern und damit der weltweit wohl erfolgreichste Song der schwedischen Popgruppe ABBA, wird veröffentlicht.
- 1977: Im Landesmuseum in Hannover ausgestellte Bilder von Martin Luther und seiner Frau Katharina von Bora, gemalt von Lucas Cranach, fallen einem Säureattentat zum Opfer.
- 1977: Der US-amerikanische Sänger, Musiker und Schauspieler Elvis Presley, der als erfolgreichster Solointerpret weltweit gilt, stirbt in seinem Wohnsitz „Graceland“ in Memphis, Tennessee.

### Gesellschaft
- 1284: Philipp IV. von Frankreich heiratet Johanna I. von Navarra.

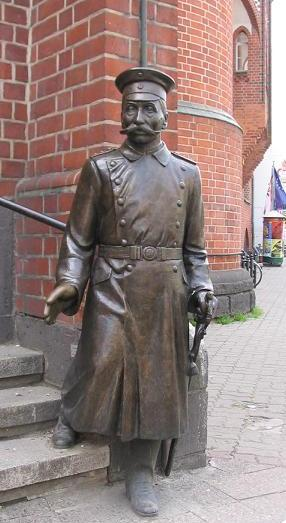
1908: Statue des Hauptmanns von Köpenick

- 1908: Nach seiner Begnadigung durch Kaiser Wilhelm II. wird der als „Hauptmann von Köpenick“ bekannt gewordene Wilhelm Voigt aus der Haft entlassen.
- 1969: Charles Manson und weitere Mitglieder der Manson Family werden wegen Verdachtes auf Autodiebstahl festgenommen, aber nach einigen Tagen wieder freigelassen.
- 1975: Der Serienmörder Ted Bundy wird in Utah erstmals verhaftet.
- 1988: In Gladbeck beginnt in einer Filiale der Deutschen Bank die Geiselnahme von Gladbeck, die erst 54 Stunden später auf der Autobahn zwischen Köln und Frankfurt am Main beendet wird.

### Religion
- 1821: Das Erzbistum Freiburg entsteht durch päpstliche Verfügung, das jahrhundertealte Bistum Konstanz erlischt gleichzeitig.
- 2005: In Taizé wird der Klostergründer Frère Roger von einer psychisch kranken Frau beim Abendgebet mit einem Messer tödlich verletzt.
- 2005: Der Weltjugendtag in Köln wird eröffnet.

### Katastrophen
- 1809: Beim Untergang der Meikle Ferry im Norden Schottlands kommen 99 Menschen ums Leben.

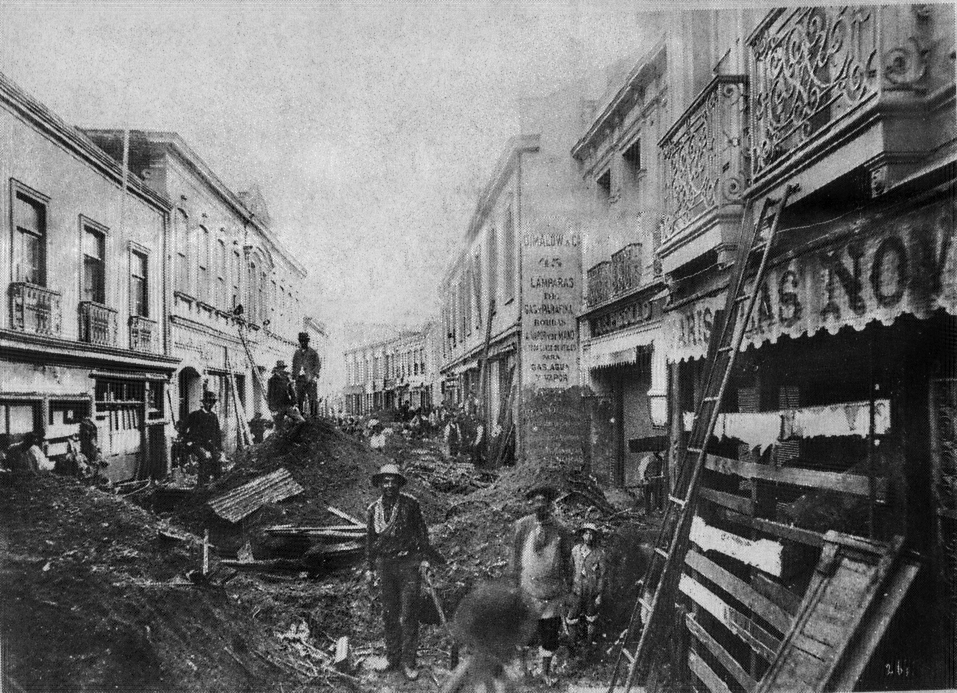
1906: Erdbeben in Valparaiso

- 1906: Ein Erdbeben der Stärke 8,2 erschüttert die chilenische Stadt Valparaíso und fordert mehr als 3.000 Todesopfer.
- 1942: Das US-amerikanische Marineluftschiff L-8 landet als Geisterschiff ohne seine Besatzung in Daly City/Kalifornien. Die beiden Piloten bleiben verschollen.
- 1942: Das deutsche U-Boot U 507 versenkt an der brasilianischen Küste nacheinander jeweils ohne Vorwarnung die drei unbewaffneten brasilianischen Passagierschiffe Araraquara (131 Tote), Annibal Benévolo (150 Tote) und Baependy (270 Tote).
- 1976: Ein Erdbeben der Stärke 7,9 fordert in Mindanao auf den Philippinen etwa 8.000 Menschenleben.
- 1987: In Detroit im US-Bundesstaat Michigan stürzt ein Passagierflugzeug kurz nach dem Start auf eine belebte Straße. 156 Menschen sterben, ein Kind wird gerettet.
- 1988: Der Damm des Bagauda-Stausees in Nigeria bricht; durch die Flutwelle kommen 23 Menschen ums Leben.
- 2005: Beim Absturz einer McDonnell Douglas MD-82 auf dem West-Caribbean-Airways-Flug 708 im Westen von Venezuela kommen 160 Menschen ums Leben.

Kleinere Unglücksfälle sind in den Unterartikeln von Katastrophe und in der Liste von Katastrophen aufgeführt.

### Sport
- 1812: Arnold Abbühl, Joseph Bortis und Alois Volker gelingt die Erstbesteigung des Finsteraarhorns, des höchsten Berges der Berner Alpen.
- 1930: In Hamilton, Ontario, Kanada, werden die British Empire Games 1930, die erste Ausgabe der heute als Commonwealth Games bekannten Spiele eröffnet. Es nehmen rund 400 Athleten aus 11 Ländern teil, Frauen sind jedoch nur in den Wassersportdisziplinen teilnahmeberechtigt.
- 1935: Augustine Cortauld, Jack Longland, Ebbe Munck, H. G. Wager und Laurence Wager gelingt die Erstbesteigung des Gunnbjørn Fjeld, dem höchsten Berg von Grönland. Die nächste erfolgreiche Besteigung des unzugänglichen Berges gelingt erst 1971.

- 1936: In Berlin findet die Schlussfeier der Olympischen Sommerspiele statt. Die Spiele werden zu einem Propagandaerfolg für die Nationalsozialisten, weil erstmals nicht die USA die meisten Medaillen gewinnen, sondern Deutschland.
- 1960: Joseph Kittinger springt mit dem Fallschirm aus 31.332 Meter aus einem Heliumballon. Er erreicht dabei eine Geschwindigkeit von 988 km/h und fällt vier Minuten und 36 Sekunden, bis sich in rund 5.500 Meter Höhe der Hauptfallschirm öffnet. Bei diesem Unternehmen stellt Kittinger drei Weltrekorde auf, von denen die Dauer des freien Falls bis heute nicht übertroffen worden ist.

Einträge von Leichtathletik-Weltrekorden befinden sich unter der jeweiligen Disziplin unter Leichtathletik.

## Geboren

### Vor dem 18. Jahrhundert
- 1355: Philippa of Clarence, 5. Countess of Ulster, englische Adelige
- 1378: Hongxi, chinesischer Kaiser der Ming-Dynastie
- 1397: Albrecht II., römisch-deutscher König, König von Ungarn und Böhmen, Herzog von Österreich
- 1485: Balthasar Hubmaier, Täuferpersönlichkeit der Reformationszeit

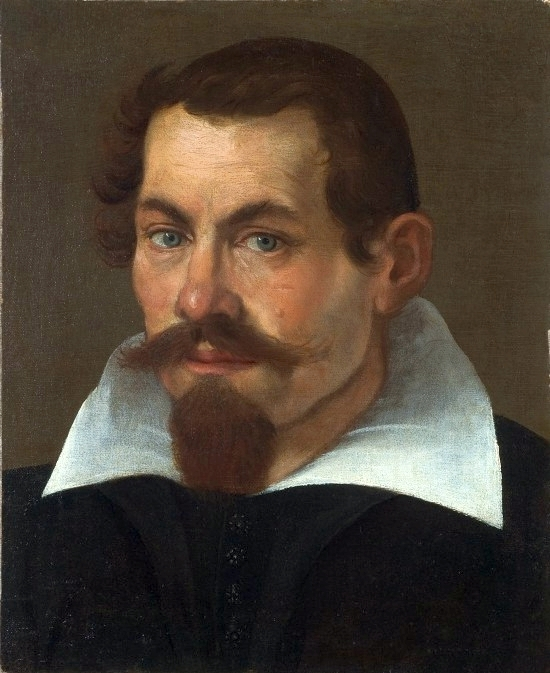
Agostino Carracci (* 1557)

- 1557: Agostino Carracci, italienischer Maler und Kupferstecher
- 1565: Christine von Lothringen, Großherzogin der Toskana

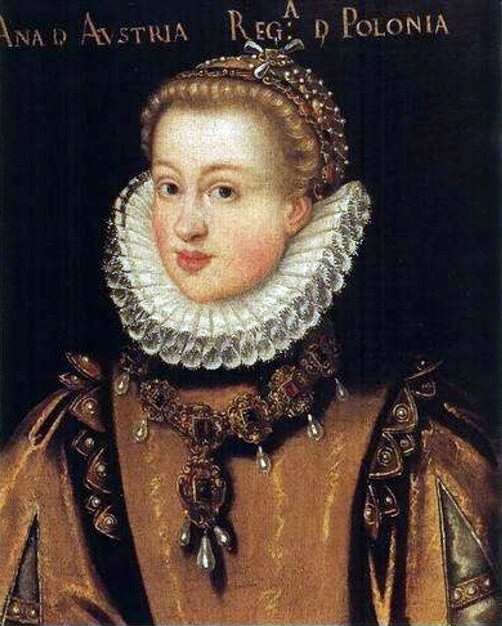
Anna von Österreich (* 1573)

- 1573: Anna, Erzherzogin von Österreich, Königin von Polen, Großfürstin von Litauen und Königin von Schweden
- 1587: Khusrau Mirza, ältester Sohn des Großmoguln Jahangir und Bruder von Shah Jahan
- 1599: Diego López de Pacheco Cabrera y Bobadilla, Vizekönig von Neuspanien und Vizekönig von Navarra
- 1603: Adam Olearius, deutscher Schriftsteller und Diplomat
- 1604: Bernhard von Sachsen-Weimar, deutscher Feldherr während des Dreißigjährigen Krieges
- 1608: Jean-Louis Raduit de Souches, kaiserlicher Feldherr
- 1614: Élisabeth de Bourbon, Herzogin von Nemours

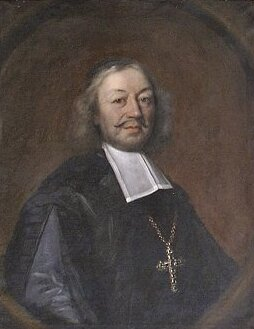
Hermann Werner von Wolff-Metternich zur Gracht (* 1625)

- 1625: Hermann Werner von Wolff-Metternich zur Gracht, Fürstbischof von Paderborn
- 1634: Johann Daniel Major, deutscher Universalgelehrter
- 1645: Jean de La Bruyère, französischer Schriftsteller
- 1650: Vincenzo Maria Coronelli, italienischer Kartograf und Hersteller von Globen
- 1655: Friedrich Christian zu Schaumburg-Lippe, Landesherr von Schaumburg-Lippe
- 1664: Alfons Ambuel, Schweizer Offizier und Politiker
- 1693: Christian Ernst Endter, Arzt und Schriftsteller in Hamburg und Altona
- 1696: Marc-Pierre d’Argenson, französischer Adeliger und Minister
- 1700: Clemens August von Bayern, Erzbischof des Erzbistums Köln

### 18. Jahrhundert
- 1706: Florian Bahr, deutscher Jesuit und China-Missionar
- 1711: Johann Ludwig Seekatz, deutscher Maler
- 1718: Jakob Emanuel Handmann, Schweizer Porträtmaler
- 1719: Johann Friedrich Hirt, deutscher Theologe und Orientalist

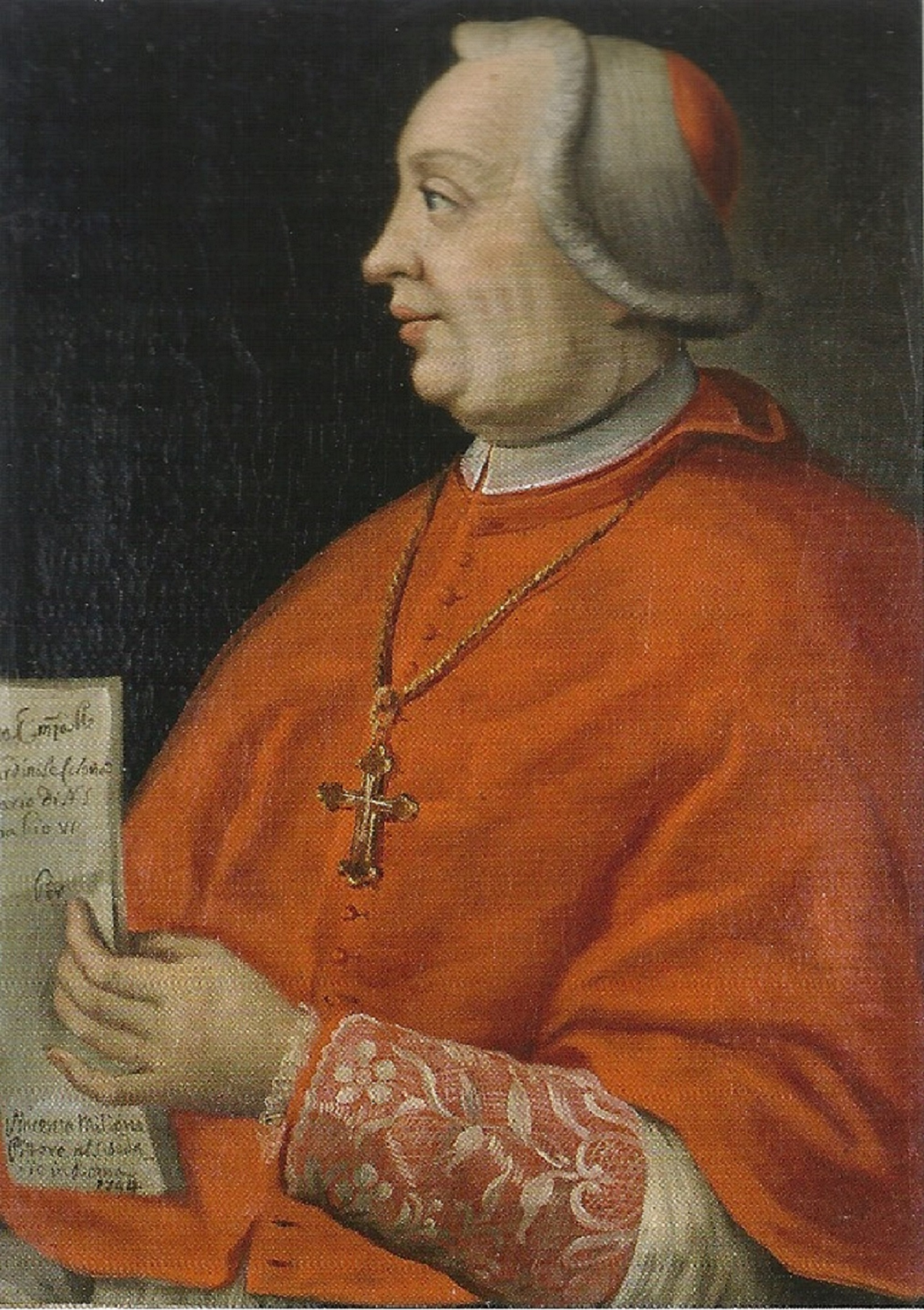
Marcantonio Colonna (* 1724)

- 1724: Marcantonio Colonna, italienischer Kardinal und Kardinalkämmerer
- 1727: Friedrich August Fischer, deutscher Rechtswissenschaftler
- 1736: Valentin Rose der Ältere, deutscher Apotheker und Assessor
- 1744: Pierre Méchain, französischer Astronom und Geograph
- 1759: Carl Frederik von Breda, schwedischer Maler
- 1761: Jewstignei Ipatowitsch Fomin, russischer Komponist
- 1763: Frederick Augustus, Duke of York and Albany, britischer Prinz und Heerführer, Fürstbischof von Osnabrück
- 1767: Reinhold Bernhard Jachmann, deutscher Theologe und Pädagoge
- 1770: François André Michaux, französischer Botaniker
- 1771: Jonathan Roberts, US-amerikanischer Politiker, Senator, Mitglied des Repräsentantenhauses
- 1772: Anton Bauer, deutscher Rechtswissenschaftler

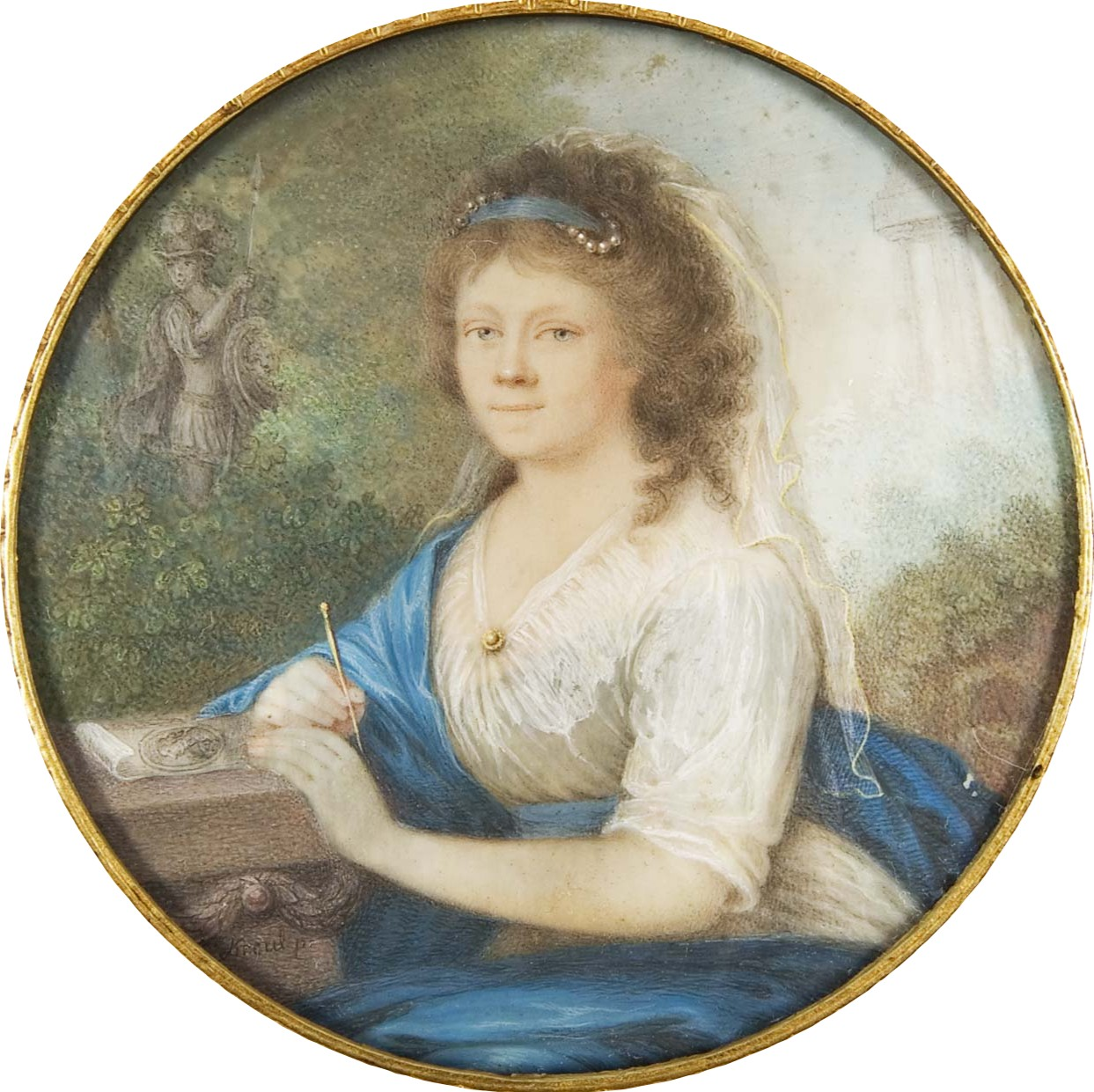
Amalie von Imhoff (* 1776)

- 1776ː Amalie von Imhoff, deutsche Schriftstellerin und Salonnière
- 1776: Philipp Jakob Riotte, deutscher Komponist
- 1789: Amos Kendall, US-amerikanischer Politiker, Minister
- 1791: Jakob Ihrler, deutscher Steinmetzmeister und Steinbruchbesitzer
- 1795: Heinrich Marschner, deutscher Opernkomponist
- 1796: Francis Crozier, irischer Kapitän und Polarforscher
- 1798: Mirabeau B. Lamar, US-amerikanischer Politiker und Diplomat, Präsident von Texas, Botschafter in Nicaragua und Costa Rica
- 1800: Charles Rogier, belgischer Politiker, Teilnehmer der Revolution und Mitglied der Regierung von 1830/31, Premierminister, Minister

### 19. Jahrhundert

#### 1801–1850
- 1801: Alexander zu Sayn-Wittgenstein-Hohenstein, deutscher Standesherr
- 1802: Isaac Adams, US-amerikanischer Erfinder
- 1802: Moritz Wilhelm Drobisch, deutscher Mathematiker, Logiker und Philosoph
- 1805: Amancio Alcorta, argentinischer Komponist und Politiker
- 1805: Julius von Rotenhan, bayerischer Gutsherr, königlich-bayerischer Regierungsbeamter und Politiker
- 1806: Johann Christian Ravit, deutscher Hochschullehrer, Politiker und Bankier

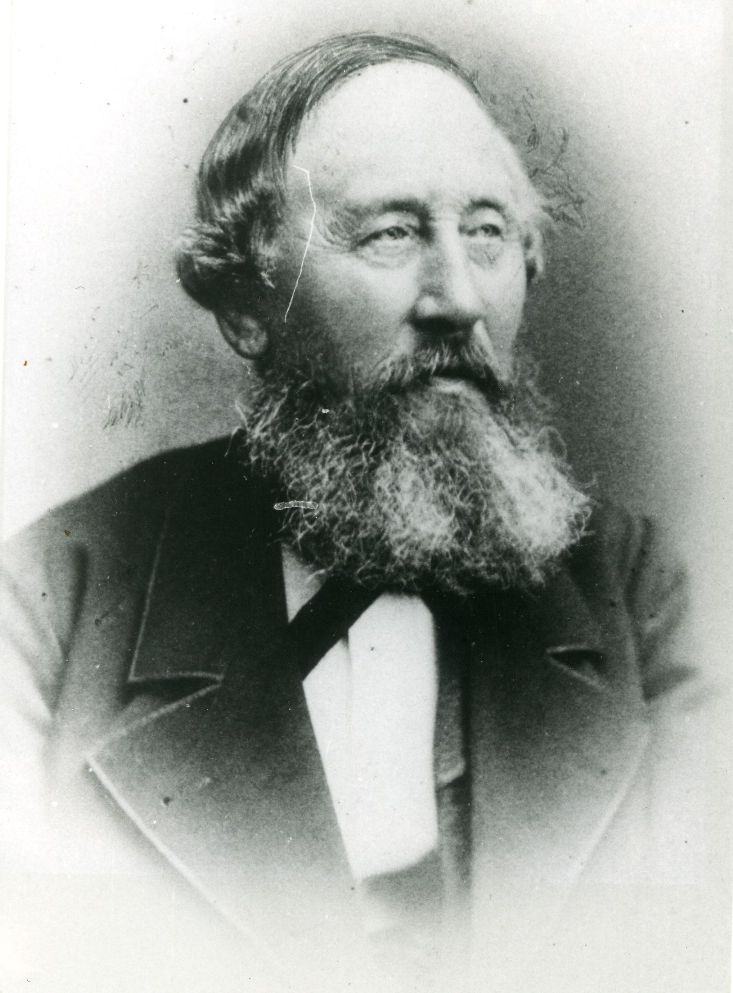
Ernst von Leutsch (* 1808)

- 1808: Ernst von Leutsch, deutscher Altphilologe
- 1809: Xavier Forneret, französischer Schriftsteller
- 1809: Karl Wedekind, deutsch-italienischer Ölimporteur Bankier und Mäzen
- 1810ː Julie Weick, österreichische Theaterschauspielerin
- 1814: Friedrich Wilhelm Wagner, deutscher Altphilologe
- 1815: Don Bosco, italienischer Geistlicher, Gründer des Ordens der Salesianer Don Boscos, Heiliger

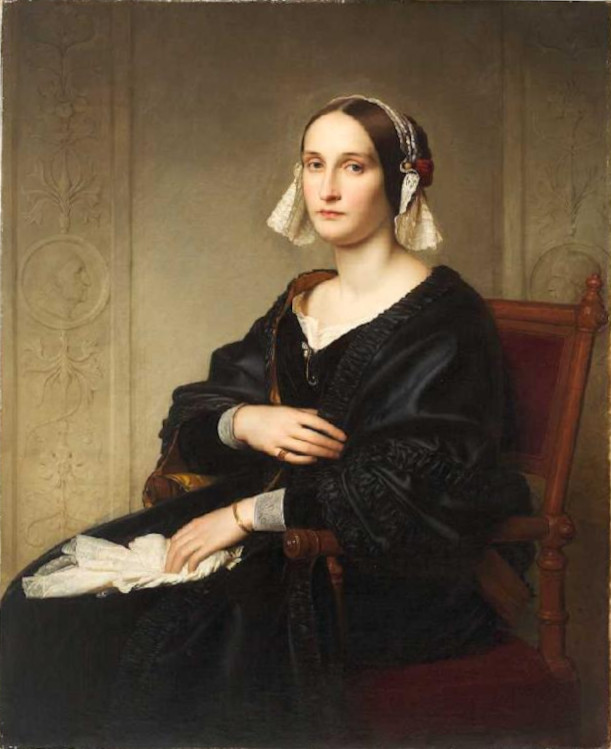
Lida Bendemann (* 1821)

- 1821ː Lida Bendemann, deutsche Schriftstellerin
- 1821: Arthur Cayley, englischer Mathematiker
- 1822: Sidonie Turba, österreichische Opernsängerin und Theaterschauspielerin
- 1823: Georg Friedrich Anderegg, Schweizer Industrieller und Politiker
- 1826: Mary Cyrene Burch Breckinridge, US-amerikanische Second Lady
- 1826: Gustav von Diest,  deutscher Jurist, Politiker, Verwaltungsbeamter und Autor
- 1827: Ernst Immanuel Bekker, deutscher Jurist und Hochschullehrer
- 1827: Hyacinth Holland, deutscher Kunst- und Literaturhistoriker
- 1829: Mathilde Weber, deutsche Frauenrechtlerin und Sozialarbeiterin
- 1832: Wilhelm Wundt, deutscher Philosoph und Psychologe
- 1833: Edwin Nil, Schweizer Geistlicher
- 1836: Eugen Petersen, deutscher Archäologe
- 1838: Marina Krebs, deutsche Schriftstellerin
- 1845: Arvid Ahnfelt, schwedischer Literaturhistoriker
- 1845: Gabriel Lippmann, luxemburgischer Physiker, Nobelpreisträger
- 1848: Friedrich Bohndorff, deutscher Afrikaforscher und Ornithologe

#### 1851–1900

Adolf Schlatter (* 1852)

- 1852: Adolf Schlatter, Schweizer evangelischer Theologe
- 1852: Hermann von Soden, evangelisch-lutherischer Theologe
- 1857: John Nixon, britischer General
- 1858: Arthur Achleitner, deutscher Schriftsteller
- 1860: Jules Laforgue, französischer Dichter
- 1862: Ludwig Plate, deutscher Zoologe

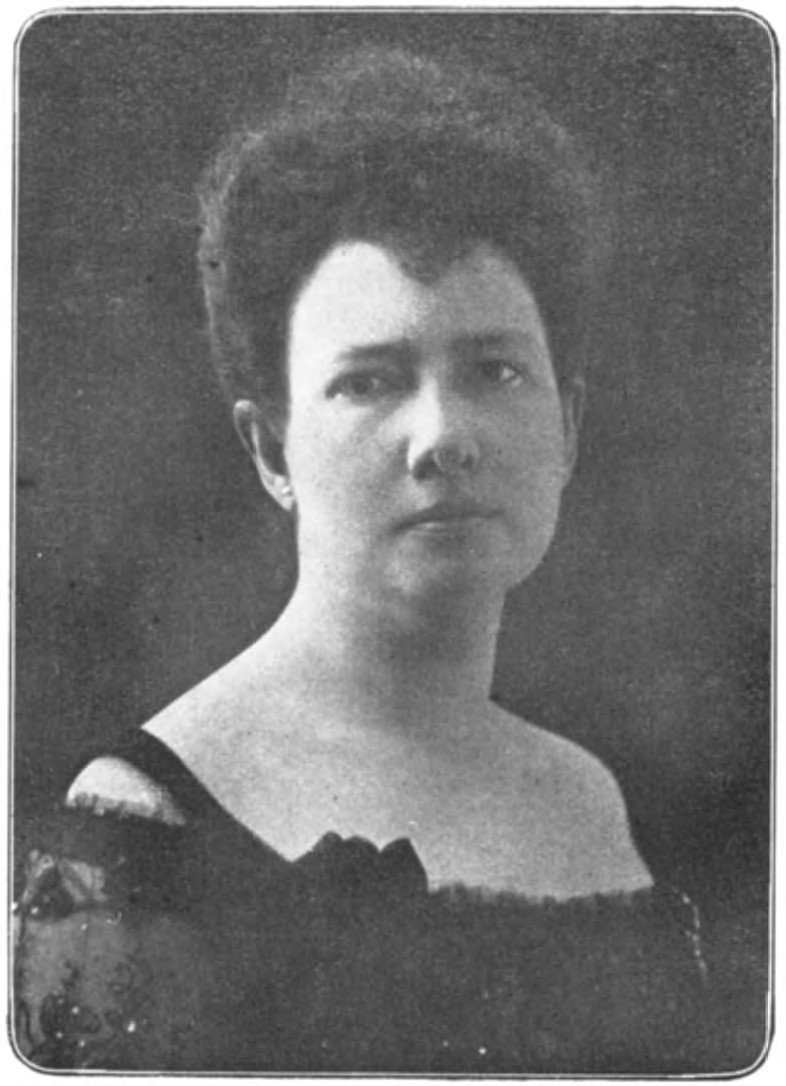
Cornélie van Oosterzee (* 1863)

- 1863: Cornélie van Oosterzee, niederländische Pianistin, Dirigentin und Komponistin
- 1863: Gabriel Pierné, französischer Komponist
- 1865: Denis Joseph Dougherty, US-amerikanischer Geistlicher, Bischof von Nueva Segovia, Jaro und Buffalo, Erzbischof von Philadelphia
- 1865: Ettore Tolomei, italienischer Nationalist
- 1866: Rudolf Greinz, österreichischer Schriftsteller
- 1868: Charles Sanford Skilton, US-amerikanischer Komponist und Organist
- 1869: Paul Cocuet, französischer Ruderer
- 1869: Léon Kauffman, luxemburgischer Politiker, Premierminister, Minister
- 1869: Rainer Simons, deutscher Sänger, Regisseur und Theaterdirektor
- 1871: Adolf Stein, deutscher Journalist und Schriftsteller

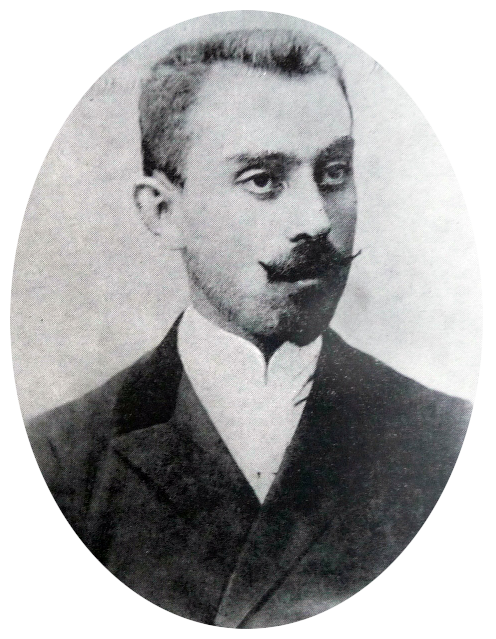
Sakaria Paliaschwili (* 1871)

- 1871: Sakaria Paliaschwili, georgischer Komponist

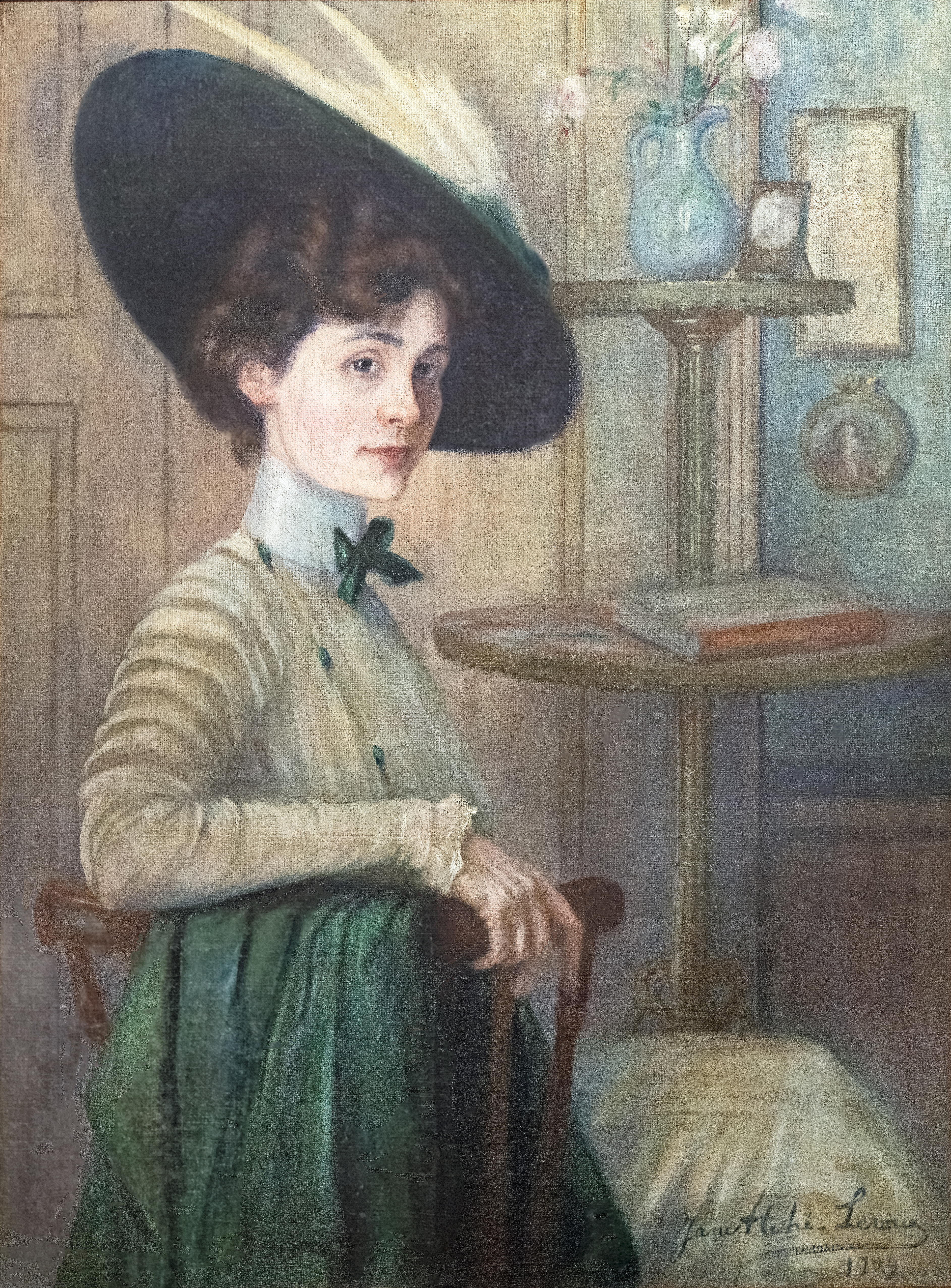
Jane Atché (* 1872)

- 1872: Jane Atché, französische Malerin, Grafikerin und Plakatkünstlerin
- 1872: Siegmund von Hausegger, österreichischer Komponist und Dirigent
- 1876: Iwan Jakowlewitsch Bilibin, russischer Maler und Buchillustrator
- 1876ː Martha Lüthy-Zobrist, Schweizer Frauenrechtlerin
- 1877: Augusto Giacometti, Schweizer Maler
- 1878ː Grete Forst, österreichische Opernsängerin, Holocaustopfer
- 1880: Waldemar Kophamel, deutscher U-Boot-Kommandant
- 1881: William Wadsworth Hodkinson, US-amerikanischer Filmunternehmer
- 1882: Erhard Doebler, deutsch-baltischer Geistlicher und Pädagoge, evangelischer Märtyrer
- 1882: Christian Mortensen, dänisch-US-amerikanischer Altersrekordler
- 1884: Hugo Gernsback, deutscher Verleger und Schriftsteller
- 1884: Hanna Henning, deutsche Drehbuchautorin, Filmregisseurin und Filmproduzentin
- 1884: Issaak Masepa, ukrainischer Politiker, Minister, Regierungschef der Ukrainischen Volksrepublik
- 1888: Electra Havemeyer Webb, US-amerikanische Kunstsammlerin und Museumsgründerin

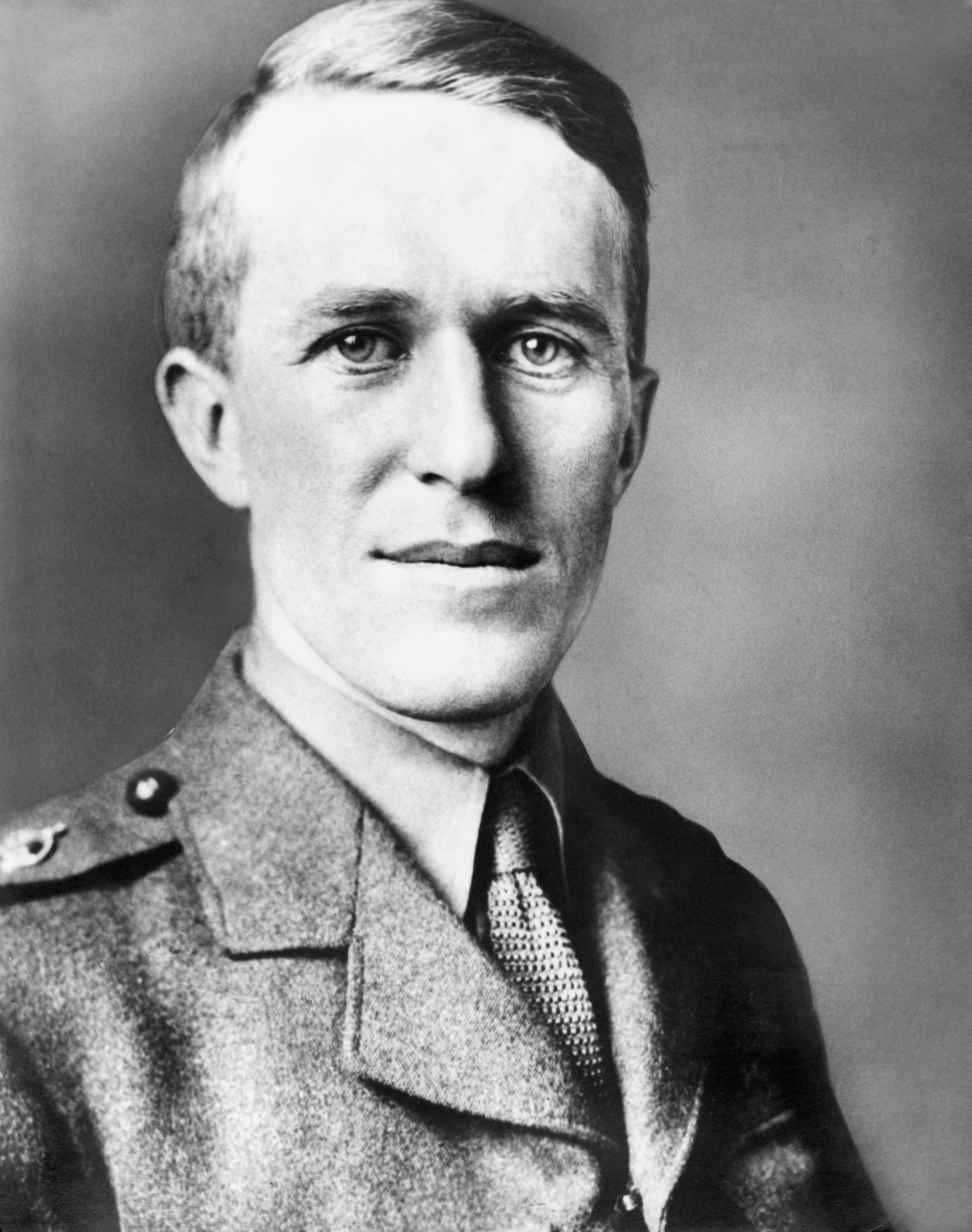
T. E. Lawrence (* 1888)

- 1888: T. E. Lawrence, britischer Archäologe, Schriftsteller und Geheimagent
- 1889: Franz Böhner, deutscher Politiker, MdL, MdB
- 1889: Franz Reisinger, österreichischer Theologe, Gründer des „Säkularinstituts des hl. Franz von Sales“
- 1889: Hans Steinmeyer, deutscher Orgelbauer

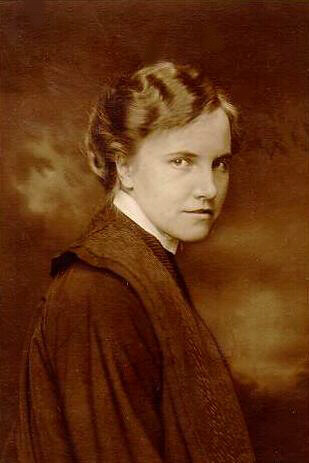
Adelheid von Sachsen-Meiningen (* 1891)

- 1891: Adelheid von Sachsen-Meiningen, Prinzessin von Preußen
- 1891: Fritz Wiedemann, deutscher Offizier
- 1892: Käthe Ephraim Marcus, deutsch-israelische Malerin und Bildhauerin
- 1892: Hal Foster, US-amerikanischer Comic-Zeichner
- 1892: Paul Hatvani, österreichischer Schriftsteller, Chemiker und Übersetzer
- 1893: Hans Koch, deutscher Jurist und Widerstandskämpfer
- 1895: Albert Cohen, Schweizer Schriftsteller
- 1895: Jacinto Guerrero, spanischer Komponist
- 1895: Liane Haid, österreichische Schauspielerin und Sängerin
- 1896: Tina Modotti, italienische Schauspielerin, Fotografin und Revolutionärin
- 1896: Alfred Rhode, deutscher Judoka
- 1896: Fritz Tarbuk, österreichischer Unternehmer
- 1896: Kraudn Sepp, bayerischer Zitherspieler und Volksmusiksänger
- 1897: Roberta Gropper, deutsche Parteifunktionärin und Politikerin, MdR, Abgeordnete der Volkskammer, Opfer des Stalinismus
- 1898: Jacob Brandsma, niederländischer Ruderer
- 1898: Josef Henselmann, deutscher Bildhauer
- 1898: Jerome Irving Rodale, US-amerikanischer Autor und Verleger
- 1899: Dewey Scanlon, US-amerikanischer American-Football-Trainer
- 1899: Glenn Strange, US-amerikanischer Schauspieler, Sänger und Filmkomponist

### 20. Jahrhundert

#### 1901–1925
- 1901: Hermann Gerischer, deutscher Politiker
- 1901: Reinhold Kasten, deutscher Leichtathlet
- 1901: Rudolf Lotz, deutscher Jurist und Bürgermeister
- 1901: Bruce Mapes, US-amerikanischer Eiskunstläufer
- 1901: Walther Maurmann, deutscher Manager
- 1901: Renata von Scheliha, deutsche Altphilologin
- 1901: Fritz Schlegel, deutscher Schauspieler
- 1902: Georgette Heyer, britische Schriftstellerin
- 1902: Stefan Bolesław Poradowski, polnischer Komponist
- 1903: Ernst Assmann, deutscher Forstwissenschaftler
- 1903: Eduard Hermann, deutscher Schauspieler und Hörspielregisseur
- 1904: Ernst Wilhelm Eschmann, deutscher Schriftsteller
- 1904: Robert Dorsay, deutscher Sänger, Tänzer und Schauspieler
- 1904: Donald McCorkindale, südafrikanischer Boxer
- 1904: Genda Minoru, japanischer Luftwaffengeneral und Politiker
- 1905: Hans Fiebrandt, deutscher Schauspieler

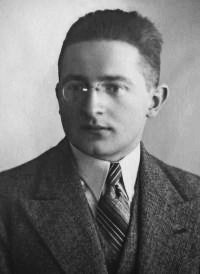
Marian Rejewski (* 1905)

- 1905: Marian Rejewski, polnischer Mathematiker und Kryptologe
- 1905: Germaine Rouault, französische Automobilrennfahrerin
- 1906: Franz Josef II., Fürst von Liechtenstein
- 1906: Walter Kühlthau, deutscher Politiker
- 1906: Edward Ochab, polnischer Politiker und General
- 1907: Edward James, englischer Kunstsammler und Schriftsteller
- 1908: Orlando Cole, US-amerikanischer Cellist und Musikpädagoge
- 1908: Michele Malaspina, italienischer Schauspieler
- 1908: Hans Stamm, deutscher Elektroingenieur und Professor
- 1909: Heinz Brandt, deutscher Widerstandskämpfer gegen den Nationalsozialismus und Parteifunktionär
- 1909: Kurt Lischka, deutscher Gestapochef von Paris

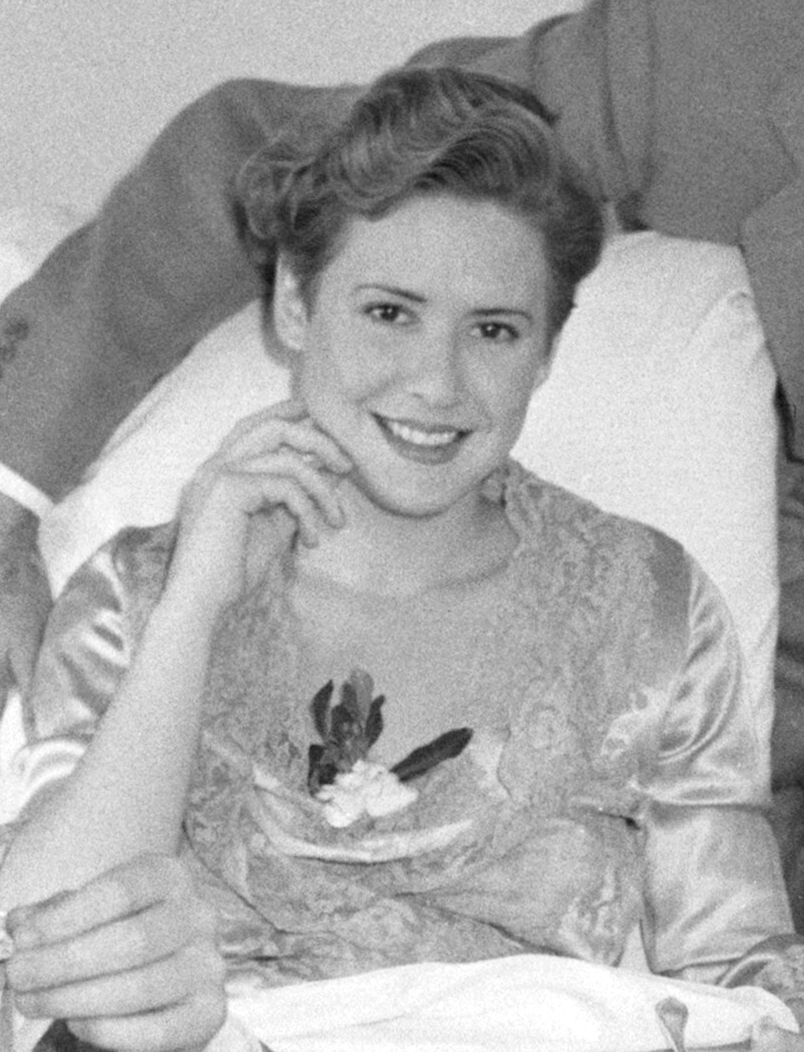
Mae Clarke (* 1910)

- 1910: Mae Clarke, US-amerikanische Schauspielerin
- 1911: Ernst Friedrich Schumacher, britischer Ökonom
- 1912: Ted Drake, englischer Cricketspieler, Fußballspieler und -trainer

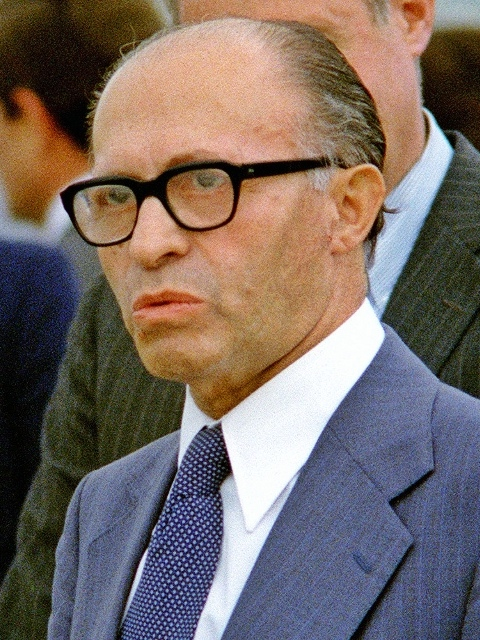
Menachem Begin (* 1913)

- 1913: Menachem Begin, israelischer Politiker und Friedensnobelpreisträger
- 1914: Gudrun Genest, deutsche Schauspielerin
- 1914: Pawel Stepanowitsch Kutachow, sowjetischer Pilot
- 1915: Al Hibbler, US-amerikanischer Sänger
- 1916: Kurt Fichtner, deutscher Politiker, Minister für Erzbergbau und Metallurgie der DDR, stellvertretender Vorsitzender des Ministerrates
- 1917: Roque Cordero, panamaischer Komponist
- 1918: Jan van Beekum, niederländischer Komponist und Dirigent
- 1919: Horst Gerlach, deutscher Politiker
- 1920: Günther Abendroth, deutscher Politiker
- 1920: Claude Loyola Allgén, schwedischer Komponist und Bratschist
- 1920: Charles Bukowski, US-amerikanischer Dichter und Schriftsteller
- 1920: Elias Nijmé, syrischer Erzbischof
- 1921: Christa Cremer, deutsche Malerin
- 1921: Max Thurian, Schweizer Theologe
- 1921: Kurt Weiler, DDR-Trickfilmregisseur
- 1922: Zdeněk Matějček, tschechischer Kinderpsychologe
- 1923: Gerhard Scholten, österreichischer Autor
- 1923: Rudolf Schulten, deutscher Nukleartechnologe, Entwickler des Kugelhaufenreaktors
- 1923: Walter Torbrügge, deutscher Prähistoriker
- 1924: Ralf Bendix, deutscher Schlagersänger
- 1925: Hans-Joachim Geisthardt, deutscher Komponist
- 1925: Mal Waldron, US-amerikanischer Jazzpianist

#### 1926–1950
- 1926: Helmut Gerstenberg, deutscher Ingenieur und Erfinder
- 1927: Herbert Schäfer, deutscher Fußballspieler und -trainer
- 1927: Karl-Heinz Vosgerau, deutscher Schauspieler
- 1928: Ann Blyth, US-amerikanische Schauspielerin
- 1928: Ara Güler, türkischer Fotograf
- 1929: Bill Evans, US-amerikanischer Musiker

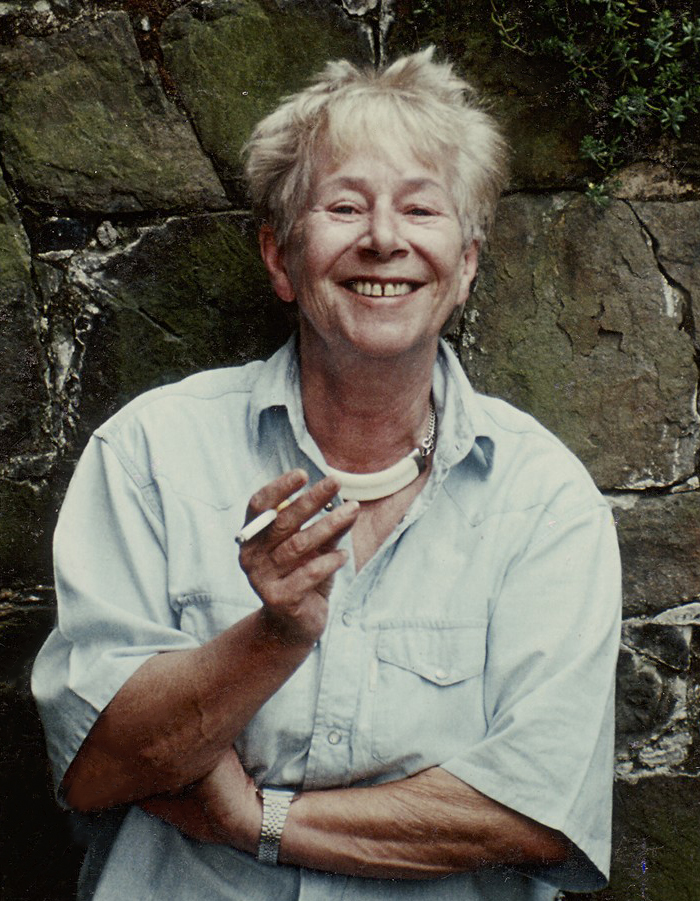
Ina-Maria Greverus (* 1929)

- 1929: Ina-Maria Greverus, deutsche Volkskundlerin und Kulturanthropologin
- 1929: Helmut Rahn, deutscher Fußballspieler
- 1929: Kurt Zapf, deutscher Fußballspieler
- 1930: Robert Culp, US-amerikanischer Schauspieler
- 1930: Frank Gifford, US-amerikanischer American-Football-Spieler
- 1930: Manfred Schulte, deutscher Jurist und Politiker

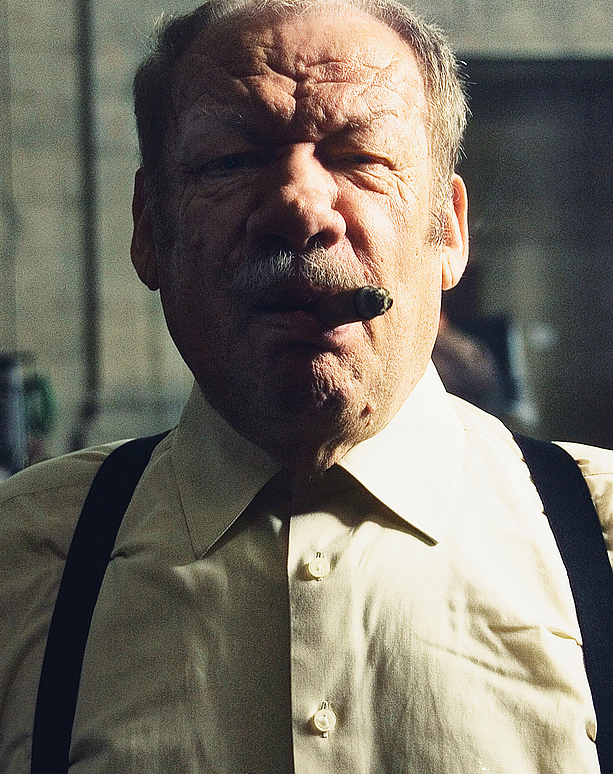
Wolfgang Völz (* 1930)

- 1930: Wolfgang Völz, deutscher Fernseh- und Filmschauspieler
- 1931: Kakuichi Mimura, japanischer Fußballspieler
- 1932: Willi Gierlich, deutscher Fußballspieler
- 1932: Christopher Okigbo, nigerianischer Lyriker
- 1933: Anatolij Awdijewskyj, ukrainischer Chorleiter und Komponist
- 1933: Reiner Kunze, deutscher Schriftsteller und DDR-Dissident

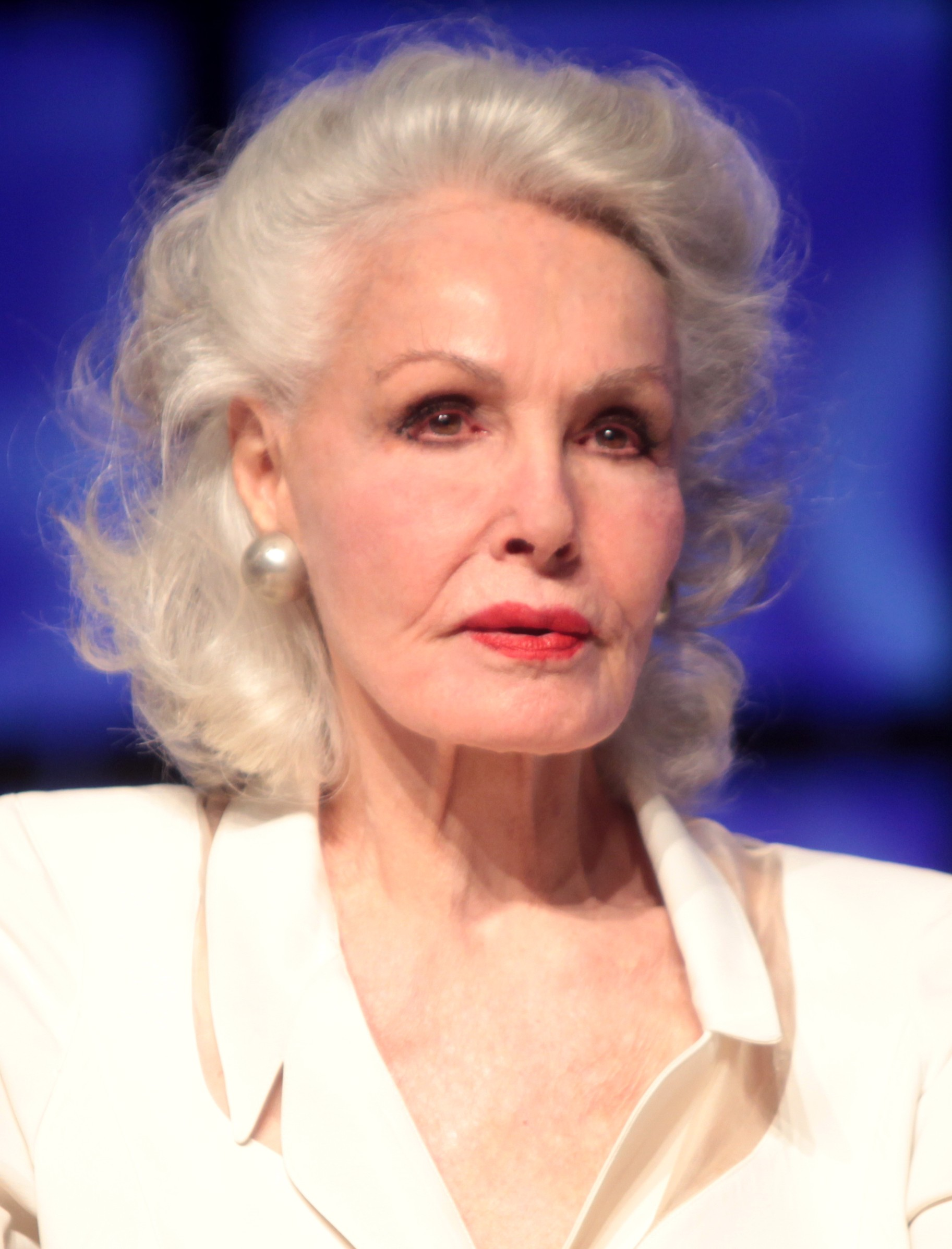
Julie Newmar (* 1933)

- 1933: Julie Newmar, US-amerikanische Schauspielerin
- 1934: Diana Wynne Jones, britische Autorin
- 1934: Carl-Åke Ljung, schwedischer Kanute
- 1934: Jean Löring, deutscher Unternehmer
- 1934: Gottfried Müller, deutscher Theologe und Politiker, Minister für Medienpolitik der DDR, Landtagspräsident
- 1934: Andrew J. Offutt, US-amerikanischer Schriftsteller
- 1934: Pierre Richard, französischer Schauspieler
- 1934: John Standing, britischer Schauspieler
- 1935: Cyril Mar Baselios Malancharuvil, Großerzbischof von Trivandrum
- 1935: Arnaldo Pambianco, italienischer Radrennfahrer
- 1935: Lilia R. Bautista, philippinische Juristin und Mitglied des WTO Appellate Body
- 1935: Pam Seaborne, britische Hürdenläuferin
- 1936: Carolyn Jennings, US-amerikanische Komponistin und Musikpädagogin
- 1936: Horst Wessel, deutscher Philosoph
- 1937: Gerhard Pohl, deutscher Politiker
- 1937: Rudi Thurow, DDR-Grenzsoldat und Fluchthelfer

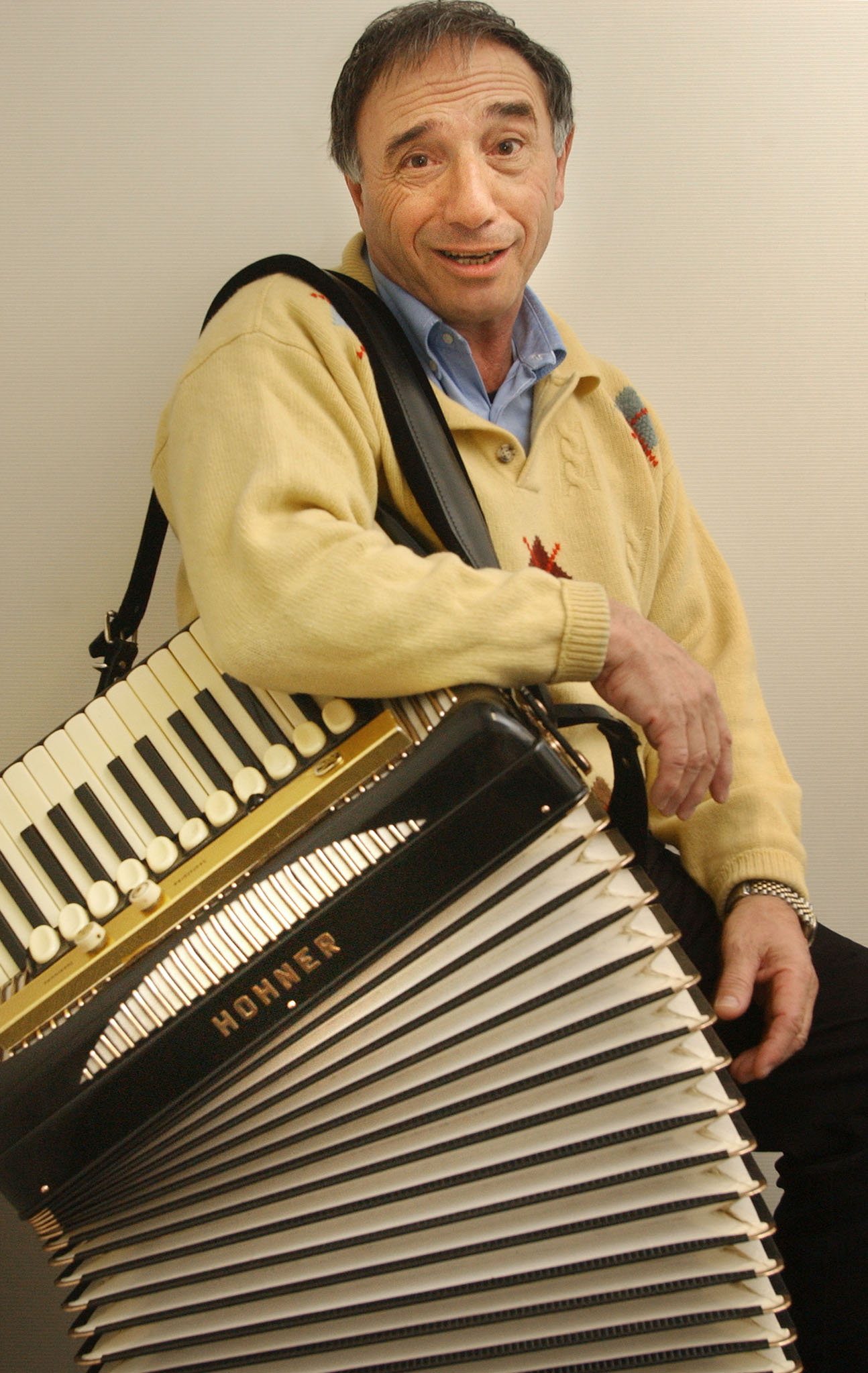
Rocco Granata (* 1938)

- 1938: Rocco Granata, italienischer Sänger
- 1938: Werner Hansch, deutscher Sportjournalist
- 1938: Bill Masterton, kanadischer Eishockeyspieler
- 1939: Seán Brady, irischer Erzbischof
- 1939: Waleri Wiktorowitsch Rjumin, sowjetischer bzw. russischer Kosmonaut
- 1939: Billy Joe Shaver, US-amerikanischer Schriftsteller, Songschreiber und Sänger
- 1940: Jan Eik, deutscher Schriftsteller und Sachbuchautor
- 1940: Aleksander Mandziara, polnischer Fußballspieler und -trainer
- 1941: Théoneste Bagosora, ruandischer Offizier

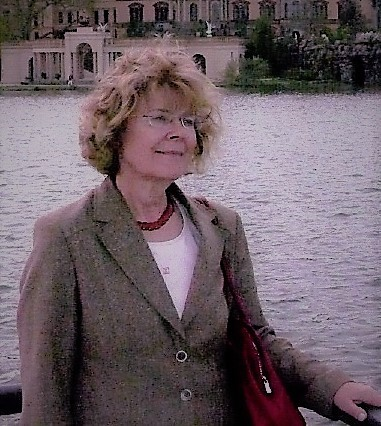
Helga Schultz (* 1941)

- 1941: Helga Schultz, deutsche Historikerin
- 1942: Bärbel von Borries-Pusback, deutsche Sozialwissenschaftlerin
- 1942: Christian Fenner, deutscher Politikwissenschaftler

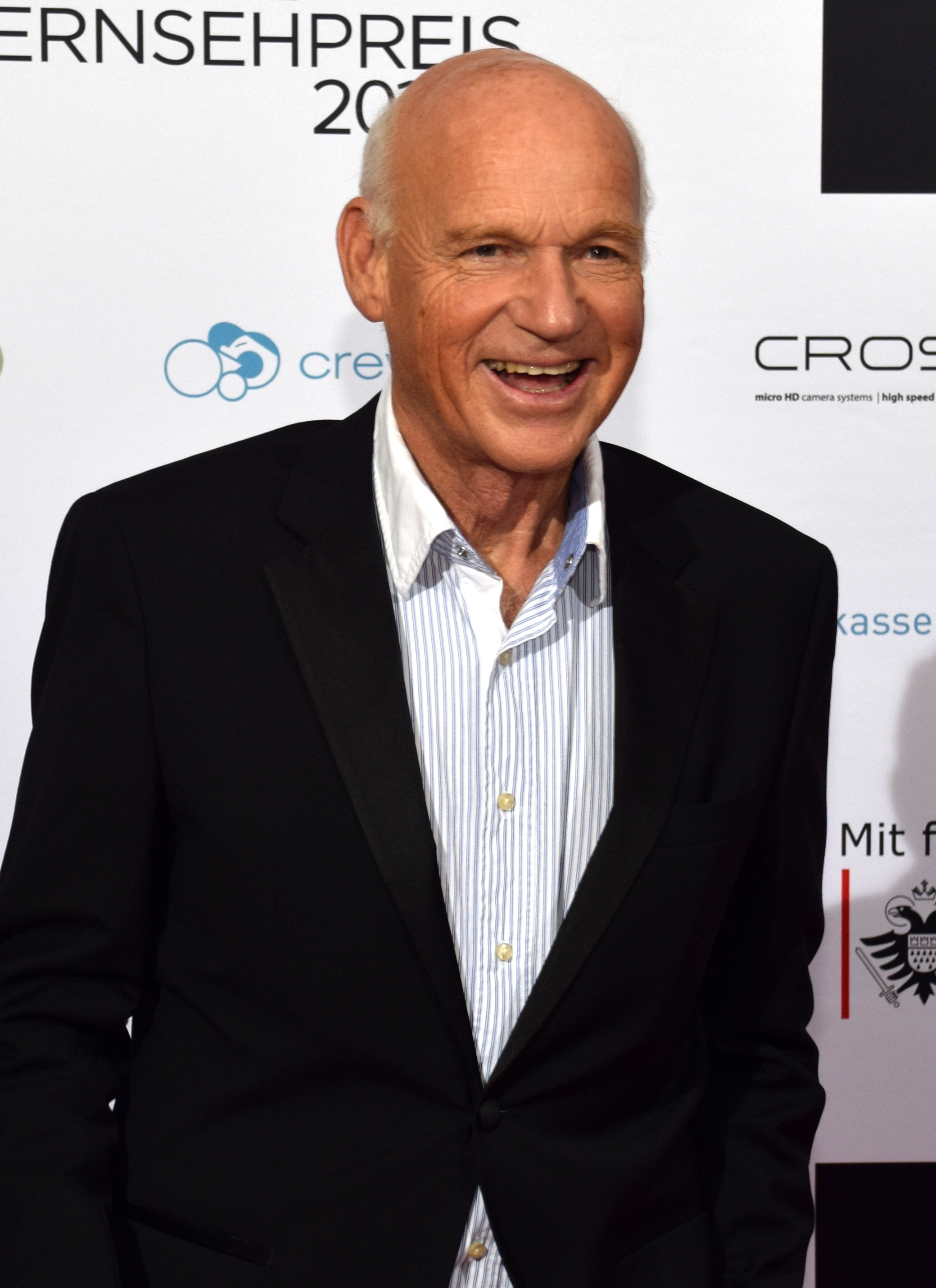
Dietrich Hollinderbäumer (* 1942)

- 1942: Dietrich Hollinderbäumer, deutsch-schwedischer Schauspieler
- 1942: Reinhard Klimmt, deutscher Politiker, Ministerpräsident des Saarlands, Bundesminister
- 1942: Lesley Turner, australische Tennisspielerin
- 1944: Friederike de Haas, deutsche Politikerin
- 1944: Karin Schubert, deutsche Politikerin
- 1945: Manfred Clauss, deutscher Althistoriker

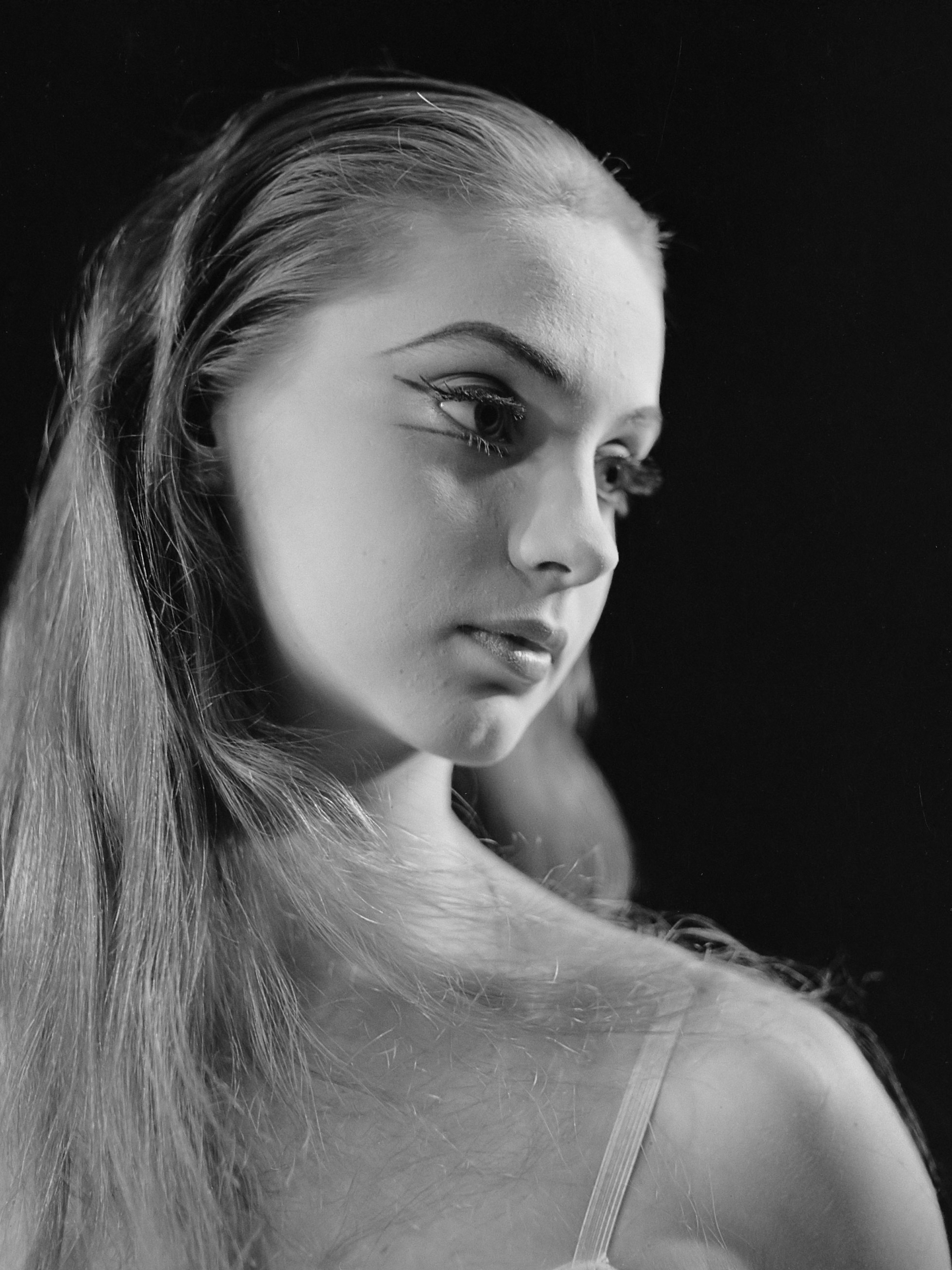
Suzanne Farrell (* 1945)

- 1945: Suzanne Farrell, US-amerikanische Tänzerin
- 1945: Joachim Rückert, deutscher Rechtswissenschaftler
- 1946: Masud Barzani, Kurdischer Politiker
- 1946: Friedhelm Loh, deutscher Unternehmer
- 1946: Sheila, französische Pop-Sängerin
- 1946: Alexander Stephan, deutsch-amerikanischer Germanist und Universitätsprofessor
- 1946: Lesley Ann Warren, US-amerikanische Schauspielerin

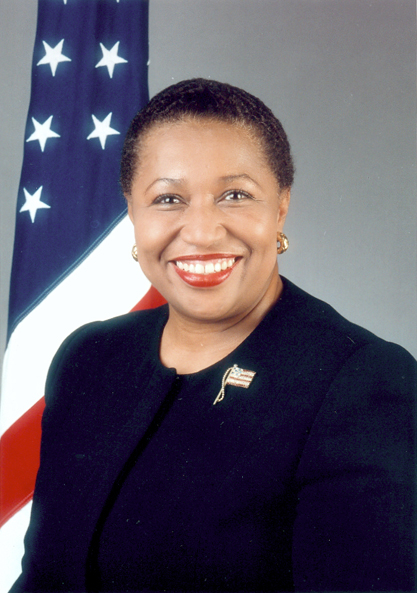
Carol Moseley Braun (* 1947)

- 1947: Carol Moseley Braun, US-amerikanische Politikerin
- 1947: Reinhard Buchholz, deutscher Diplomat
- 1948: Angela Stachowa, deutsche Politikerin
- 1948: Annemarie Huber-Hotz, Schweizer Bundeskanzlerin
- 1949: Klaus Ehl, deutscher Leichtathlet
- 1949: Rolf Knie, Schweizer Kunstmaler und Artist
- 1950: Wiltrud Drexel, österreichische Skirennläuferin
- 1950: Josef Göppel, deutscher Politiker
- 1950: Jack Unterweger, österreichischer Krimineller und Schriftsteller

#### 1951–1975
- 1951: Waltraut Borchmann, deutsche Schauspielerin
- 1951: Alois Lüönd, Schweizer Komponist und Schwyzerörgeler
- 1952: Walter Olivera, uruguayischer Fußballspieler
- 1952: Sonia Silvestre, dominikanische Sängerin
- 1952: Karla Woisnitza, deutsche Malerin und Grafikerin
- 1953: Georg Friedrich Haas, österreichischer Komponist

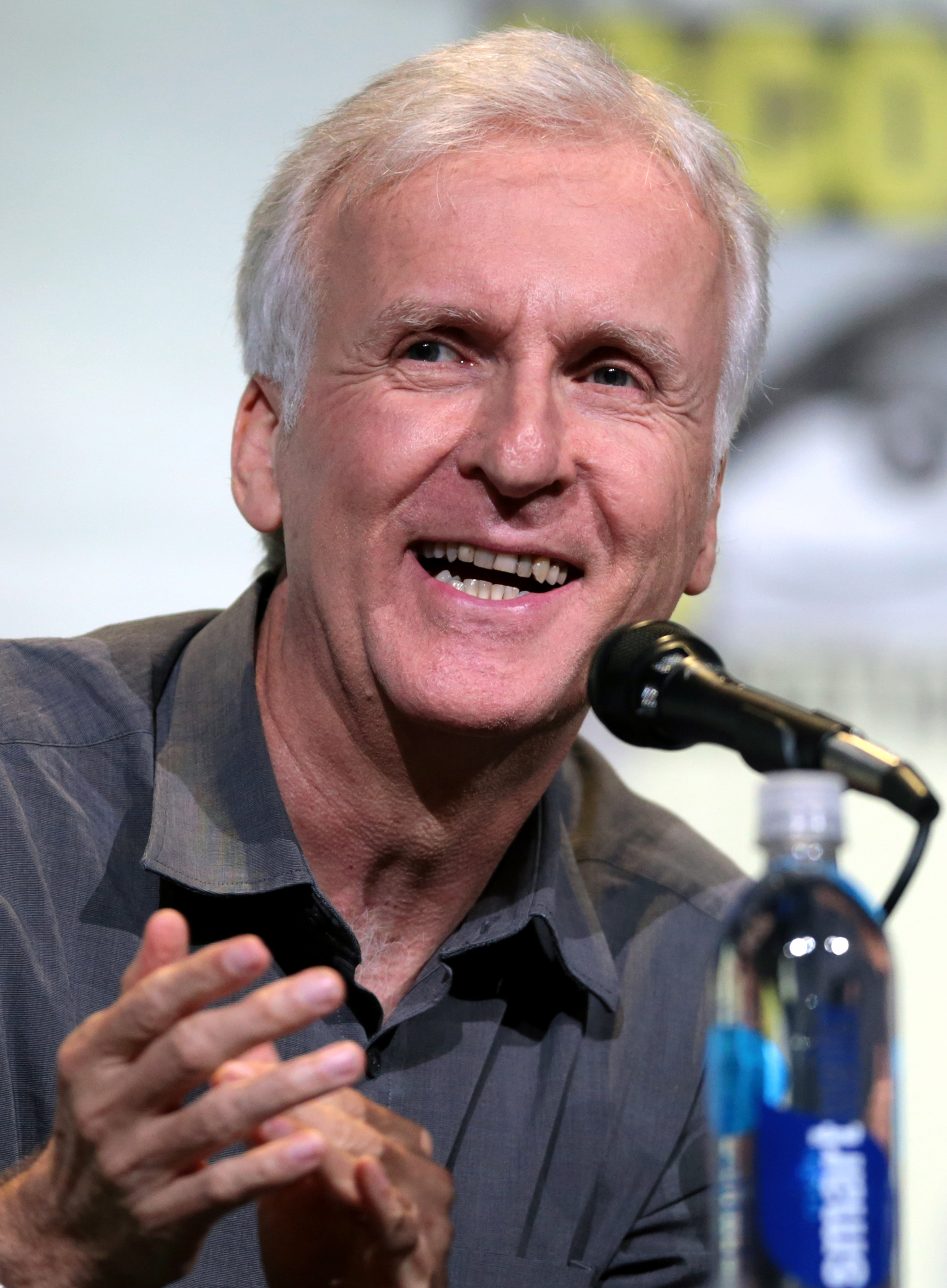
James Cameron (* 1954)

- 1954: James Cameron, kanadischer Filmregisseur
- 1954: George Galloway, britischer Politiker
- 1954: Christel Klinzmann, deutsche Fußballspielerin
- 1955: Hans-Otto Herr, deutscher Versicherungsmathematiker und Schachspieler
- 1955: Jeff Perry, US-amerikanischer Schauspieler
- 1956: Mirella D’Angelo, italienischa Schauspielerin
- 1956: Beate Wilding, Oberbürgermeisterin von Remscheid
- 1957: Laura Innes, US-amerikanische Schauspielerin
- 1957: Christian Tasche, deutscher Schauspieler
- 1958: Angela Bassett, US-amerikanische Schauspielerin
- 1958: Anne L’Huillier, französisch-schwedische Atomphysikerin

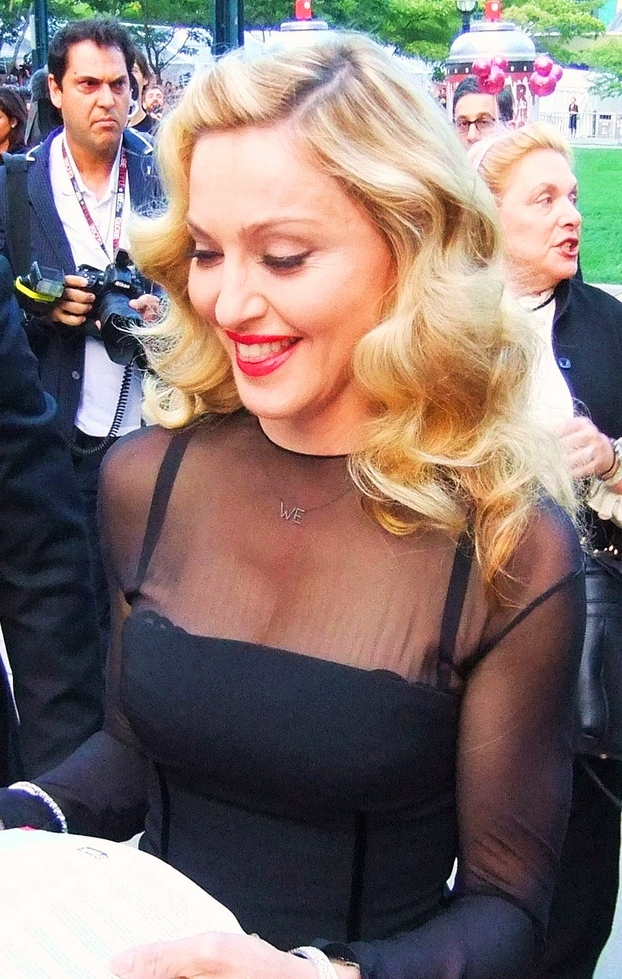
Madonna (* 1958)

- 1958: Madonna, US-amerikanische Sängerin, Filmschauspielerin und Autorin
- 1959: Friedrich Aumayr, österreichischer Physiker
- 1959: Dennis Koslowski, US-amerikanischer Ringer
- 1960: Susanne Fischer, deutsche Schriftstellerin und Journalistin
- 1960: Timothy Hutton, US-amerikanischer Schauspieler
- 1960: Rosa Zafferani, Capitano Reggenti San Marinos
- 1960: Franz Welser-Möst, österreichischer Dirigent
- 1961: Robert Ameerali, Vizepräsident von Suriname
- 1961: Elpidia Carrillo, mexikanische Schauspielerin
- 1961: Saskia Reeves, britische Schauspielerin
- 1962: Steve Carell, US-amerikanischer Schauspieler und Comedian
- 1962: Alec von Graffenried, Schweizer Politiker

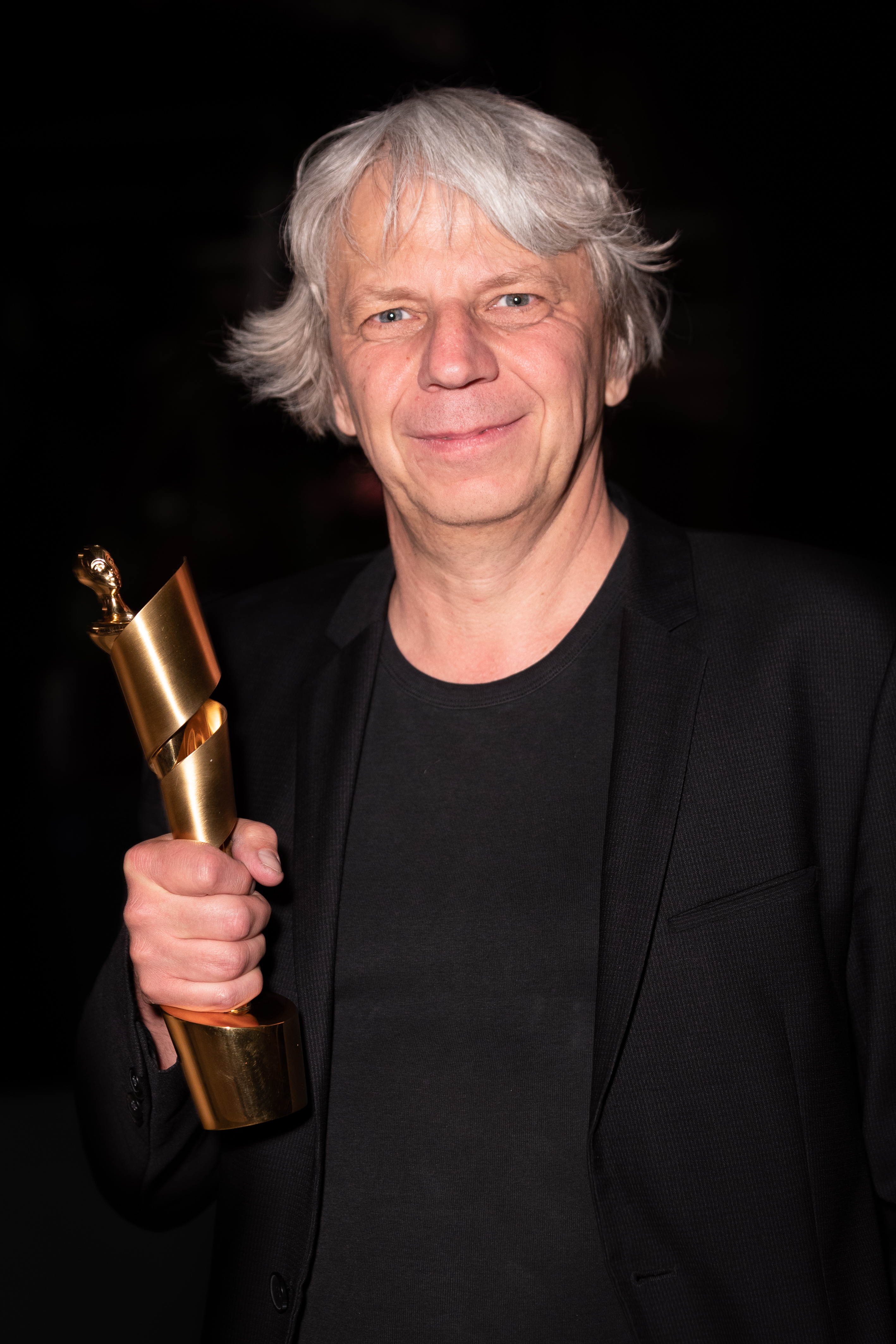
Andreas Dresen (* 1963)

- 1963: Andreas Dresen, deutscher Filmregisseur
- 1963: Larry Nassar, US-amerikanischer Arzt und Serien-Sexualstraftäter
- 1964: Jimmy Arias, US-amerikanischer Tennisspieler
- 1964: Šarūnas Bartas, litauischer Filmregisseur
- 1964: H. P. Baxxter, deutscher MC, Sänger und Musikproduzent
- 1964: Stefanie von Berg, deutsche Politikerin
- 1964: Thomas Bertram, deutscher Fußballspieler
- 1964: Eckart Breitschuh, deutscher Comiczeichner und Autor
- 1964: Ralf Friedrichs, deutscher Autor und Moderator
- 1964: Margit Göll, österreichische Politikerin
- 1964: Maria Domenica Melone, italienische Ordensfrau und Theologin
- 1964: Stefan Moster, deutscher Schriftsteller und Übersetzer
- 1964: Kimmo Pohjonen, finnischer Musiker
- 1964: Matthias Ruländer, deutscher Fußballspieler
- 1964: Barry Venison, englischer Fußballspieler
- 1964: Anke Weschenfelder, deutsche Autorin
- 1965: Ercan Durmaz, deutscher Schauspieler
- 1966: Eddie Olczyk, polnisch-US-amerikanischer Eishockeyspieler und -trainer
- 1967: Jason Everman, US-amerikanischer Gitarrist
- 1967: Moritz Rinke, deutscher Dramatiker
- 1968: Mateja Svet, slowenische Skirennläuferin
- 1968: Wolfgang Tillmans, deutscher Fotograf
- 1969: Joaquim Andrade, portugiesischer Radrennfahrer

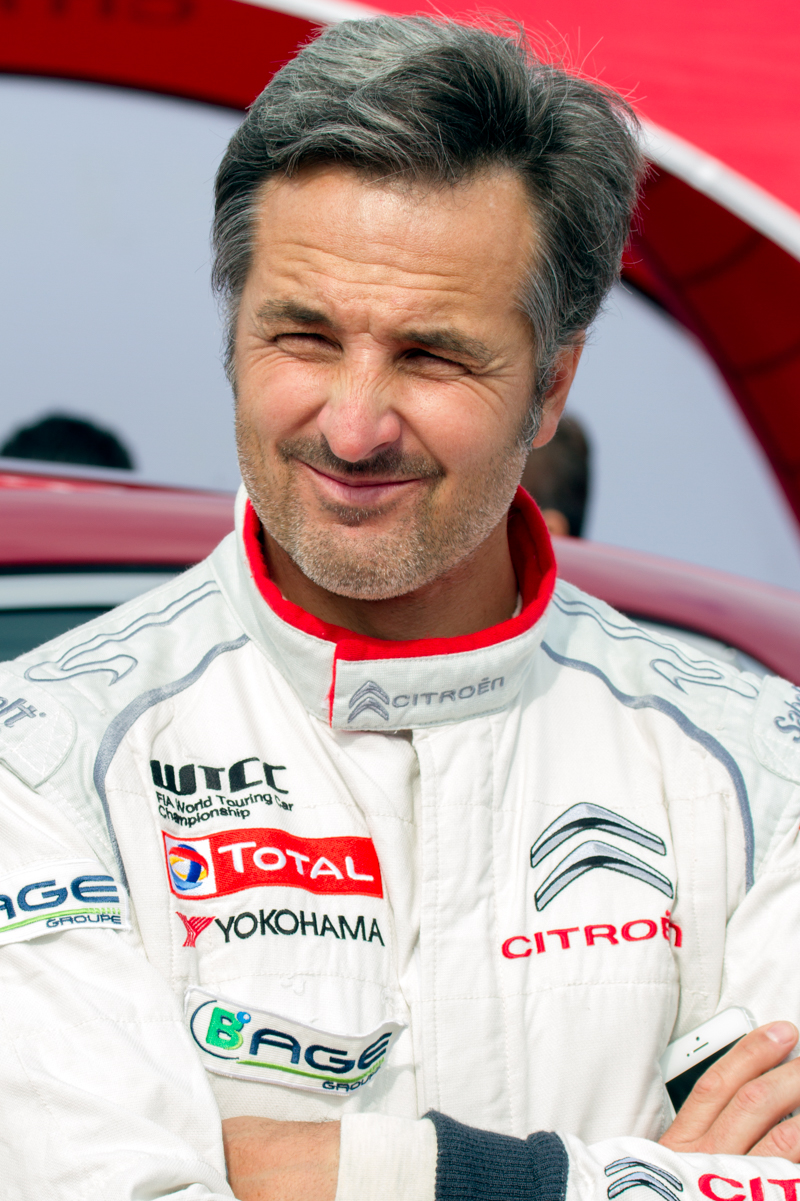
Yvan Muller (* 1969)

- 1969: Yvan Muller, französischer Automobilrennfahrer
- 1970: Manisha Koirala, nepalesische Schauspielerin
- 1970: Saif Ali Khan, indischer Schauspieler
- 1971: Dirk Lehmann, deutscher Fußballspieler
- 1971: Mathias Rusterholz, Schweizer Leichtathlet
- 1971: Stefan Klos, deutscher Fußballspieler
- 1971: Rulon Gardner, US-amerikanischer Ringer, Olympiasieger
- 1972: Stan Lazaridis, australischer Fußballspieler
- 1972: Sabine Lorenz, deutsche Schauspielerin
- 1972ː Emily Robison, US-amerikanische Musikerin
- 1972: Nicole Werner, deutsche Fußballspielerin und -trainerin
- 1973: Mirko Puglioli, italienischer Radrennfahrer
- 1973: Ana Galindo Santolaria, spanische Skirennläuferin
- 1973: Nadja Schildknecht, Schweizer Unternehmerin

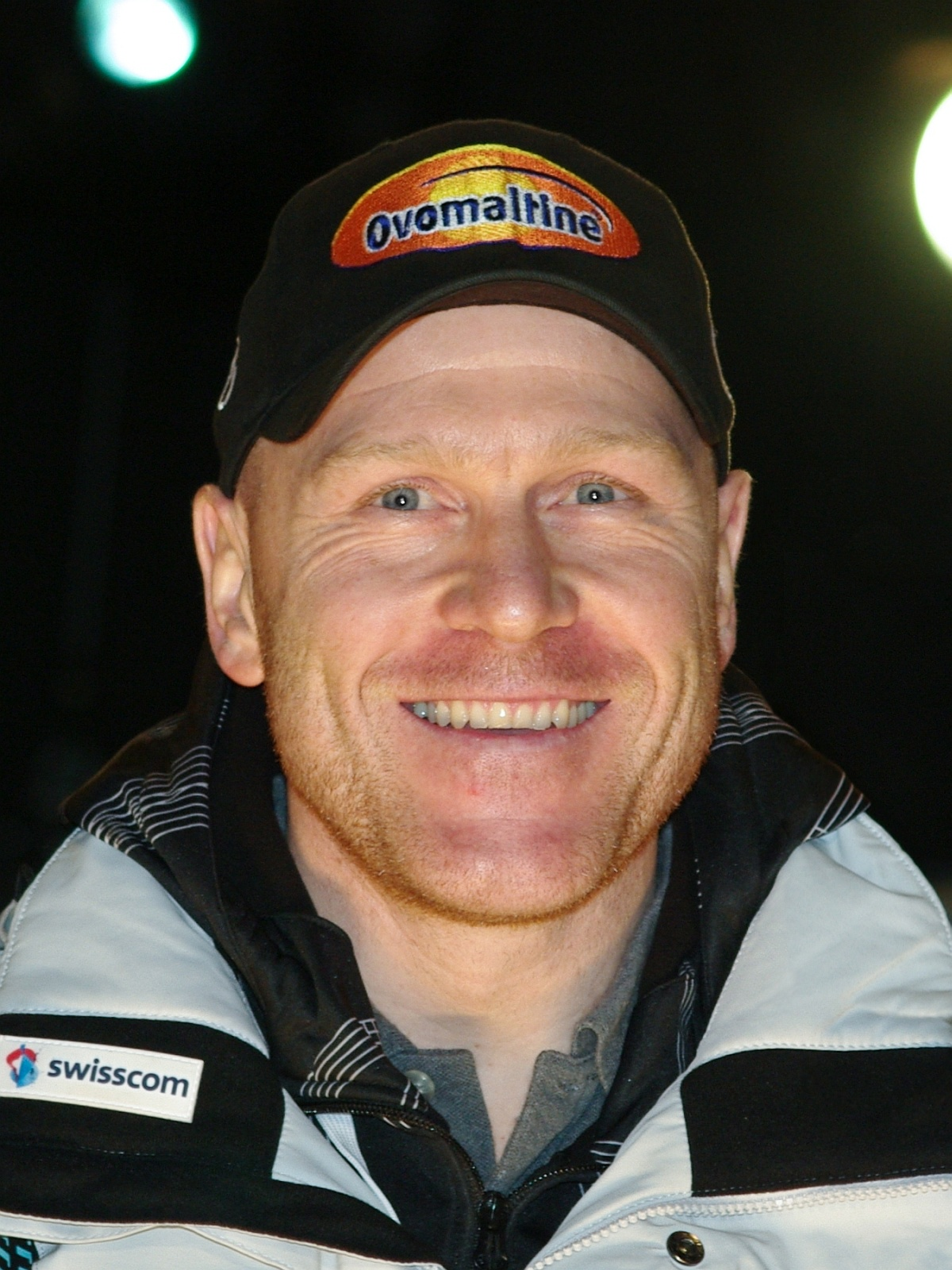
Didier Cuche (* 1974)

- 1974: Didier Cuche, Schweizer Skirennläufer
- 1974: Krisztina Egerszegi, ungarische Schwimmerin
- 1974: Tomasz Frankowski, polnischer Fußballspieler
- 1974: Mariana Harder-Kühnel, deutsche Politikerin
- 1974: Iván Hurtado, ecuadorianischer Fußballspieler
- 1974: Elton Julian, US-amerikanischer Automobilrennfahrer und Rennstallbesitzer
- 1975: Imants Bleidelis, lettischer Fußballspieler
- 1975: Alexandre Coigny, Schweizer Unternehmer und Automobilrennfahrer
- 1975: Mario Mieruch, deutscher Politiker
- 1975: Katalina Verdin, mexikanisches Fotomodell

#### 1976–2000

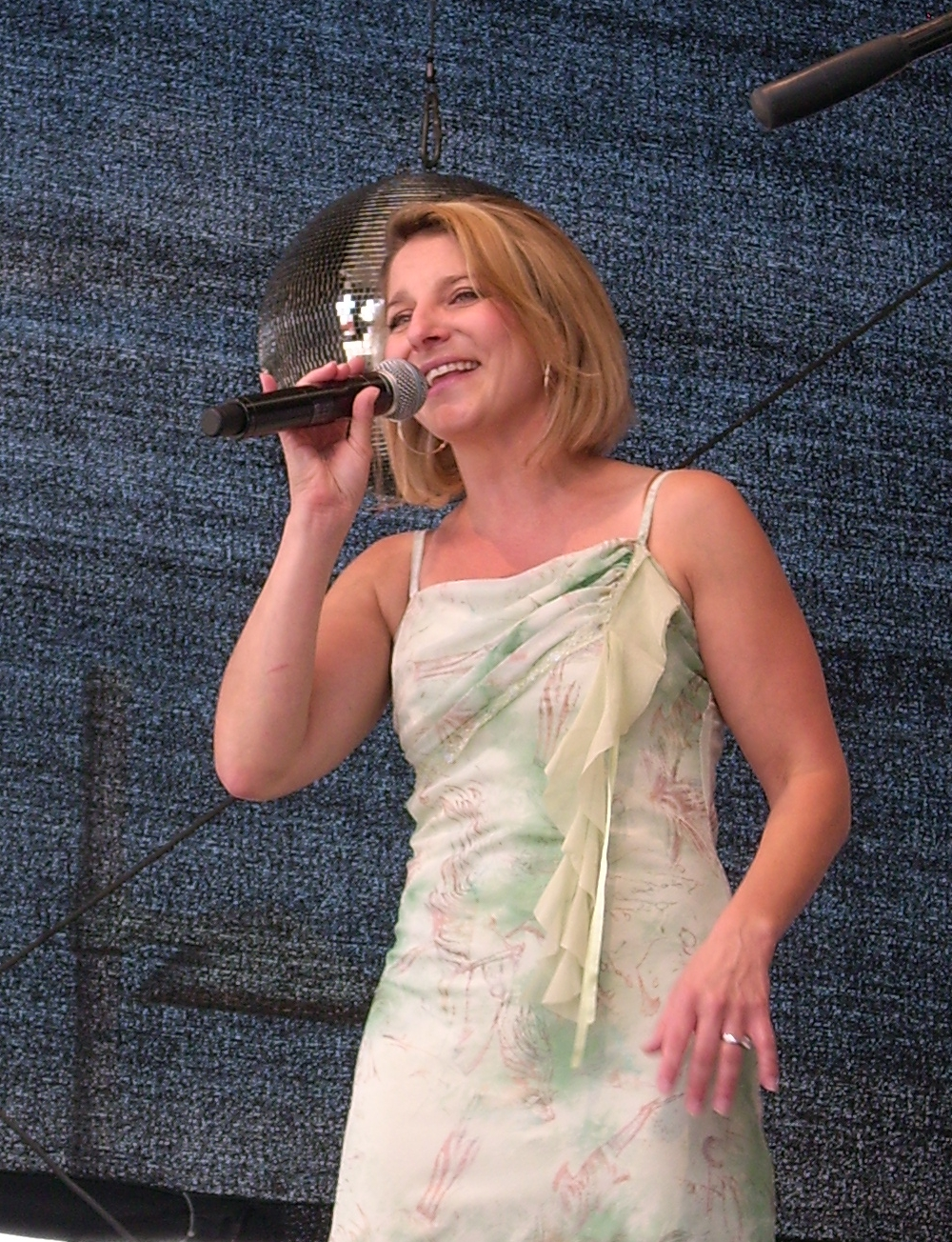
Sandra Weiss (* 1976)

- 1976: Sandra Weiss, deutsche Sängerin
- 1977: Tamer Hosny, ägyptischer Sänger, Schauspieler und Komponist
- 1977: Markus Palttala, finnischer Automobilrennfahrer
- 1978: Patrick Würll, deutscher Fußballspieler
- 1978: Sylvia Benzinger, deutsche Weinkönigin
- 1980: Julien Absalon, französischer Mountainbiker

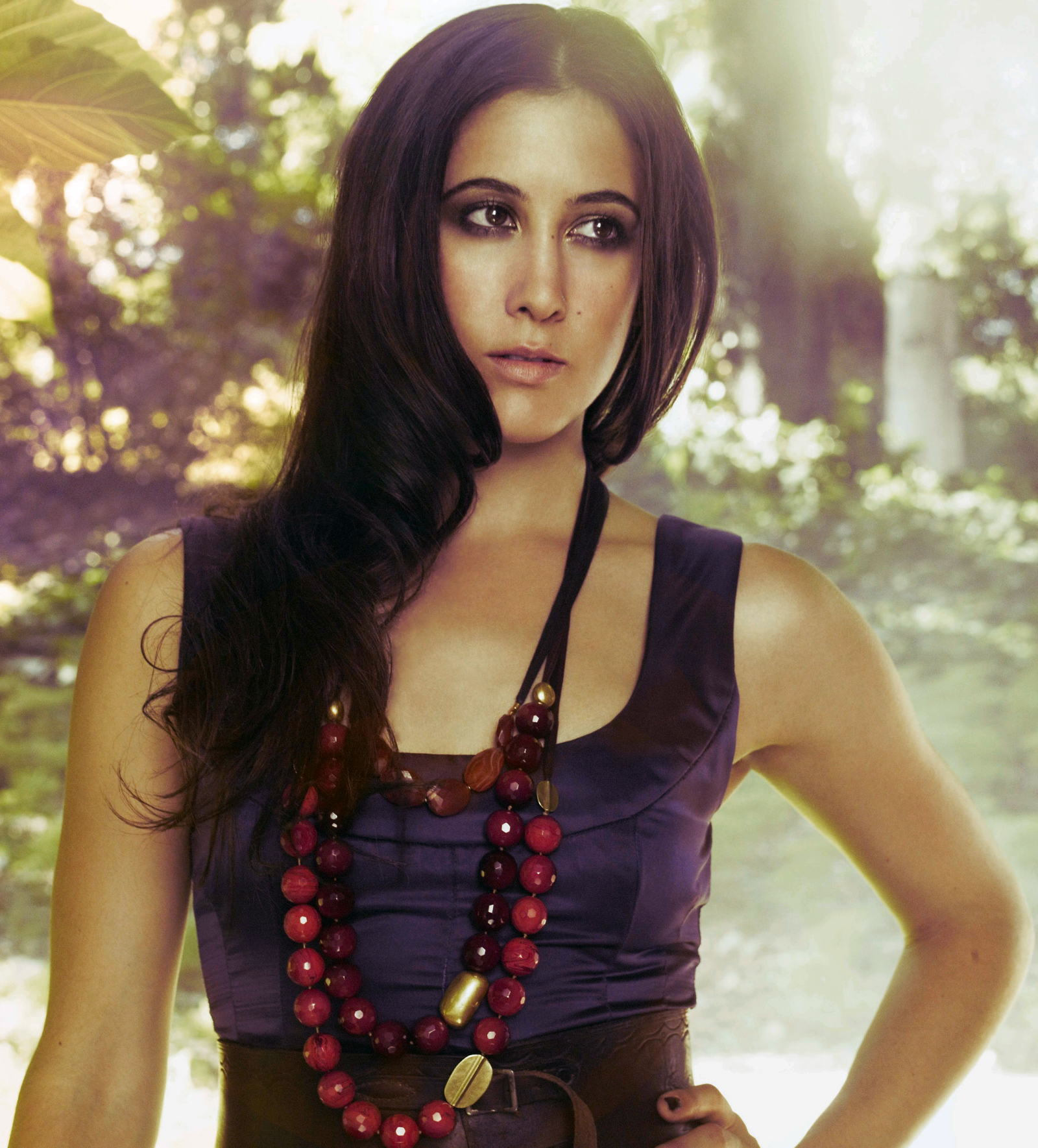
Vanessa Carlton (* 1980)

- 1980: Vanessa Carlton, US-amerikanische Pop-Sängerin und Pianistin
- 1980: Denise Karbon, italienische Skirennläuferin
- 1980: Benjamin Schöckel, deutscher Fußballspieler
- 1981: Karim Bridji, algerischer Fußballer
- 1981: Denis Gremelmayr, deutscher Tennisspieler
- 1981: Roque Santa Cruz, paraguayischer Fußballspieler
- 1981: Vlatko Mitkov, mazedonischer Handballspieler
- 1982: Joleon Lescott, englischer Fußballspieler
- 1982: Julia Schruff, deutsche Tennisspielerin
- 1982: Stefan Maierhofer, österreichischer Fußballspieler
- 1983: Dante López, paraguayischer Fußballspieler
- 1983: Elzemarieke de Vos, niederländische Schauspielerin
- 1983: Gabriel Clemens, deutscher Dartspieler
- 1983: Krystyna Guzik, polnische Biathletin
- 1983: Nikolaos Zisis, griechischer Basketballspieler
- 1984: Matteo Anesi, italienischer Eisschnellläufer
- 1984: Martin Morczinietz, deutscher Eishockeyspieler

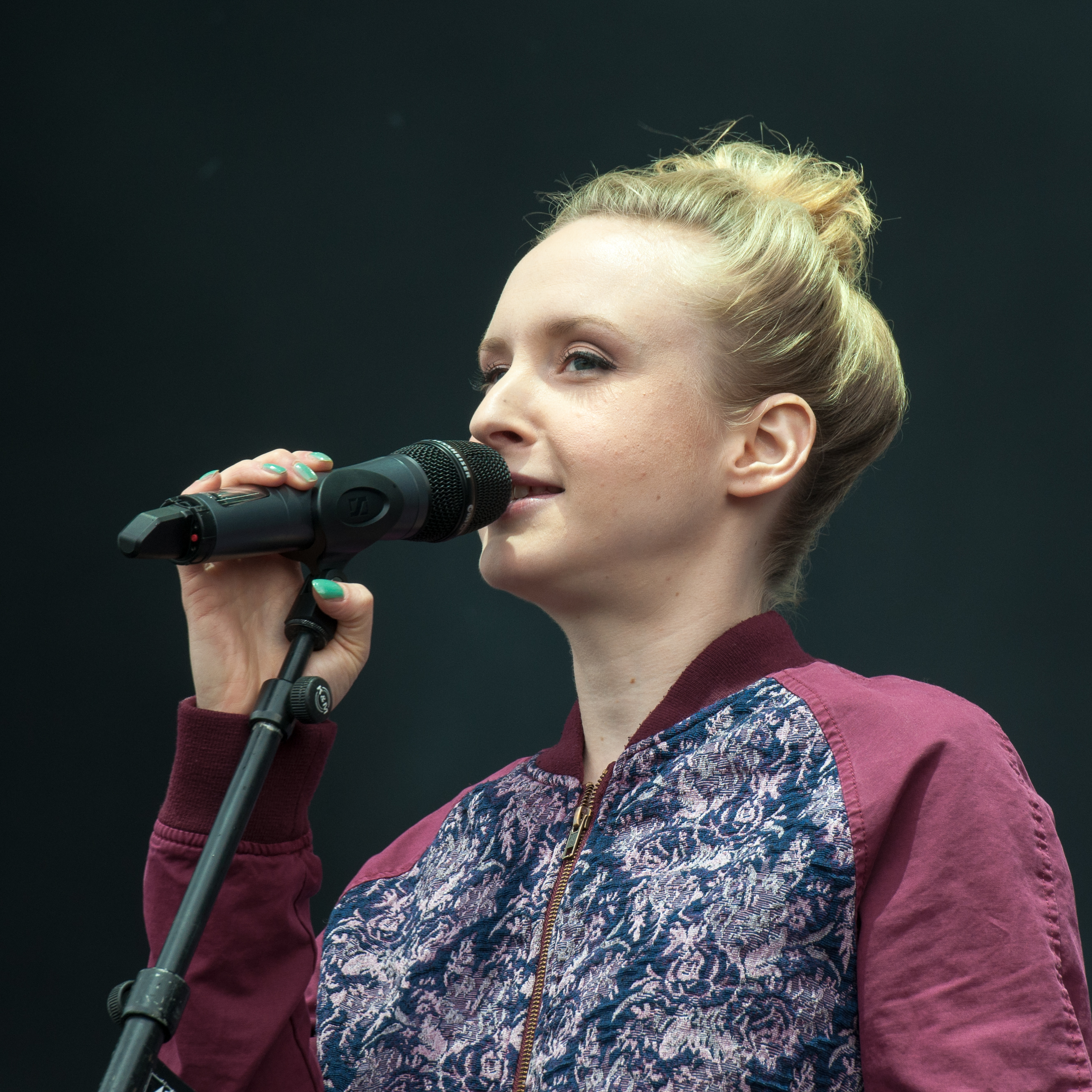
Leslie Clio (* 1986)

- 1986: Leslie Clio, deutsche Sängerin
- 1986: Christian Poser, deutscher Bobfahrer
- 1986: Shawn Pyfrom, US-amerikanischer Schauspieler und Synchronsprecher
- 1987: Animus, deutscher Rapper
- 1987: Martin Walde, deutscher Schauspieler

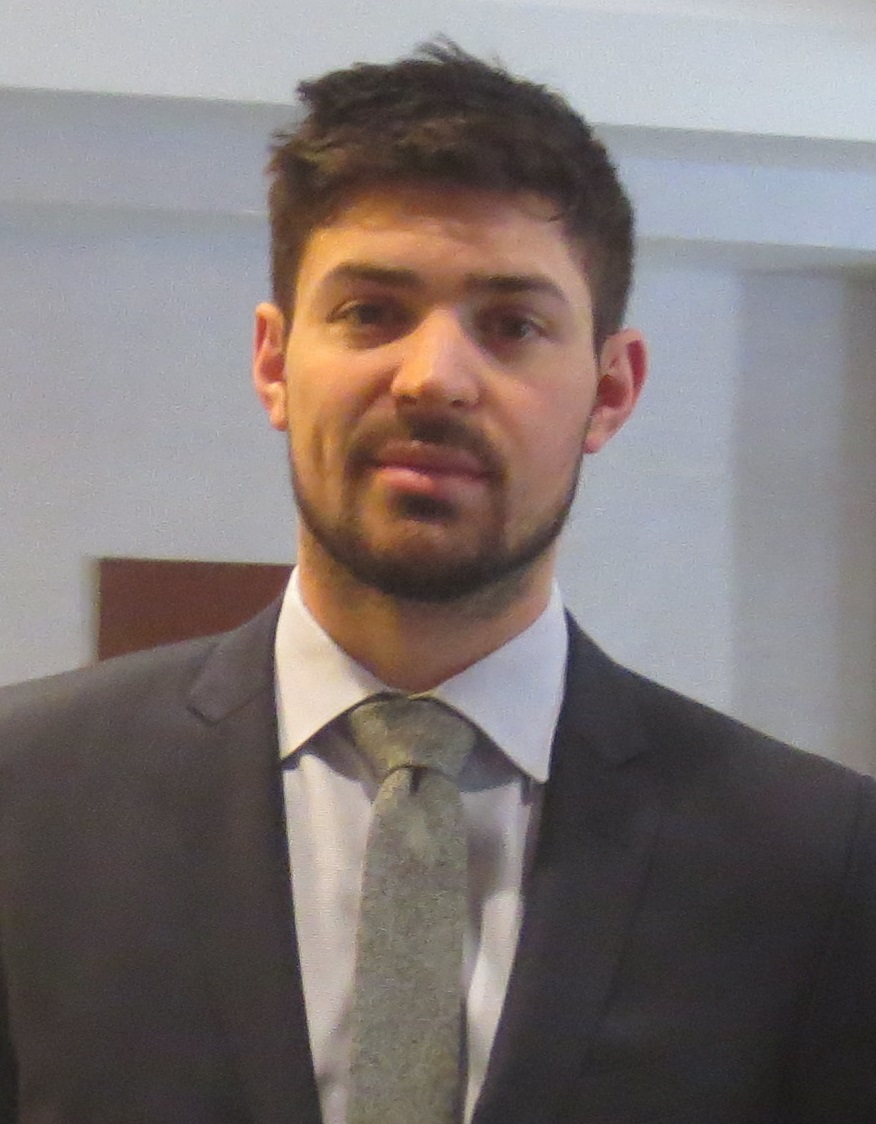
Carey Price (* 1987)

- 1987: Carey Price, kanadischer Eishockeyspieler
- 1988: Ismaïl Aissati, niederländisch-marokkanischer Fußballspieler
- 1988: Kevin Schmidt, US-amerikanischer Schauspieler
- 1989: Hauke Diekamp, deutscher Filmschauspieler
- 1990: Alexander Andrejewitsch Antropow, russischer Eishockeyspieler
- 1990: Tolgay Arslan, deutsch-türkischer Fußballspieler
- 1991: Young Thug, US-amerikanischer Rapper

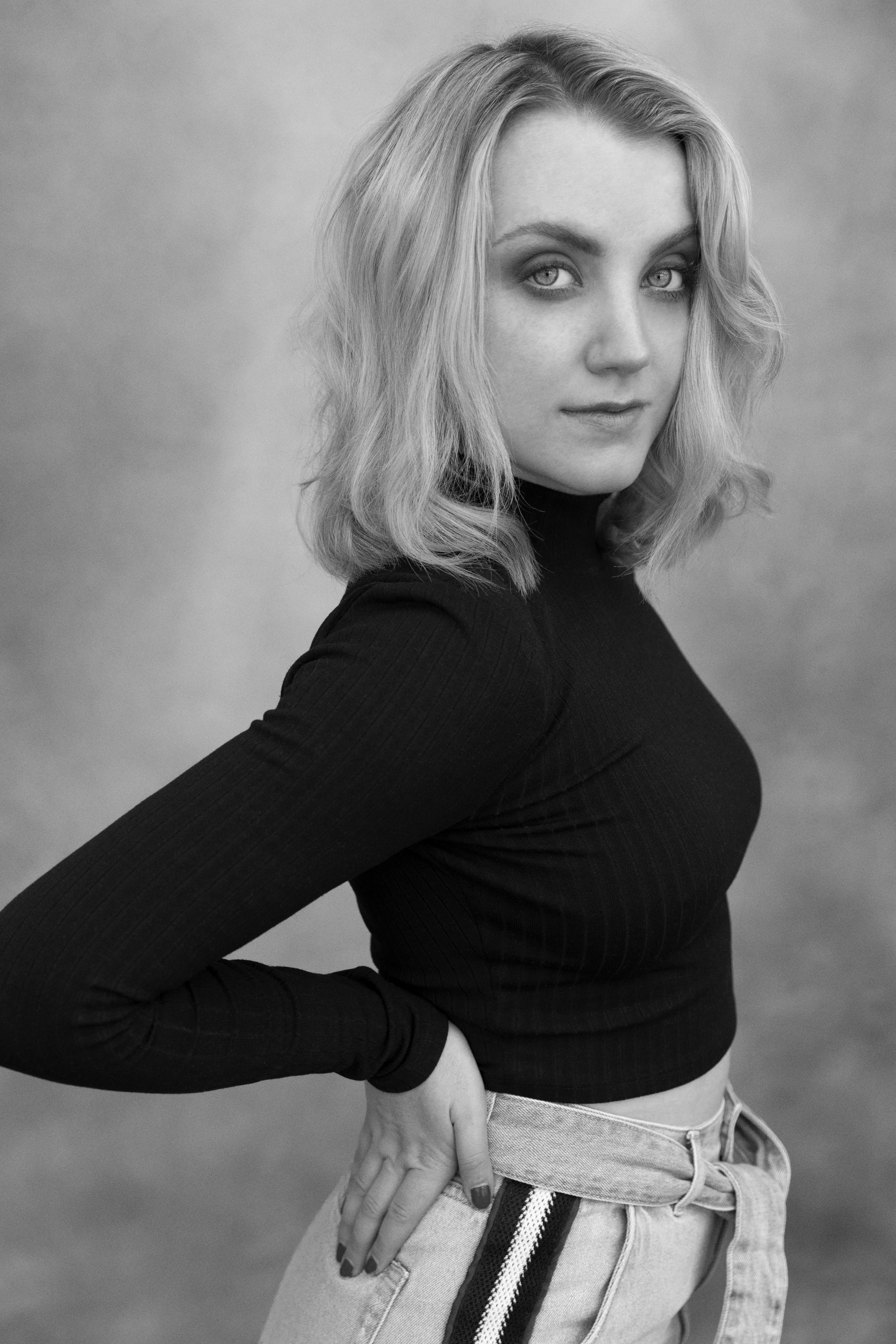
Evanna Lynch (* 1991)

- 1991: Evanna Lynch, irische Schauspielerin
- 1991: Roeland Pruijssers, niederländischer Schachspieler
- 1993: Victoria Swarovski, österreichische Popsängerin und Moderatorin
- 1993: Cameron Monaghan, US-amerikanischer Schauspieler
- 1993: Karien Robbers, niederländische Ruderin
- 1994: Aristide Bègue, französischer Biathlet
- 1994: Koray Günter, deutsch-türkischer Fußballspieler
- 1996: Martin Schindler, deutscher Dartspieler
- 1996: Maximilian Lahnsteiner, österreichischer Skirennläufer
- 1996: Lucas Meister, Schweizer Handballspieler
- 1997: Piper Curda, US-amerikanische Schauspielerin
- 2000: Hilma Lövblom, schwedische Skirennläuferin

### 21. Jahrhundert
- 2001: Amadou Onana, belgisch-senegalesischer Fußballspieler
- 2001: Jannik Sinner, italienischer Tennisspieler
- 2002: Dominic Stricker: Schweizer Tennisspieler
- 2003: Iván Romeo, spanischer Radrennfahrer

## Gestorben

### Vor dem 17. Jahrhundert
- 1027: Giorgi I., König von Georgien
- 1031: Wigger, Bischof von Verden
- 1064: Ibn Hazm, arabischer Universalgelehrter in Andalusien
- 1153: Bernard de Tromelai, Großmeister des Templerordens

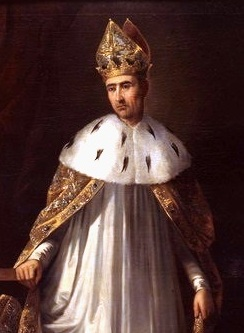
Ramiro III. († 1157)

- 1157: Ramiro II., König von Aragón
- 1161: Günther von Henneberg, Bischof von Speyer
- 1190: Dedo III., Markgraf von der Ostmark und der Niederlausitz
- 1225: Hōjō Masako, japanische Adlige
- 1236: Thomas de Blundeville, Bischof von Norwich
- 1291: Friedrich Tuta, Regent der Markgrafschaft Meißen
- 1297: Johannes II., Kaiser von Trapezunt
- 1304: Johan II. van der Leede, holländischer Edelmann
- 1327: Vital du Four, französischer Theologe, Philosoph und Alchemist
- 1327: Rochus von Montpellier, französischer Heiliger
- 1328: Rinaldo dei Bonacolsi, italienischer Lokalherrscher
- 1337: Marsilio de’ Rossi, italienischer Condottiere, Herr von Parma, Lucca, Cremona und Fidenza

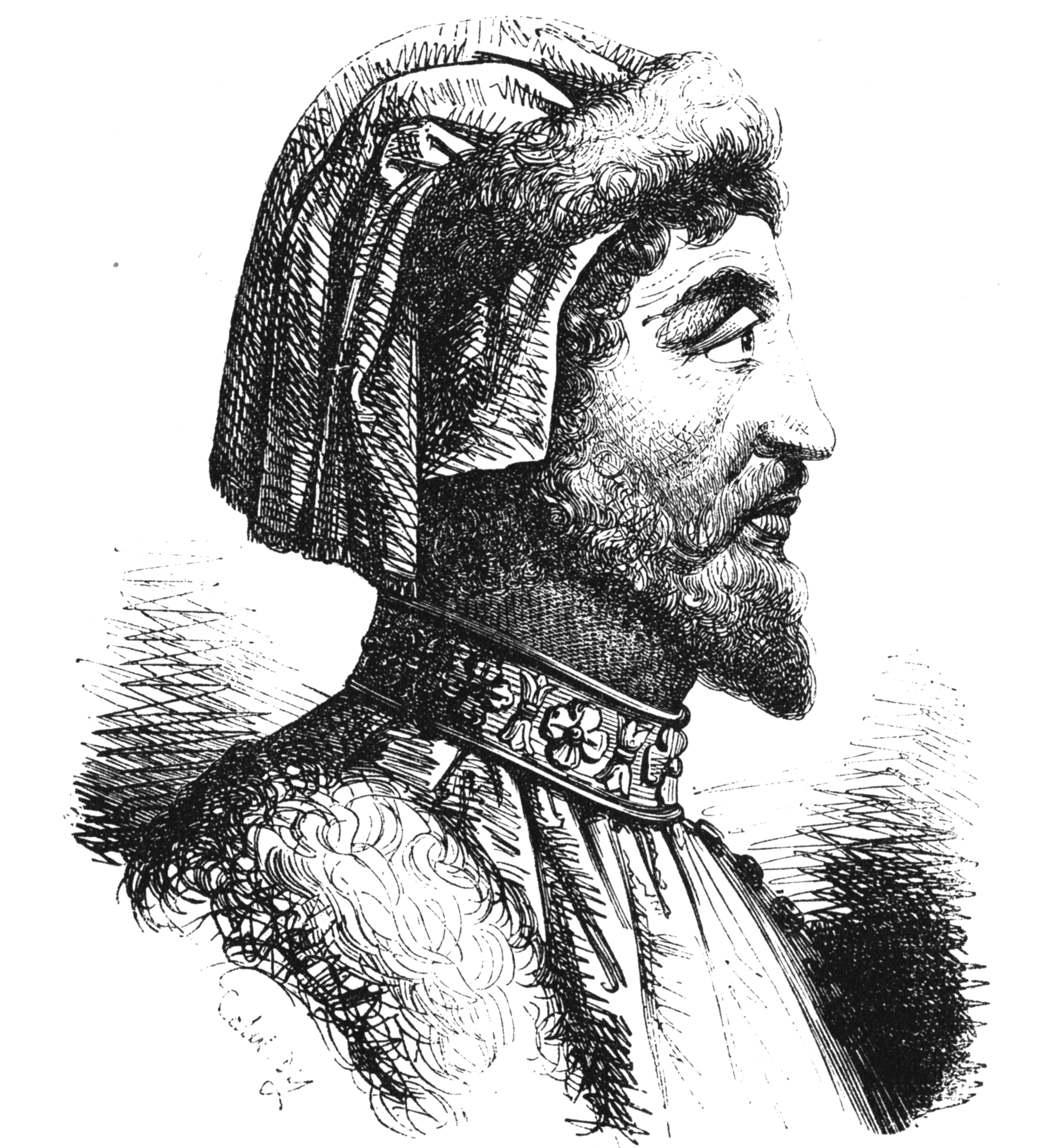
Azzo Visconti († 1339)

- 1339: Azzo Visconti, Kaiserlicher Vikar und Eroberer
- 1397: Philipp II. von Alençon, französischer Kardinal
- 1410: Francesco Datini, Kaufmann, größtes Händlerarchiv des Mittelalters
- 1417: Keno II. tom Brok, Häuptling von Brokmerlande (Ostfriesland)
- 1418: Angelo Barbarigo, italienischer Kardinal
- 1419: Wenzel, römisch-deutscher König, König von Böhmen, Kurfürst von Brandenburg
- 1443: Ashikaga Yoshikatsu, japanischer Shogun

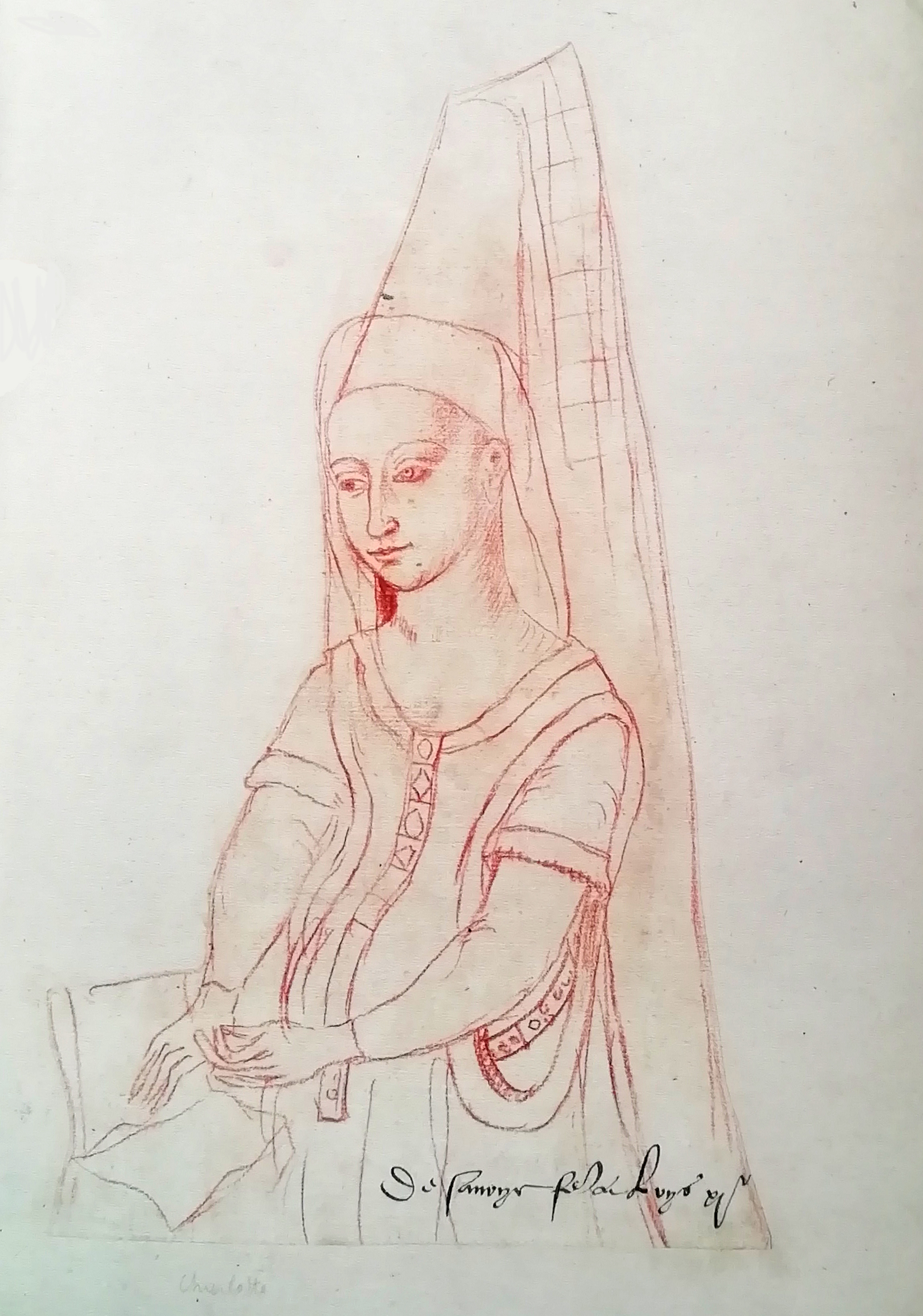
Margarethe von Schottland († 1445)

- 1445: Margarethe von Schottland, schottisch-französische Adelige
- 1449: Christian von Erpel, Generalvikar in Köln
- 1466: Winnemar Gruters von Wachtendonk, Priester, Offizial und Generalvikar des Erzbistums Köln
- 1500: Theodericus Brandes, deutscher Jurist und Ratssekretär der Hansestadt Lübeck
- 1506: Dietrich II. Arndes, Bischof von Lübeck
- 1518: Loyset Compère, flämischer Komponist, Sänger und Kleriker
- 1527: Leonhard Kaiser, lutherischer Theologe und Reformator
- 1532: Johann der Beständige, Kurfürst von Sachsen
- 1533: Diego Ribero, spanischer Kartograf und Entdecker
- 1545: Johannes Bader, deutscher Theologe und Reformator
- 1582: Pietro Perna, italienischer Buchdrucker und Verleger
- 1594: Johann Cobenzl, Diplomat in habsburgischen Dienst

### 17./18. Jahrhundert
- 1635: Daniel Colonius der Ältere, niederländischer reformierter Theologe
- 1657: Pieter Claesz. Soutman, niederländischer Maler und Kupferstecher
- 1661: Thomas Fuller, englischer Historiker
- 1664: Johann Buxtorf der Jüngere, reformierter Theologe und Orientalist

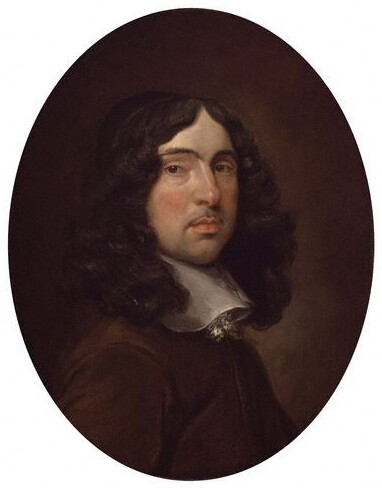
Andrew Marvell († 1678)

- 1678: Andrew Marvell, englischer Dichter und Politiker
- 1680: Jakob Andreas Crusius, deutscher Jurist
- 1705: Jakob I Bernoulli, Schweizer Mathematiker und Physiker
- 1715: Johann Gregor Fuchs, sächsischer Architekt und Baumeister

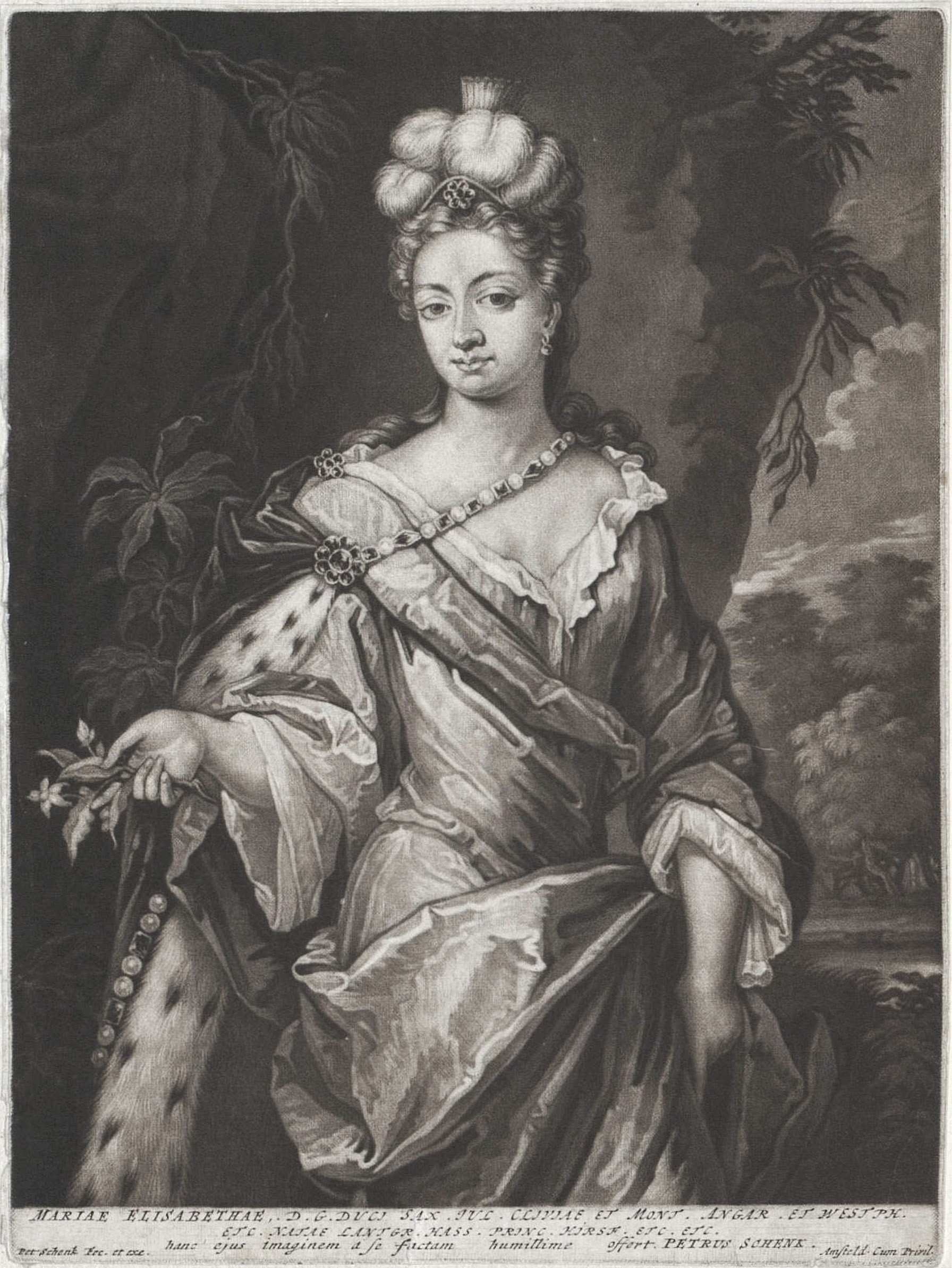
Marie Elisabeth von Hessen-Darmstadt († 1715)

- 1715: Marie Elisabeth von Hessen-Darmstadt, Herzogin von Sachsen-Römhild
- 1721: Christian Friedrich Hunold, deutscher Dichter
- 1723: Niels Stromberg, schwedischer Offizier
- 1734: Johann Georg Zimmermann, deutscher Postkommissar
- 1743: Matthias Klotz, Begründer des Geigenbaus in Mittenwald
- 1744: Johann Jakob Dachs, Schweizer evangelischer Geistlicher

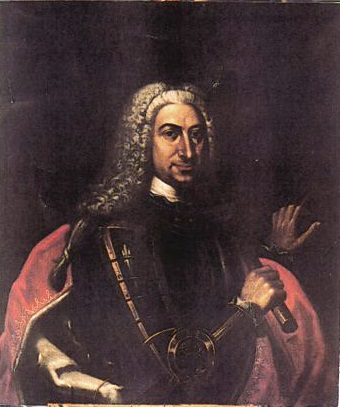
Giuseppe Gonzaga († 1746)

- 1746: Giuseppe Gonzaga, spanischer Herzog von Guastalla
- 1748: Pietro Giuseppe Sandoni, italienischer Komponist
- 1748: Heinrich Nicolaus Trebs, Hoforgelbauer des Herzogtums Sachsen-Weimar
- 1750: Philipp Ludwig Dreyßigmark, deutscher evangelischer Geistlicher
- 1762: Christoph Martin von Degenfeld-Schonburg, königlich preußischer General, Diplomat sowie Staats- und Kriegsminister
- 1765: Tharsander, evangelischer Pfarrer
- 1775: Jacob Langebek, dänischer Historiker
- 1777: Nicholas Herkimer, Milizgeneral im Amerikanischen Unabhängigkeitskrieg
- 1781: Charles-François de Broglie, französischer Diplomat
- 1783: Ephraim Schröger, deutscher Architekt
- 1789: Anton Haffenecker, böhmischer Architekt und Hofbaumeister
- 1790: David Brearley, US-amerikanischer Jurist und Politiker
- 1800: Charles Louis L’Héritier de Brutelle, deutscher Botaniker
- 1800: Karl Emanuel von Savoyen-Carignan, Fürst von Carignan

### 19. Jahrhundert
- 1801: Ralph Earl, US-amerikanischer Maler
- 1807: Bruno de Heceta, spanischer Seefahrer und Entdecker
- 1808: Karl Friedrich Häberlin, braunschweigischer Diplomat, Staatsrechtler und Historiker

Friederike Bethmann-Unzelmann († 1815)

- 1815: Friederike Bethmann-Unzelmann, deutsche Schauspielerin und Sängerin
- 1820: Johann Georg Scheffner, deutscher Schriftsteller
- 1822: Adam von Aretin, bayrischer Politiker
- 1824: Charles Thomson, US-amerikanischer Schriftsteller und Politiker irischer Herkunft
- 1825: Charles Cotesworth Pinckney, US-amerikanischer Politiker
- 1829: Karl Gesenius, deutscher Jurist und Sammler
- 1829: Carl Gotthelf Glaeser der Jüngere, deutscher Komponist und Musikdirektor
- 1836: Marc-Antoine Parseval, französischer Mathematiker
- 1837: Christian Ludwig Nitzsch, deutscher Biologe
- 1837: William Daniell, britischer Maler
- 1838: Yohannan VIII. Hormizd, Patriarch von Babylon und Chaldäer
- 1846: Sylvain-Charles Valée, General und Marschall von Frankreich

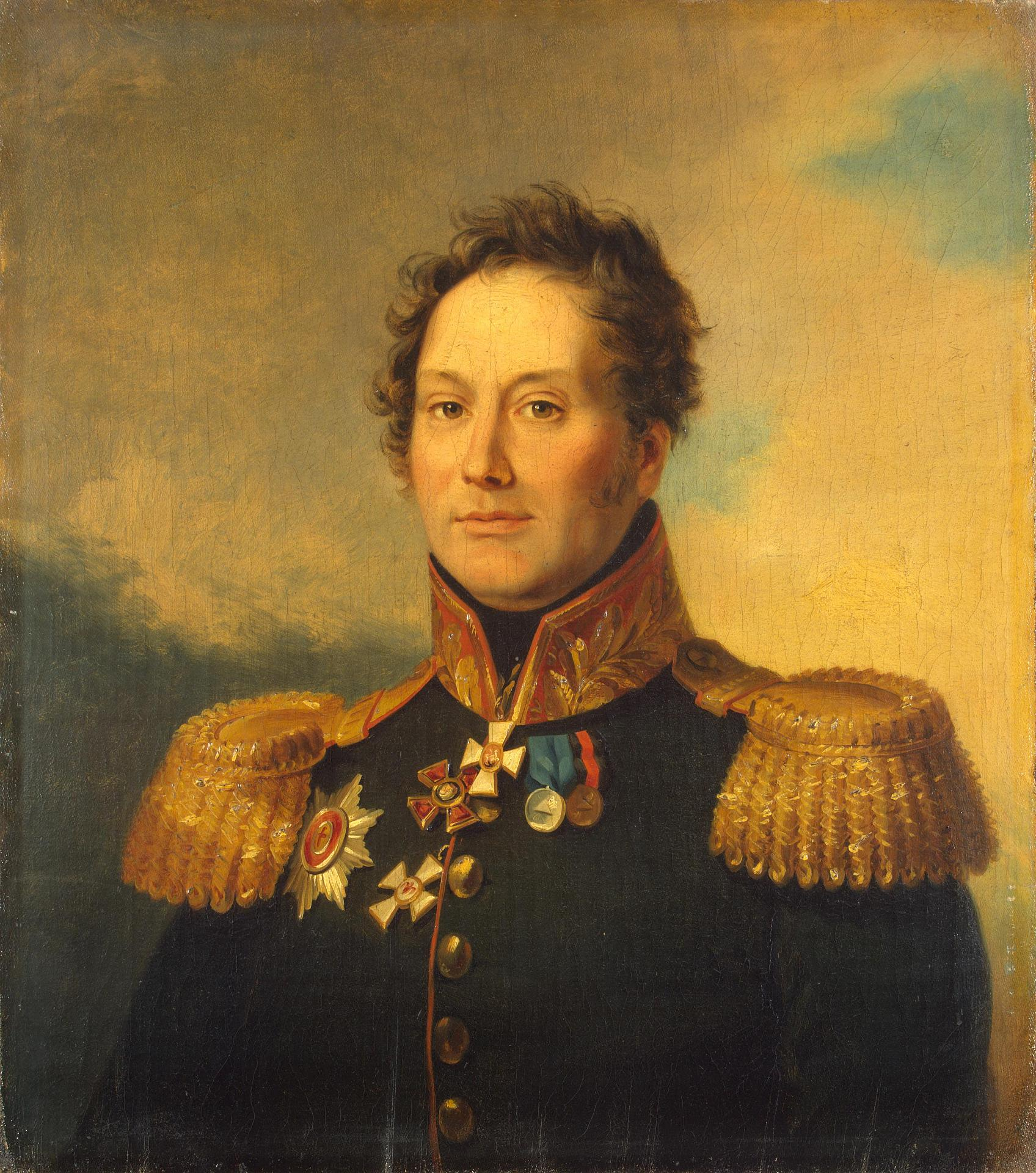
Moissei Iwanowitsch Karpenko († 1854)

- 1854: Moissei Iwanowitsch Karpenko, russischer General
- 1860: Heinrich Simon, deutscher Politiker
- 1861: Ranavalona I., Königin von Madagaskar
- 1864: John Randolph Chambliss, Jr., General der Konföderierten im Sezessionskrieg
- 1867: Johann Heinrich Deinhardt, deutscher Pädagoge
- 1867: Joseph Ambrosius Geritz, Bischof von Ermland
- 1867: Friedrich Haase, deutscher Altphilologe
- 1870: Jules Léotard, französischer Artist
- 1871: Charles Dezobry, französischer Historiker und Archäologe
- 1872: Philipp von Natick, konservativer Publizist
- 1876: Charles Grandison Finney, US-amerikanischer Erweckungsprediger
- 1877: Johann Caspar Harkort V., deutscher Unternehmer
- 1878: Max Hödel, deutscher Attentäter
- 1878: Joseph Naudet, französischer Philologe, Historiker und Bibliothekar
- 1879: Aloys Pollender, deutscher Arzt und Entdecker des Milzbranderregers
- 1880: Herschel Vespasian Johnson, US-amerikanischer Politiker,  Gouverneur von Georgia
- 1882: Auguste-Alexandre Ducrot, französischer General
- 1883: Charles Gaillardot, französischer Mediziner und Naturforscher
- 1885: Goode Bryan, General der Konföderierten Staaten von Amerika im Amerikanischen Bürgerkrieg

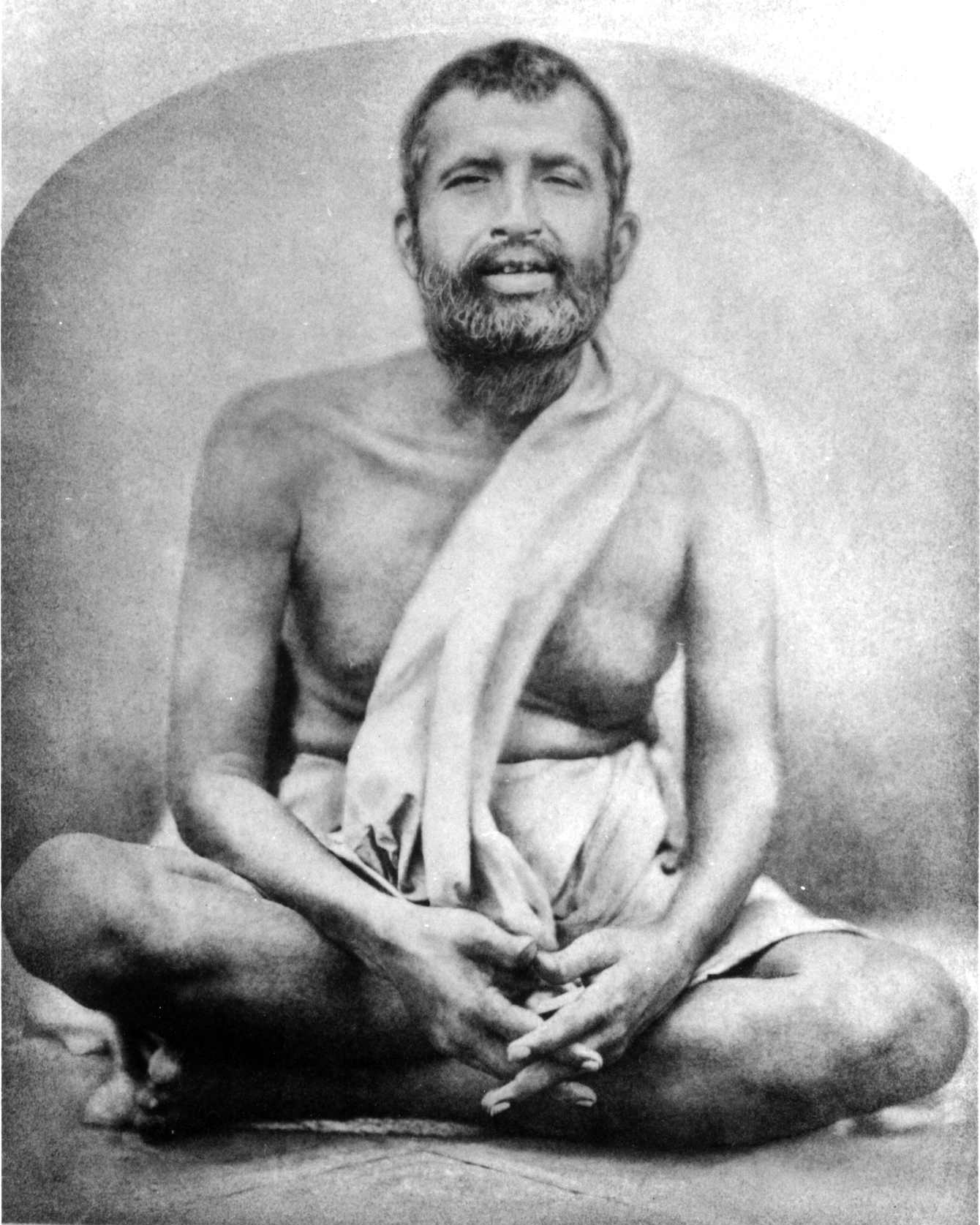
Ramakrishna († 1886)

- 1886: Ramakrishna, indischer hinduistischer Mystiker
- 1887: Julius von Haast, deutscher Geologe, Naturforscher und Entdecker
- 1888: John Pemberton, US-amerikanischer Apotheker, Offizier, Erfinder von Coca-Cola
- 1893: Jean-Martin Charcot, französischer Neurologe
- 1894: Ludwig Knoop, Unternehmer
- 1895: Auguste Geffroy, französischer Historiker
- 1899: Robert Wilhelm Bunsen, deutscher Chemiker (Spektralanalyse, Bunsenbrenner, Bunsenelement und Bunsen-Fotometer)
- 1900: José Maria Eça de Queiroz, portugiesischer Schriftsteller

### 20. Jahrhundert

#### 1901–1950
- 1903: Frederick Edward Raven, englischer Prediger und Bibelausleger
- 1904: Adolf Ausfeld, deutscher Klassischer Philologe
- 1906: Ignatius von Senestrey, Bischof von Regensburg
- 1907: Hugo Appelius, deutscher Jurist

Heinrich Spoerry († 1907)

- 1907: Heinrich Spoerry, Schweizer Industrieller und Bergsteiger
- 1909: Georges Picot, französischer Jurist und Geschichtsschreiber
- 1910: Charles Lenepveu, französischer Komponist und Musikpädagoge
- 1910: Pedro Montt Montt, chilenischer Politiker
- 1912: Carl Prüssing, deutscher Chemiker und Zementfabrikant
- 1912: Johann Martin Schleyer, deutscher Pfarrer, Lyriker und Philanthrop
- 1916: Umberto Boccioni, italienischer Maler und Bildhauer
- 1916: Constant Dinichert, Schweizer Uhrenfabrikant und Politiker
- 1917: Wilhelm Morgner, deutscher Maler des Expressionismus
- 1919: Andrew Sockalexis, US-amerikanischer Langstreckenläufer
- 1920: Joseph Norman Lockyer, britischer Astrophysiker

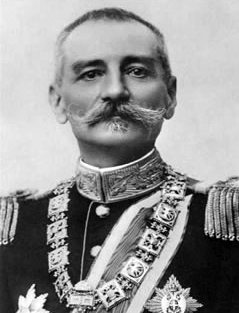
Peter I. († 1921)

- 1921: Peter I., König der Serben und König der Serben, Kroaten und Slowenen
- 1921: Sándor Wekerle, Politiker und erster nichtadliger ungarische Ministerpräsident
- 1925ː Marie Luplau, dänische Künstlerin und Pädagogin
- 1925: Alfred Merz, österreichisch-deutscher Meereskundler
- 1926: Emanuel Felke, evangelischer Pastor und Naturheilkundler
- 1928: Antonín Sova, tschechischer Dichter und Schriftsteller
- 1932: Karl Fazer, finnischer Bäcker, Konditor, Chocolatier und Unternehmer
- 1932: Stanisław Lubomirski, polnischer Magnat,  Unternehmer und Bankier
- 1933: Gotthelf Bergsträßer, deutscher Orientalist
- 1933: Julius Hermann, deutscher Pädagoge und Amateurentomologe
- 1936: Ralph Scott, US-amerikanischer American-Football-Spieler und -Trainer
- 1937: Otto Hörsing, deutscher Politiker
- 1937: Elard von Oldenburg-Januschau, deutscher Großagrarier, Lobbyist und MdR
- 1937: Rodolfo Chiari, Premierminister und Staatspräsident von Panama
- 1938: Felix Busch, preußischer Beamter

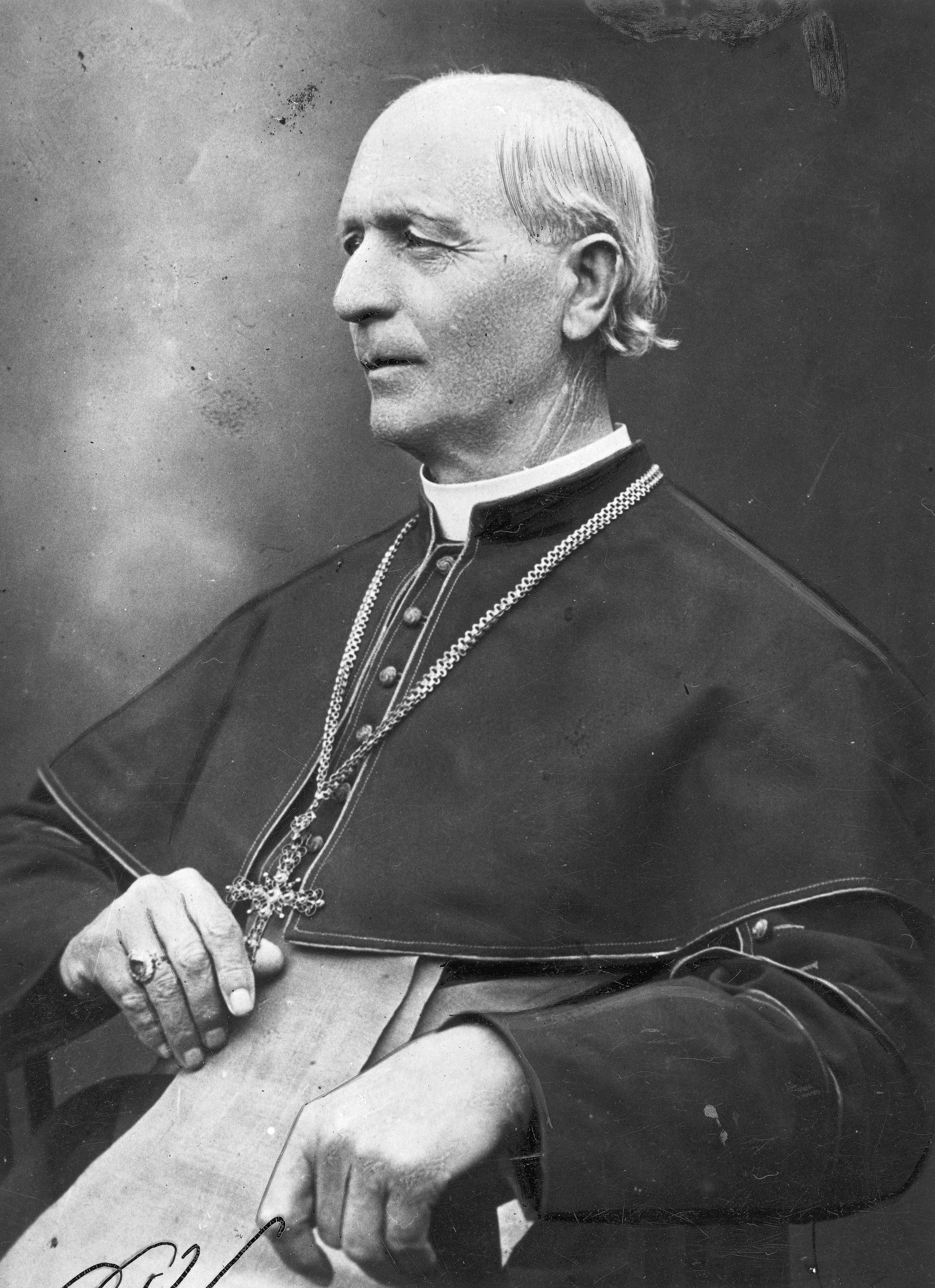
Andrej Hlinka († 1938)

- 1938: Andrej Hlinka, slowakischer Priester und Politiker
- 1938: Robert Johnson, US-amerikanischer Bluesmusiker
- 1940: William Anderson, australischer Theaterleiter
- 1940: Henri Desgrange, französischer Herausgeber und Begründer der Tour de France
- 1941: Felix Mader, deutscher Priester, Kunsthistoriker und Denkmalpfleger
- 1942: Rudolf Greinz, österreichischer Schriftsteller

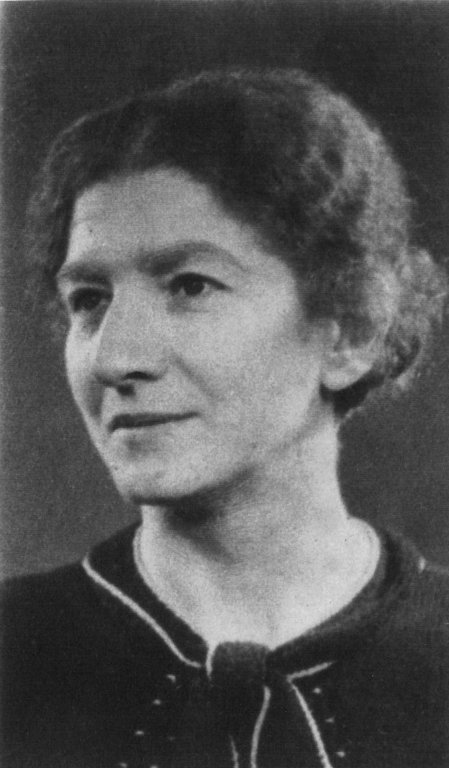
Margarethe Oppenheimer († 1942)

- 1942ː Margarethe Oppenheimer, deutsche Waisenhausleiterin und Opfer der Shoah
- 1942: Thorvald Otterstrom, US-amerikanischer Komponist
- 1944: Kurt Schlosser, deutscher Kommunist und Widerstandskämpfer
- 1944: Marie Behncke, deutsche Politikerin der (SPD) und Mitglied der Weimarer Nationalversammlung
- 1945: Nico Richter, niederländischer Komponist
- 1948: Babe Ruth, US-amerikanischer Baseballspieler
- 1948: Harry Dexter White, US-amerikanischer Volkswirt und Politiker

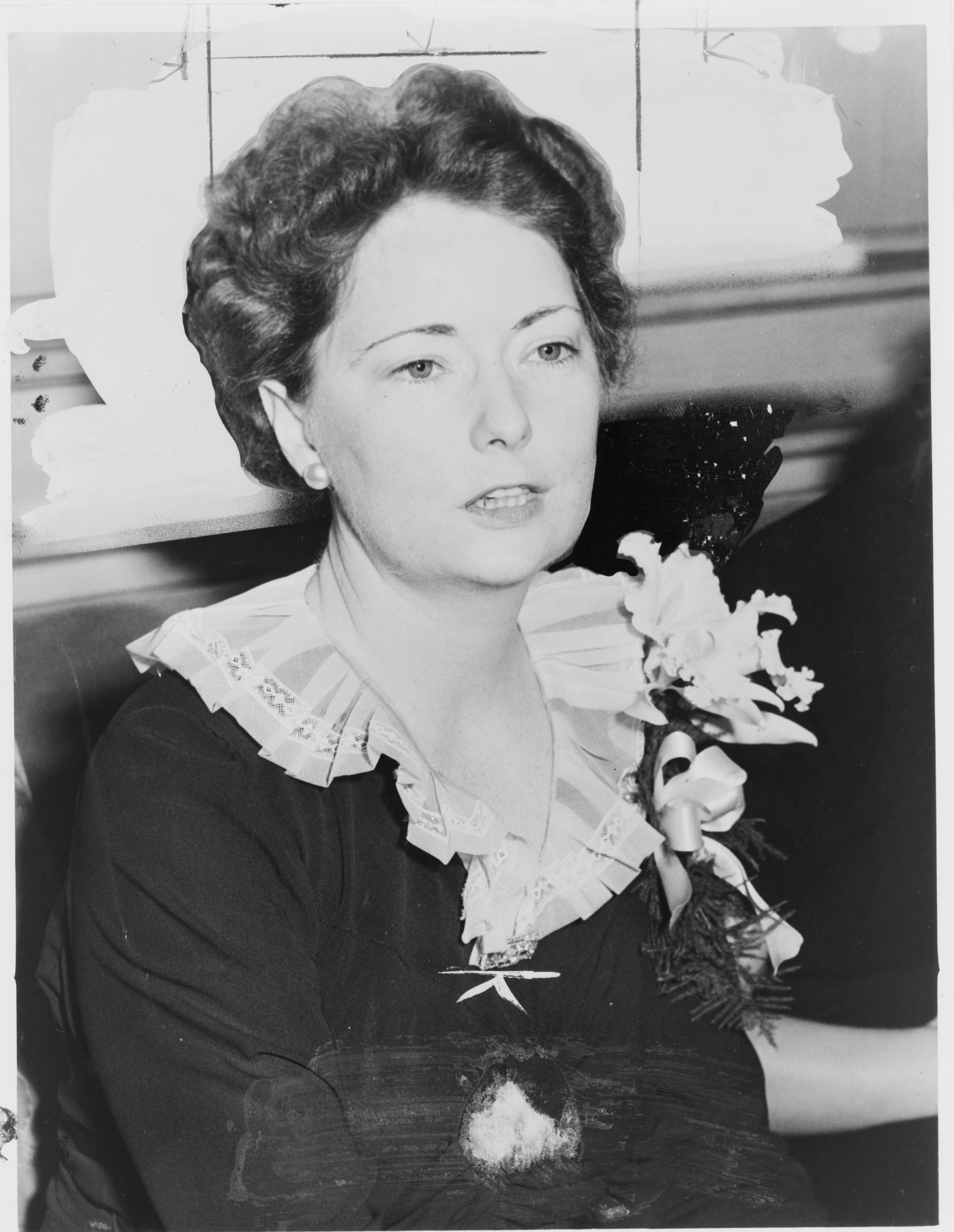
Margaret Mitchell († 1949)

- 1949: Margaret Mitchell, US-amerikanische Journalistin und Schriftstellerin
- 1949: Otto Steinbrinck, deutscher Marineoffizier und Industrieller, Angeklagter im Nürnberger Flick-Prozess

#### 1951–2000
- 1951: Eduardo Chibás, kubanischer Rechtsanwalt und Politiker nach Selbstmordversuch am 5. August
- 1952: Philipp Auerbach, deutscher Politiker und Staatskommissar für rassisch, religiös und politisch Verfolgte
- 1952: Bernard Karfiol, US-amerikanischer Maler
- 1952: Fritz König, deutscher Chirurg und Hochschullehrer
- 1954: Elsbeth Krukenberg-Conze, deutsche Schriftstellerin und Frauenrechtlerin
- 1956: Bela Lugosi, ungarisch-US-amerikanischer Schauspieler
- 1956: Wilhelm Wenker, Pfarrer von St. Hippolytus in Gelsenkirchen-Horst
- 1957: Irving Langmuir, US-amerikanischer Chemiker und Physiker, Nobelpreisträger
- 1957: Hans Studer, Schweizer Ingenieur

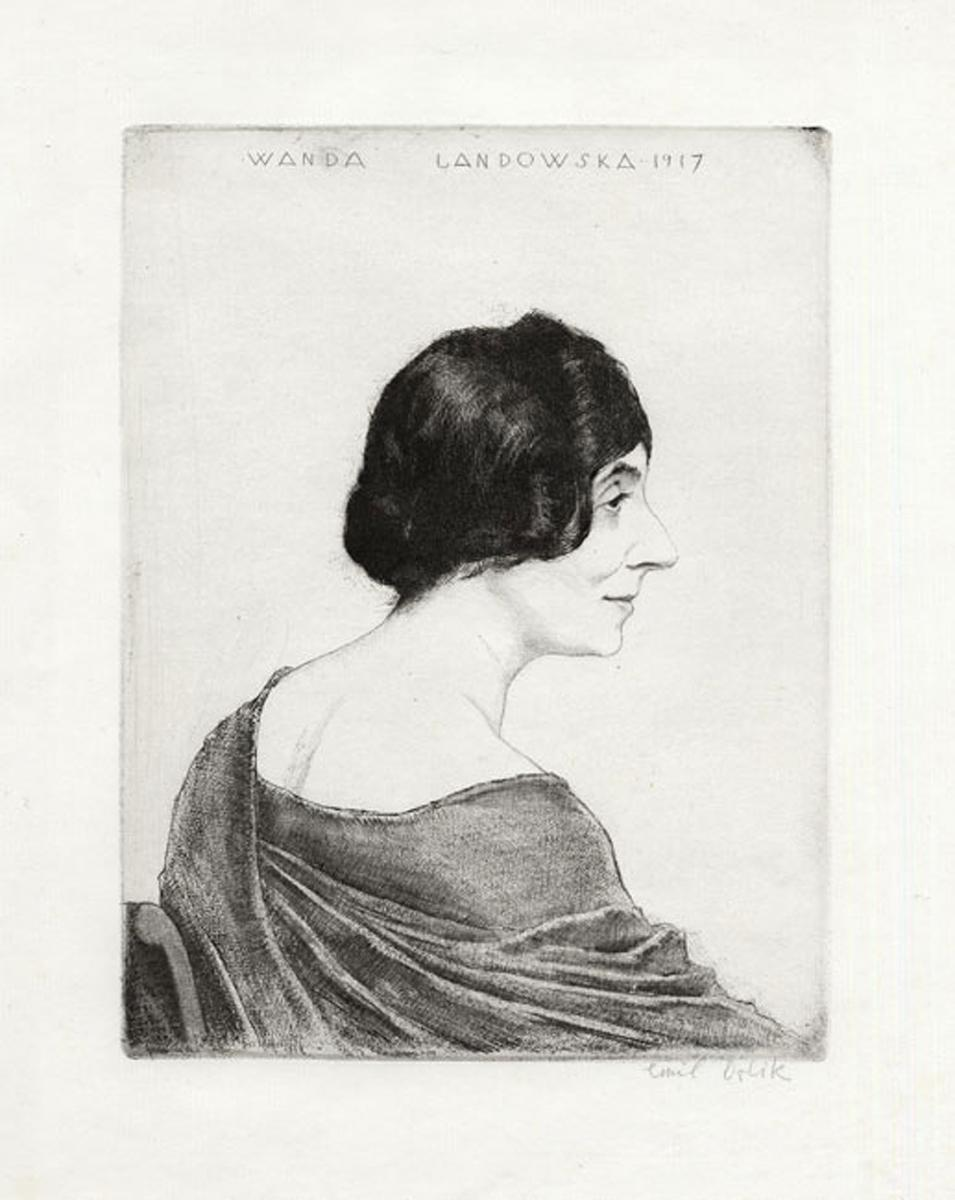
Wanda Landowska († 1959)

- 1959: Wanda Landowska, polnische Cembalistin und Pianistin
- 1961: Hugo Hirsch, deutscher Operetten- und Schlagerkomponist
- 1965ː Maria Louise Poschacher, österreichische akademische Bildhauerin und Architektin
- 1967: Dan Pickett, US-amerikanischer Blues-Sänger und -Gitarrist
- 1967: Erich Preiser, deutscher Ökonom
- 1971: August Oppenberg, deutscher Maler
- 1972: John Barnes Chance, US-amerikanischer Komponist
- 1973: Renato Angiolillo, italienischer Journalist, Politiker und Filmregisseur
- 1973: Oskar Stampfli, Schweizer Lehrer und Politiker
- 1973: Selman Abraham Waksman, US-amerikanischer Forscher
- 1974: Hans Egon Engell, deutscher Politiker
- 1974: Karl Earl Mundt, US-amerikanischer Politiker
- 1975: Wolodymyr Kuz, Leichtathlet aus der Sowjetunion
- 1975: Friedrich Sämisch, deutscher Schachspieler
- 1977: Paul Moor, Schweizer Pädagoge

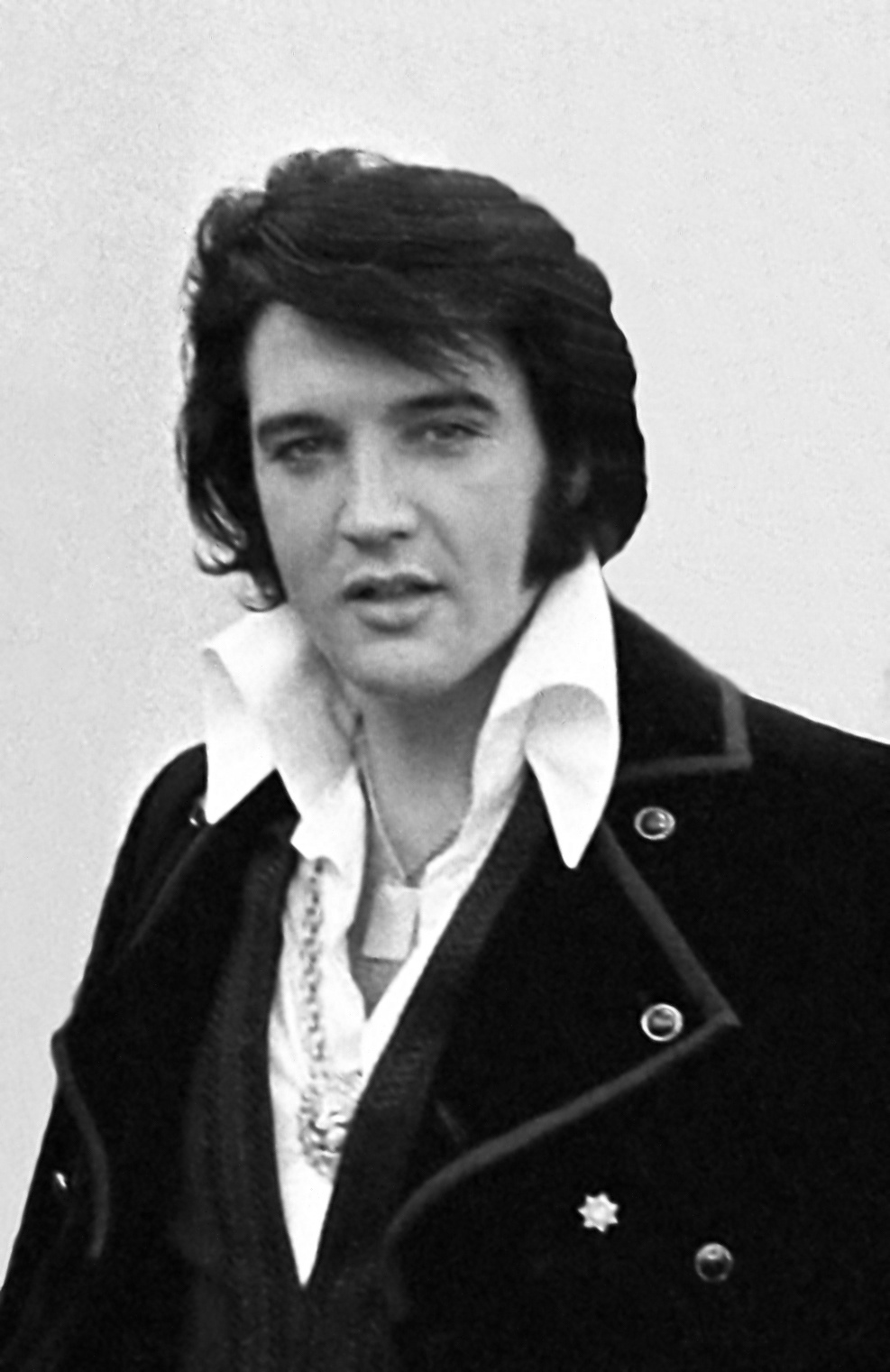
Elvis Presley († 1977)

- 1977: Elvis Presley, US-amerikanischer Sänger, Musiker und Schauspieler

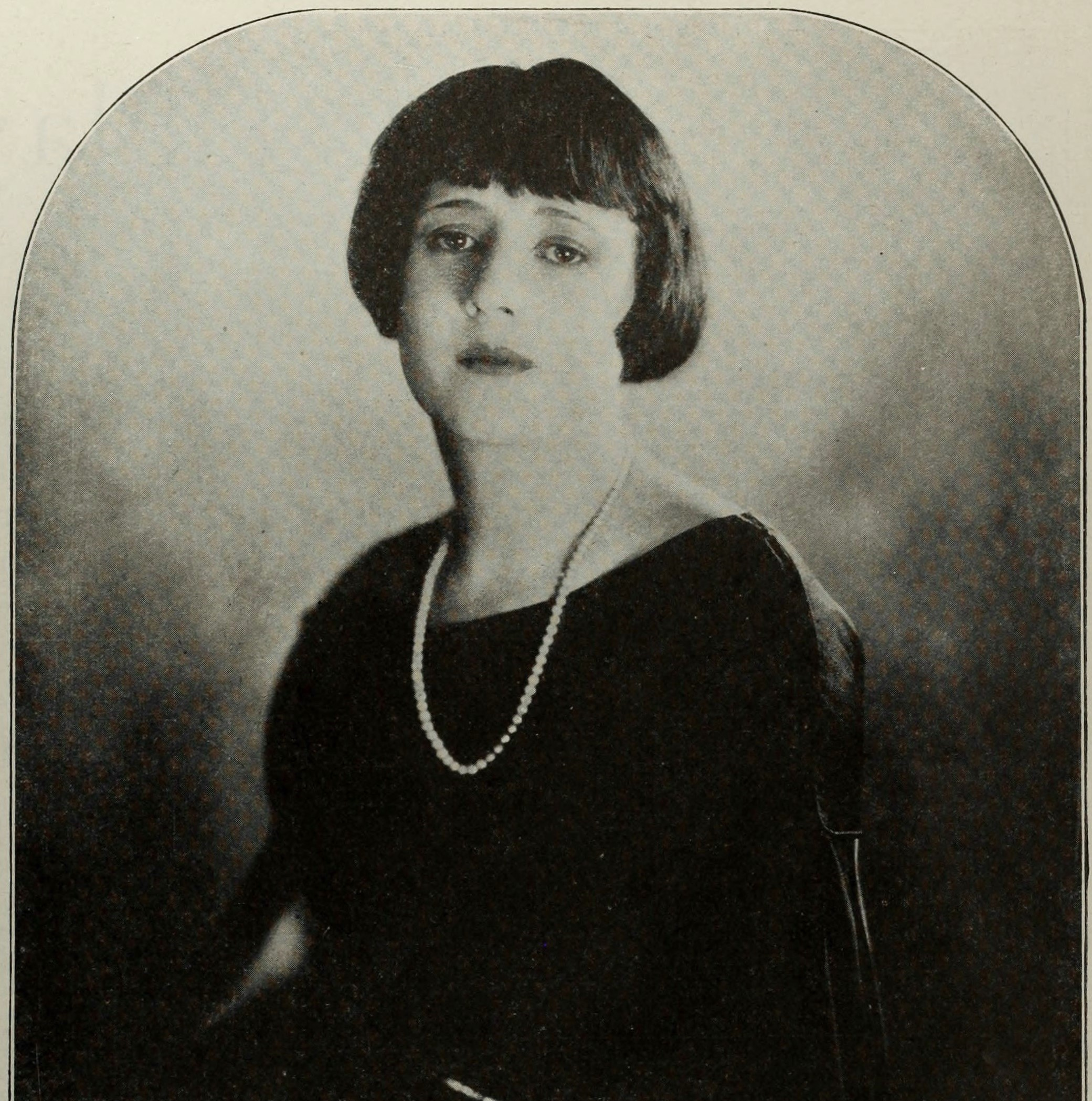
Jean Acker († 1978)

- 1978: Jean Acker, US-amerikanische Schauspielerin
- 1978: Alidius Warmoldus Lambertus Tjarda van Starkenborgh Stachouwer, Generalgouverneur von Niederländisch-Ostindien
- 1979: John Diefenbaker, kanadischer Premierminister
- 1979: Otto Kahn-Freund, Jurist und Widerstandskämpfer
- 1981: Viktor Achter, deutscher Jurist, Hochschullehrer und Unternehmer
- 1983: Earl Averill, US-amerikanischer Baseballspieler
- 1983: René Duverger, französischer Gewichtheber
- 1984: György Kósa, ungarischer Komponist
- 1985: Erwin Zucker-Schilling, österreichischer Journalist und Schriftsteller
- 1987: Arthur Grundmann, deutscher Politiker, MdB
- 1988: Otto Bökle, deutscher Fußballspieler
- 1989: Ernst Bursche, deutscher Maler
- 1989: Helga Haase, Eisschnellläuferin der DDR
- 1989: Daniele Paris, italienischer Dirigent und Komponist
- 1990: Annik Saxegaard, norwegische Schriftstellerin
- 1990: Roland Charrière, französischer Automobilrennfahrer
- 1992: Malcolm Atterbury, US-amerikanischer Schauspieler
- 1993: René Dreyfus, französischer Automobilrennfahrer

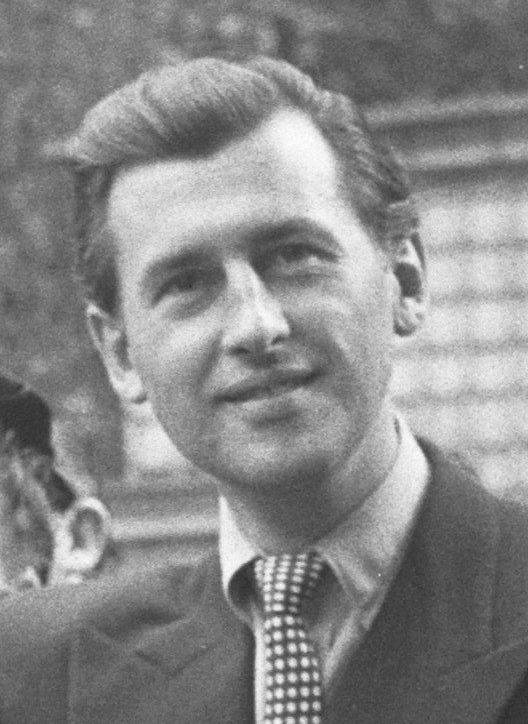
Stewart Granger († 1993)

- 1993: Stewart Granger, US-amerikanischer Schauspieler
- 1993ː Alison Smithson, britische Architektin
- 1995: Ljubiša Broćić, jugoslawischer Fußballtrainer
- 1996: Miles Goodman, US-amerikanischer Komponist
- 1997: Nusrat Fateh Ali Khan, pakistanischer Musiker
- 1997: Jacques Pollet, französischer Automobilrennfahrer
- 1998: Einar Heimisson, isländischer Schriftsteller
- 2000: Sally Amato, US-amerikanische Sängerin und Schauspielerin
- 2000: Arthur West, österreichischer Schriftsteller und Journalist

### 21. Jahrhundert
- 2001: Götz von Houwald, deutscher Diplomat, Ethnologe und Historiker
- 2001: Johannes Mischo, Parapsychologe an der Universität Freiburg
- 2002: Abu Nidal, palästinensischer Terrorist

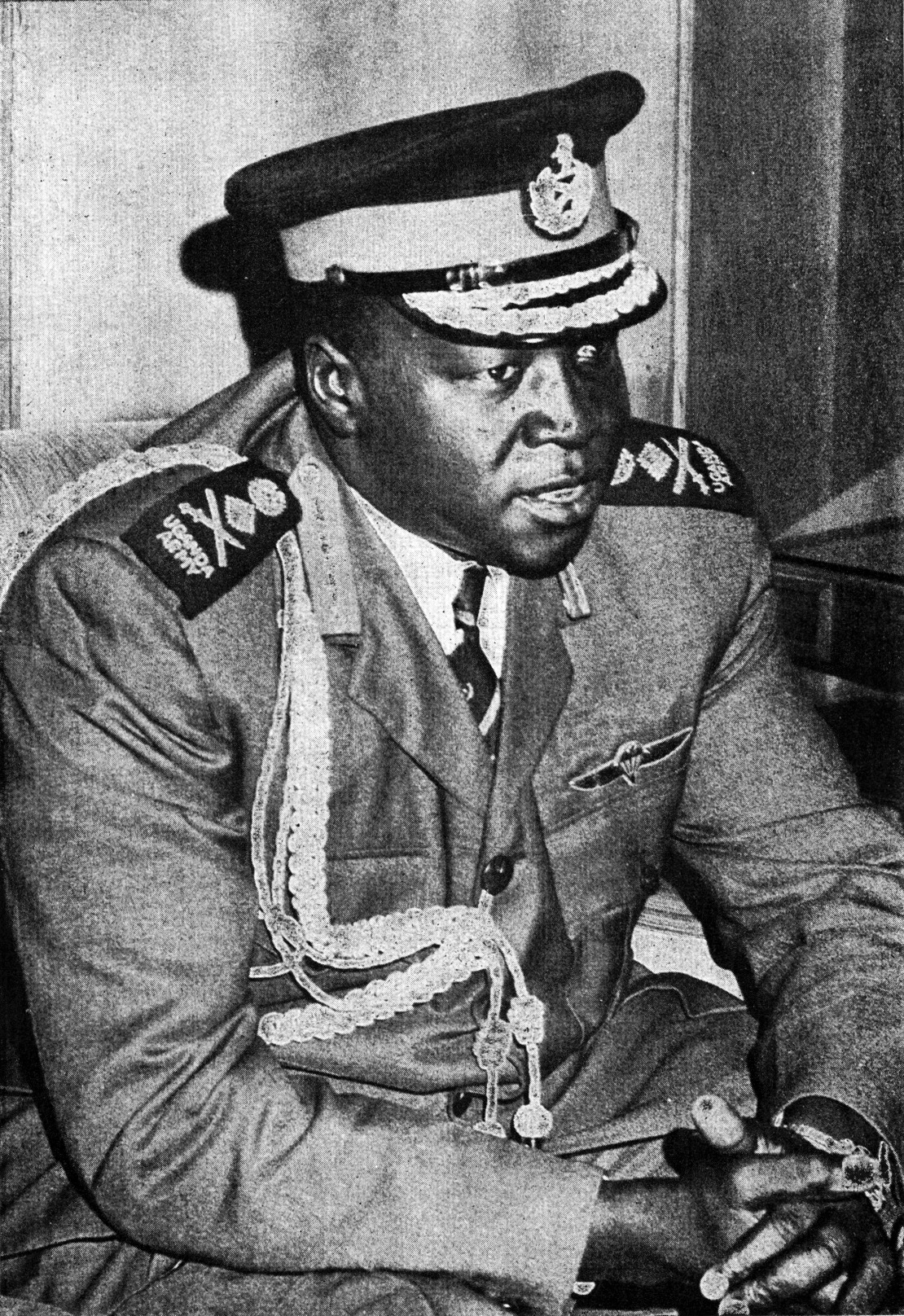
Idi Amin († 2003)

- 2003: Idi Amin, ugandischer Diktator
- 2004: Acquanetta, US-amerikanische Schauspielerin
- 2004: Ivan Hlinka, tschechischer Eishockeyspieler und -nationaltrainer
- 2005: Eva Renzi, deutsche Schauspielerin
- 2005: Frère Roger, Gründer des ökumenischen Männerordens von Taizé
- 2006: Alex Buzo, australischer Dramatiker und Autor
- 2006: Alfredo Stroessner, paraguayischer Militär und Politiker
- 2008: Ronnie Drew, irischer Gitarrist und Sänger
- 2010: Günther Wiesinger, österreichischer Politiker und Arzt
- 2011: Verena Wiet, deutsche Schauspielerin und Synchronsprecherin
- 2012: Paulos, äthiopischer orthodoxer Patriarch
- 2012: William Windom, US-amerikanischer Schauspieler
- 2013: Hermann Haindl, deutscher Künstler
- 2013: Hugo Suter, Schweizer Künstler
- 2014: Besim Bokshi, kosovo-albanischer Lyriker und Sprachwissenschaftler
- 2014: Peter Scholl-Latour, deutsch-französischer Journalist und Schriftsteller
- 2015: Jacob Bekenstein, israelischer Physiker
- 2015: Christiane Langenberger, Schweizer Politikerin
- 2015: Natalja Jurjewna Tschmyrjowa, sowjetische Tennisspielerin
- 2016: João Havelange, brasilianischer Fußballfunktionär
- 2016: Edi Huber, Schweizer Schauspieler
- 2016: Silvio Panciera, italienischer Epigraphiker
- 2017: Chiara Fumai, italienische Performancekünstlerin
- 2017: Wayne Lotter, südafrikanischer Ökologe und Naturschutzaktivist

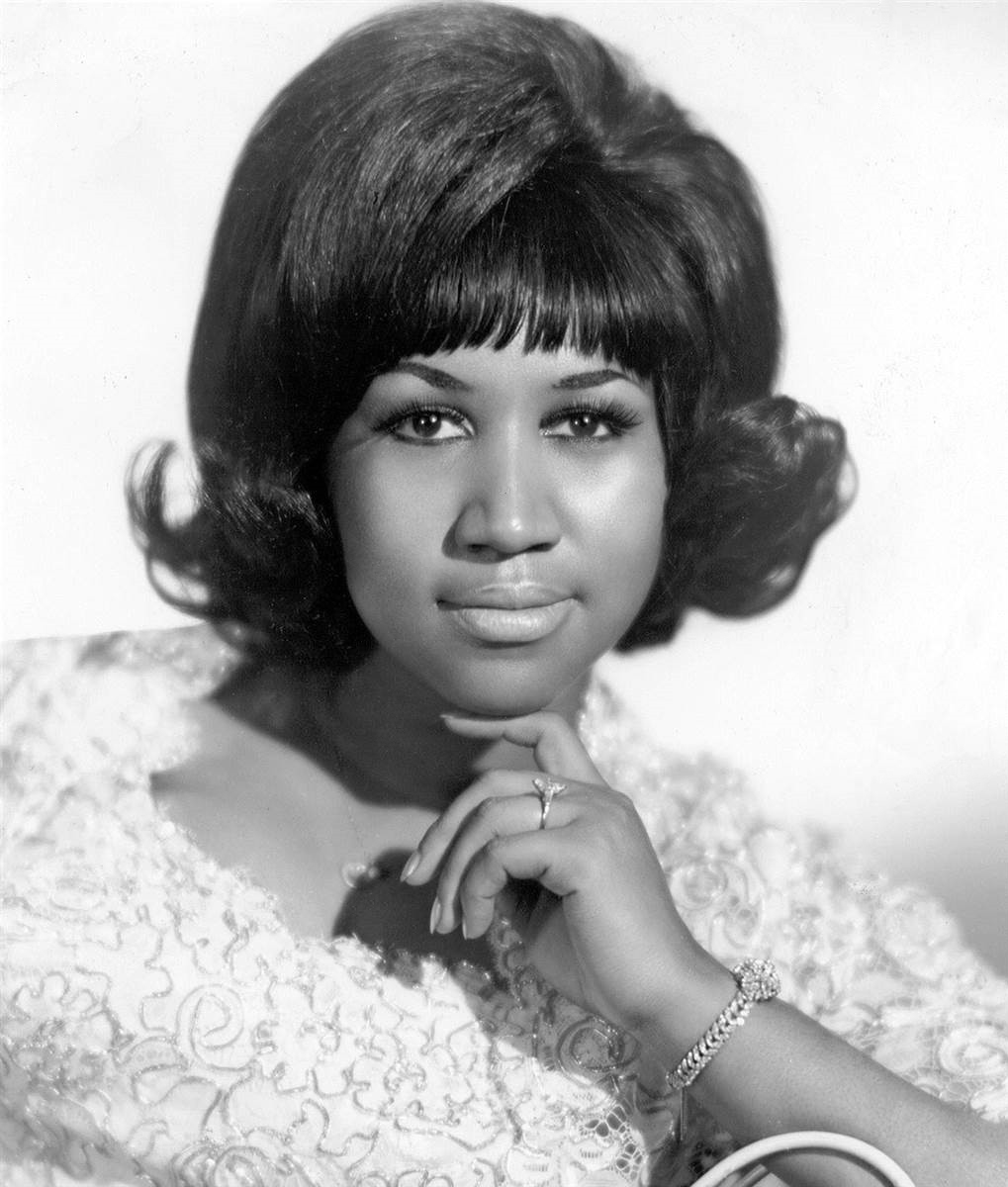
Aretha Franklin († 2018)

- 2018: Aretha Franklin, US-amerikanische Soulsängerin
- 2018: Atal Bihari Vajpayee, indischer Politiker
- 2019: Peter Fonda, US-amerikanischer Schauspieler und Filmregisseur
- 2019: Felice Gimondi, italienischer Radrennfahrer

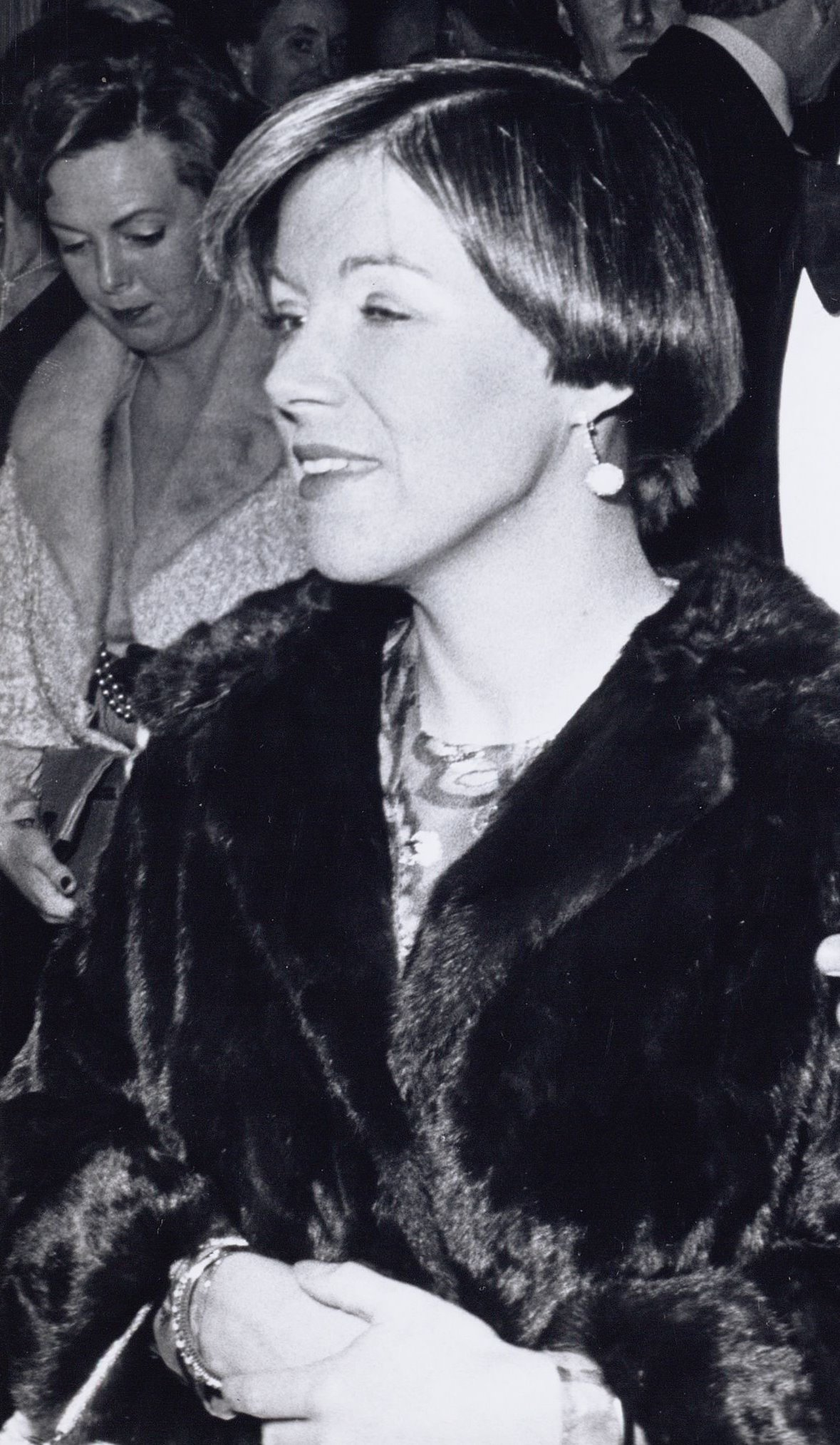
Prinzessin Christina († 2019)

- 2019: Christina von Oranien-Nassau, niederländische Prinzessin
- 2020: Nina Kraft, deutsche Triathletin
- 2020: Georg Volkert, deutscher Fußballspieler
- 2021: Oswaldo Johnston, guatemaltekischer Ringer
- 2021: Bettina von Freytag genannt Löringhoff, deutsche Klassische Archäologin
- 2021: Omrane Sadok, tunesischer Boxer

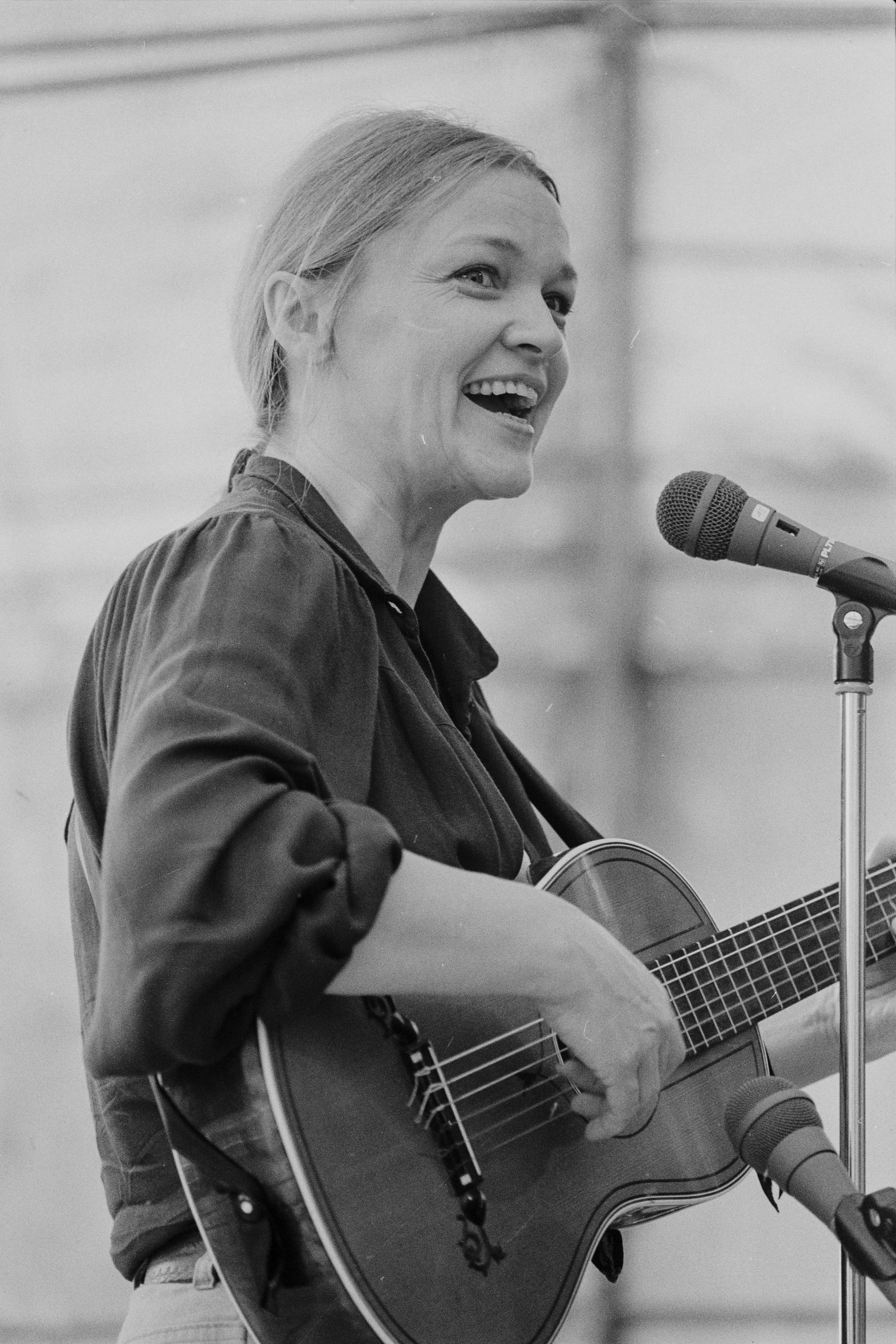
Eva-Maria Hagen († 2022)

- 2022: Eva-Maria Hagen, deutsche Schauspielerin, Sängerin, Malerin und Autorin
- 2022: Domenico Pace, italienischer Fechter
- 2022: Hans Peterson, schwedischer Kinder- und Jugendbuchautor
- 2022: Douglas Ross, US-amerikanischer Eishockeyspieler
- 2023: Jürgen Kluckert, deutscher Schauspieler und Synchronsprecher

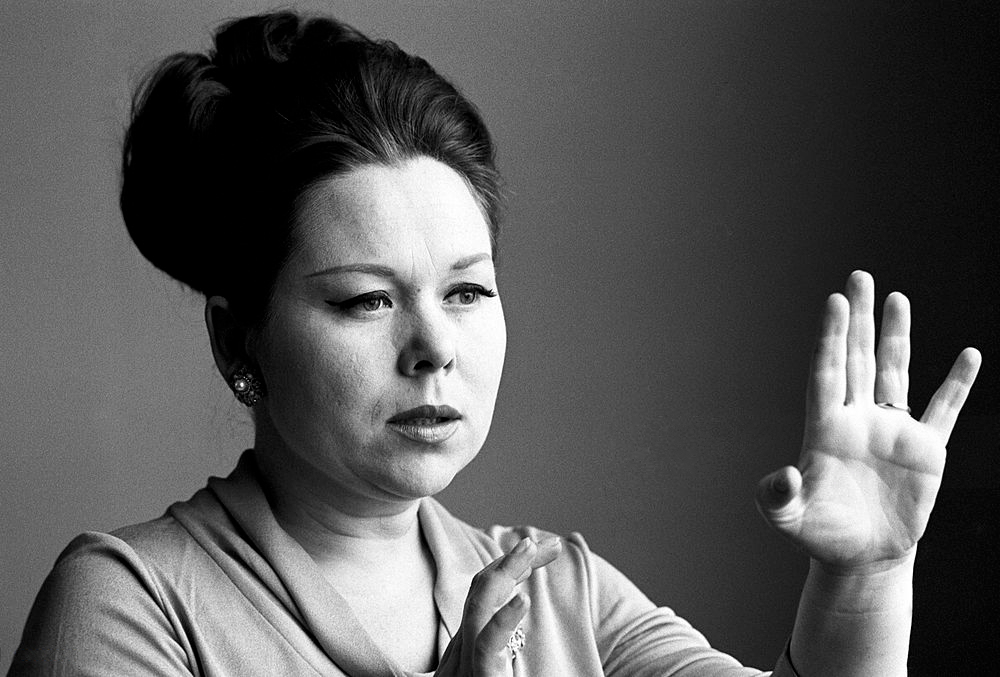
Renata Scotto († 2023)

- 2023: Renata Scotto, italienische Sopranistin
- 2025ː Caroline Krook, schwedische Bischöfin von Stockholm

## Feier- und Gedenktage
- Kirchliche Gedenktage
  - Johann der Beständige, Kurfürst von Sachsen (evangelisch)
  - Leonhard Kaiser, österreichischer Vikar und Märtyrer (evangelisch)
  - Isaak, Stammvater des Volkes Israel (evangelisch: LCMS)

- Namenstage
  - Achim, Joachim, Rochus

- Staatliche Feier- und Gedenktage
  - USA (nur in Vermont): Bennington Battle Day (1777)

Weitere Einträge enthält die Liste von Gedenk- und Aktionstagen.